# Galerie des Noctuidae

## Abrostola

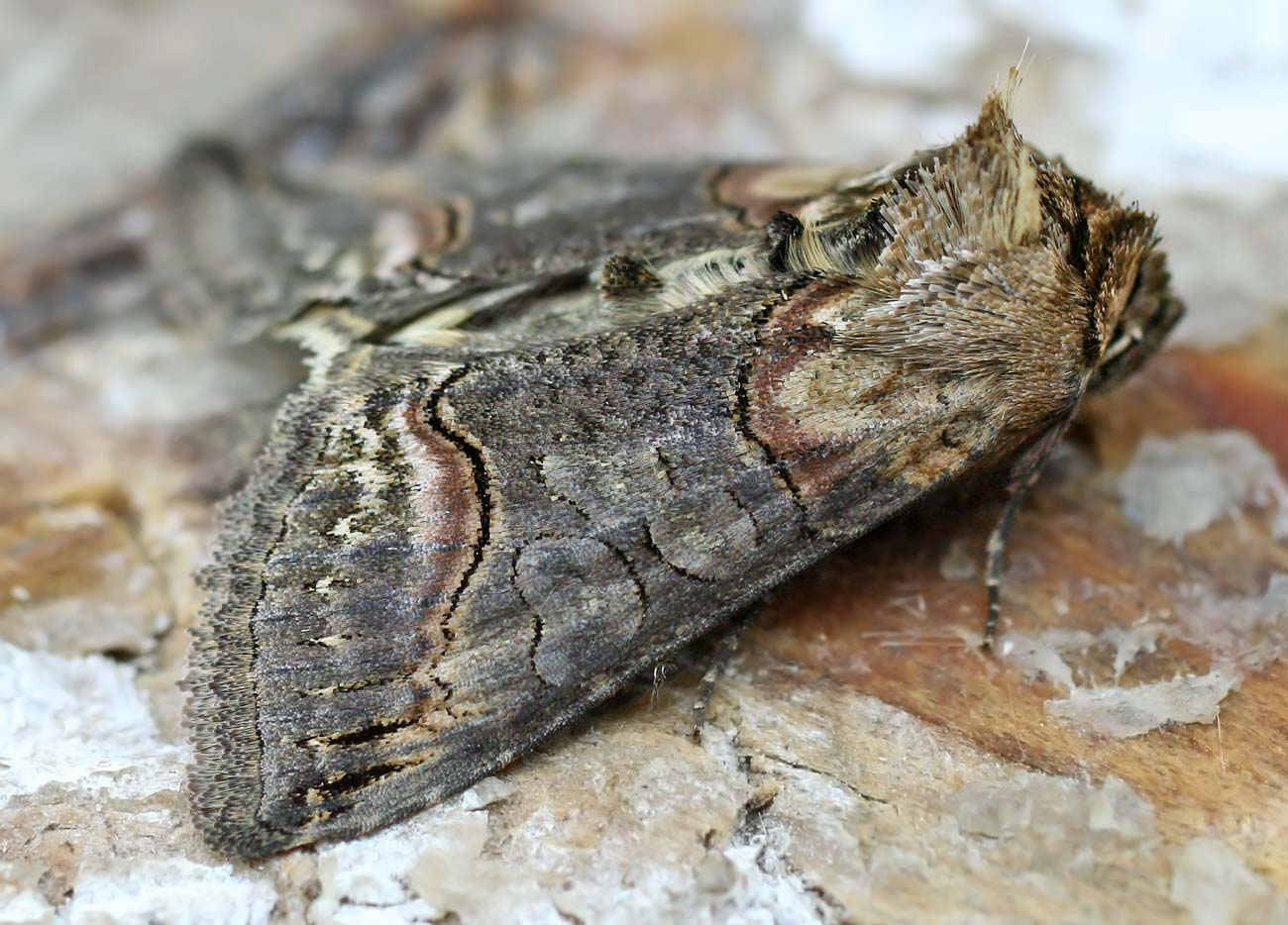
Abrostola triplasia (Linnaeus, 1758)

## Achaea

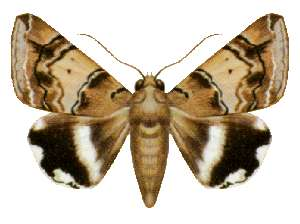
Achaea janata (Linnaeus, 1758)
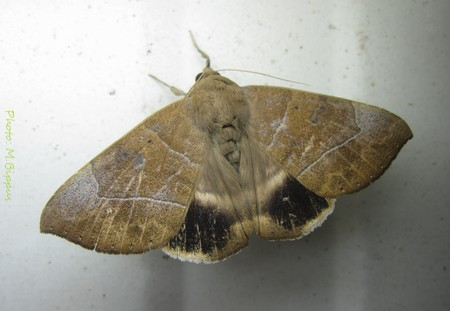
Achaea trapezoides - (Guenée,1862)
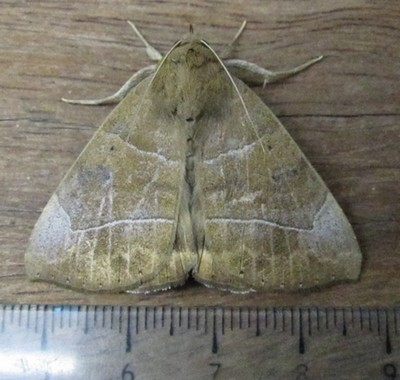
Achaea trapezoides

## Acronicta

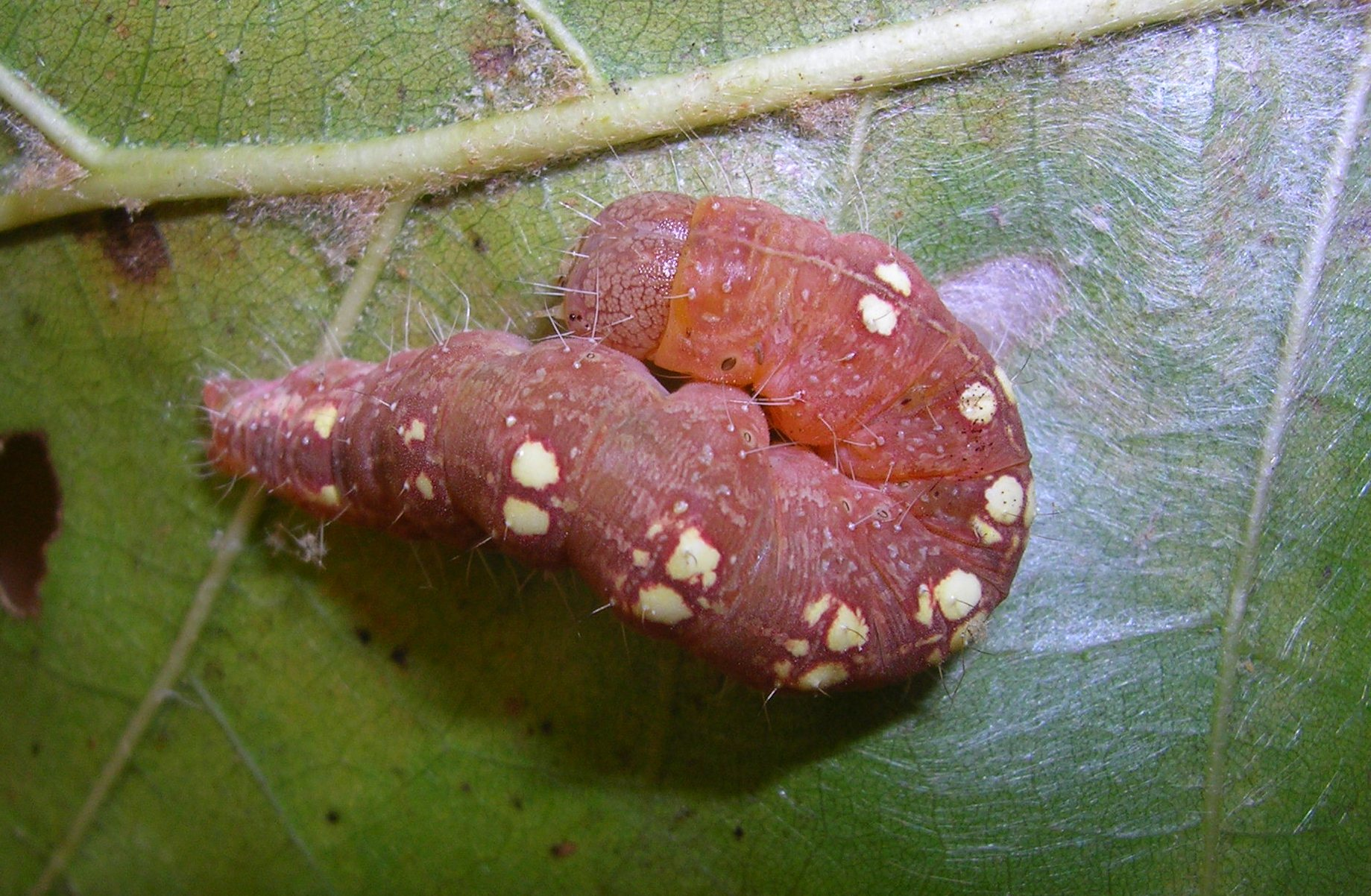
Acronicta increta (Grote, 1882)
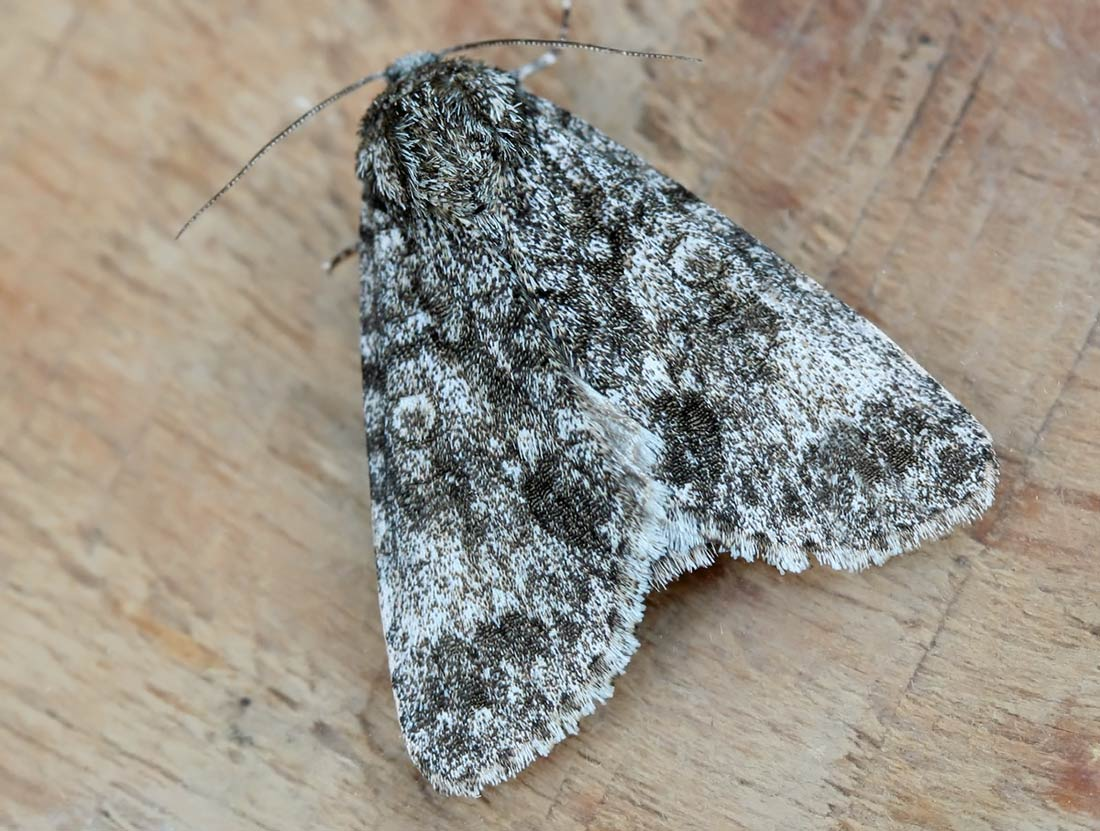
Acronicta megacephala (Denis & Schiffermüller, 1775)
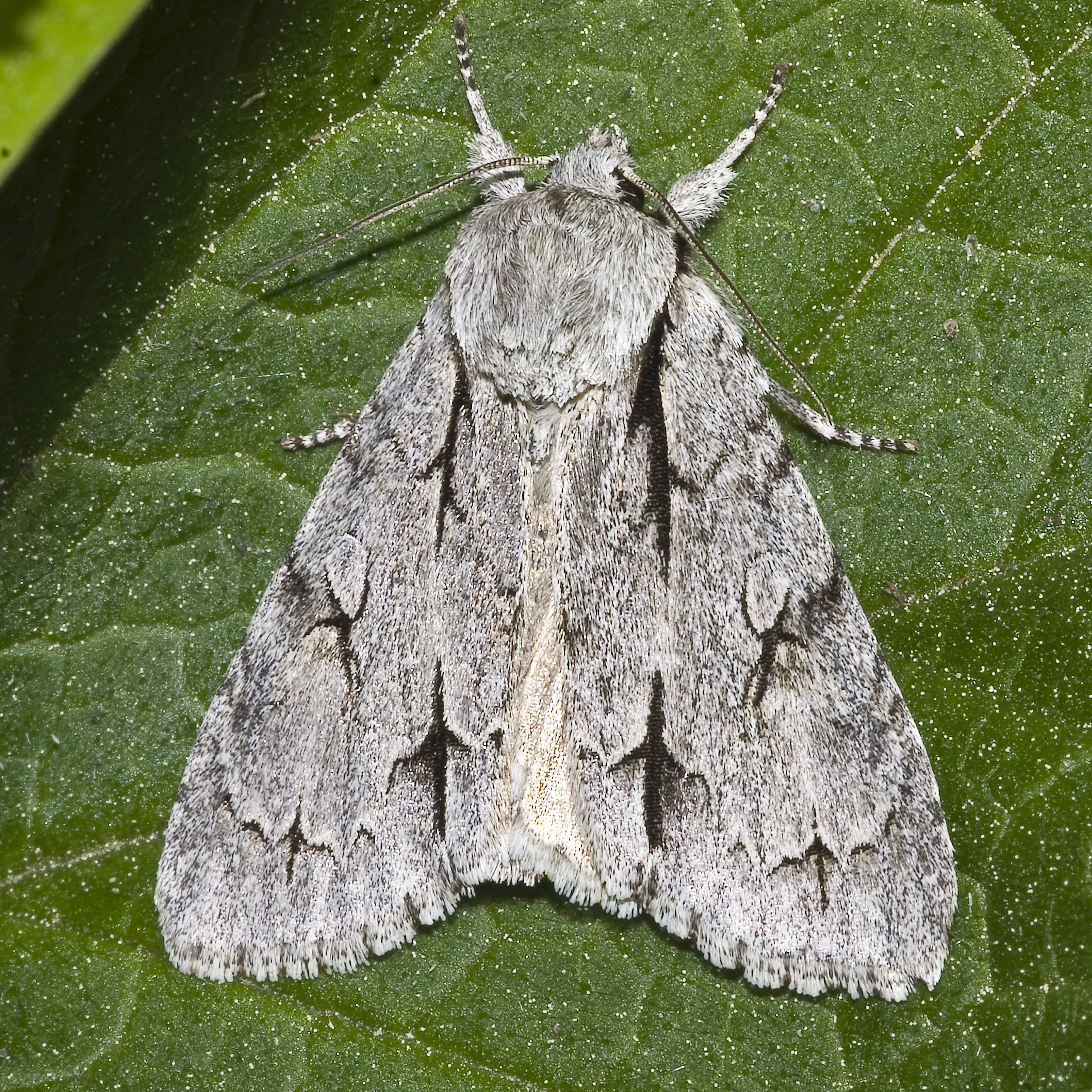
Acronicta psi (Linnaeus, 1758)
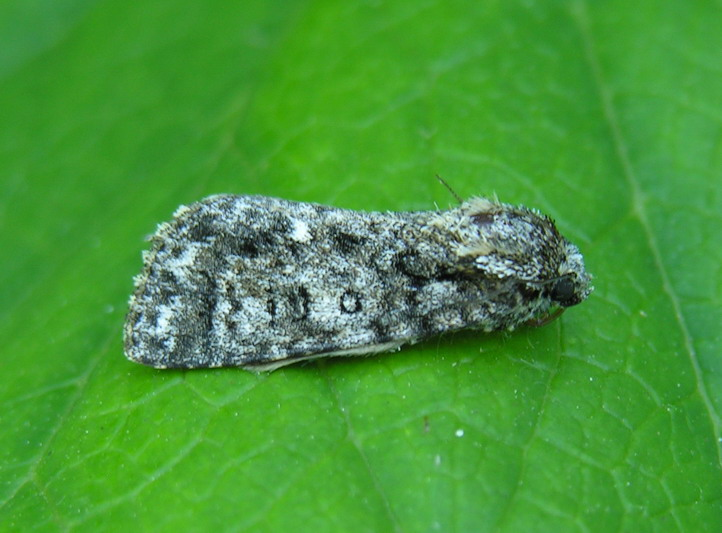
Acronicta rumicis (Linnaeus, 1758)

## Aedia

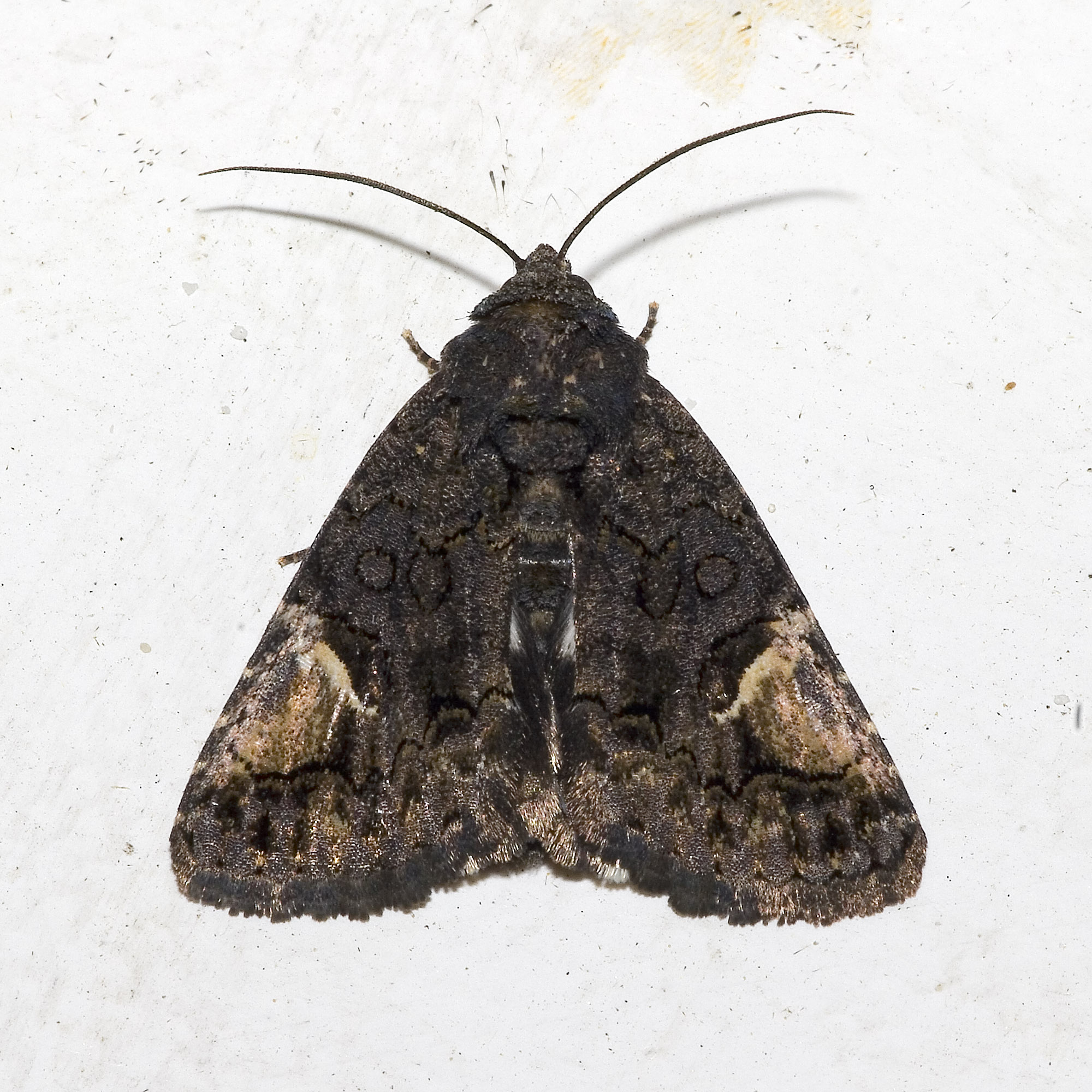
Aedia funesta (Esper, 1789)
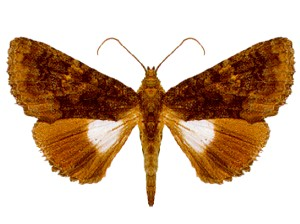
Aedia leucomelas (Linnaeus, 1758)

## Agrochola

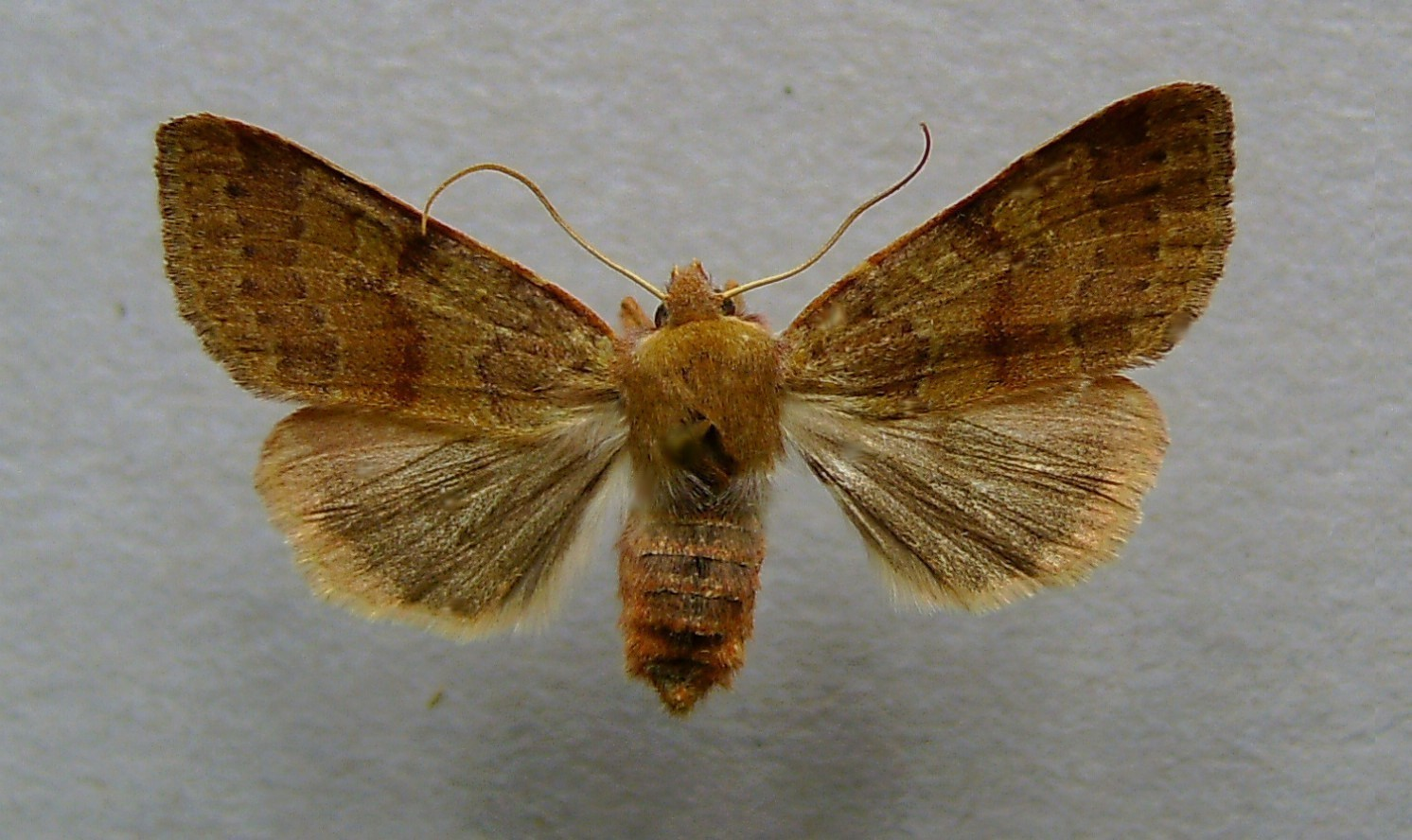
Agrochola helvola
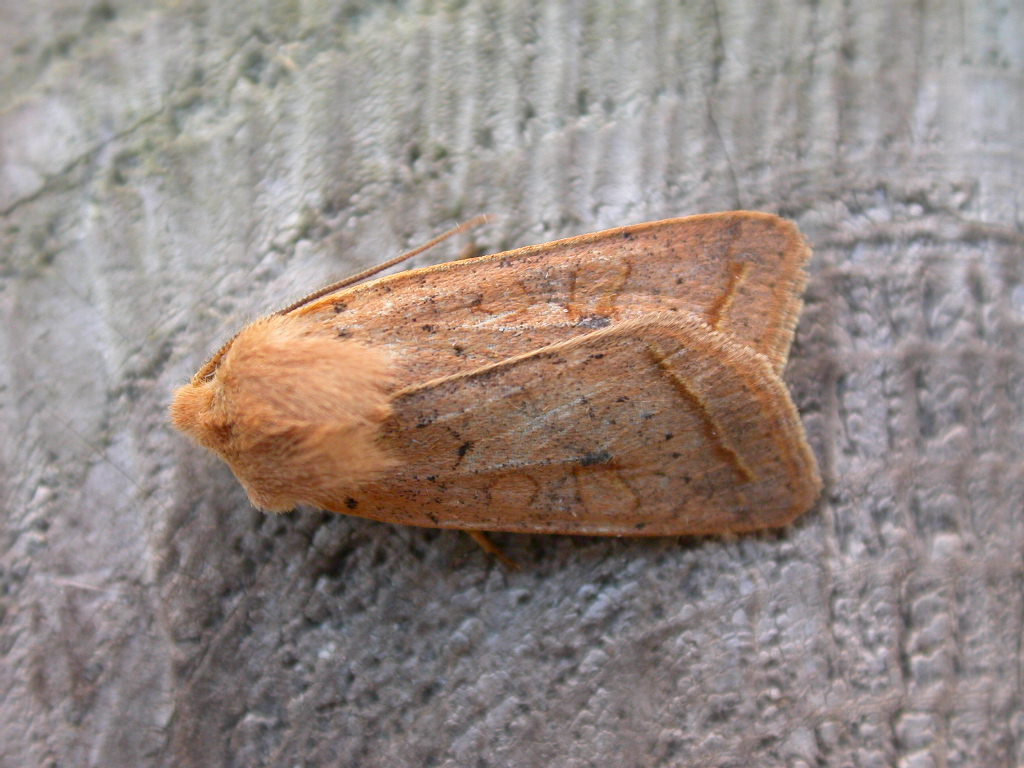
Agrochola macilenta (Hübner, 1809)

## Agrotis

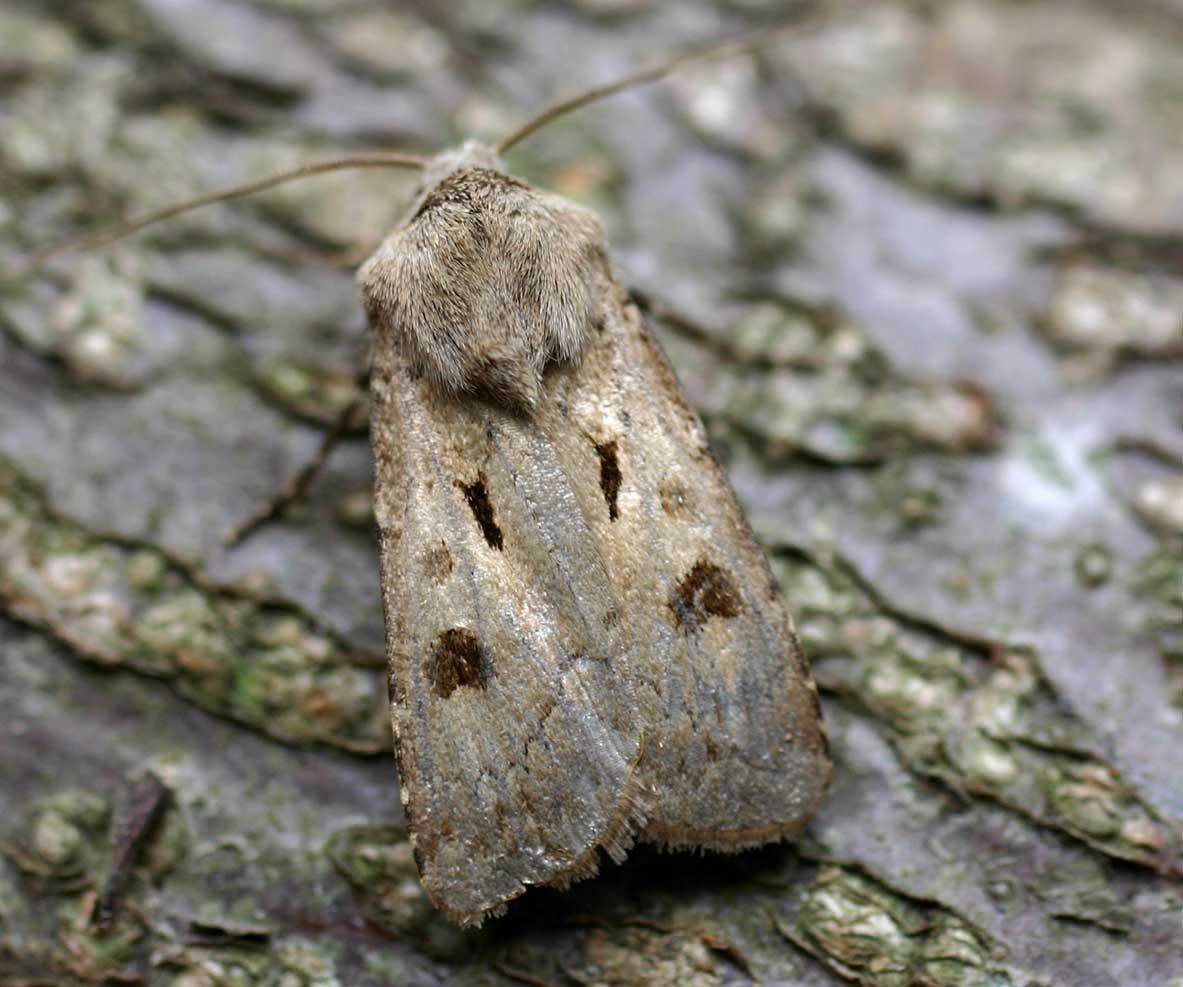
Agrotis exclamationis (Linnaeus, 1758)
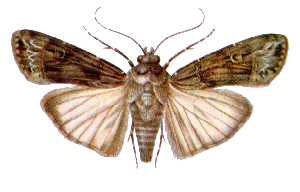
Agrotis ipsilon (Hufnagel, 1766)

## Alophosoma

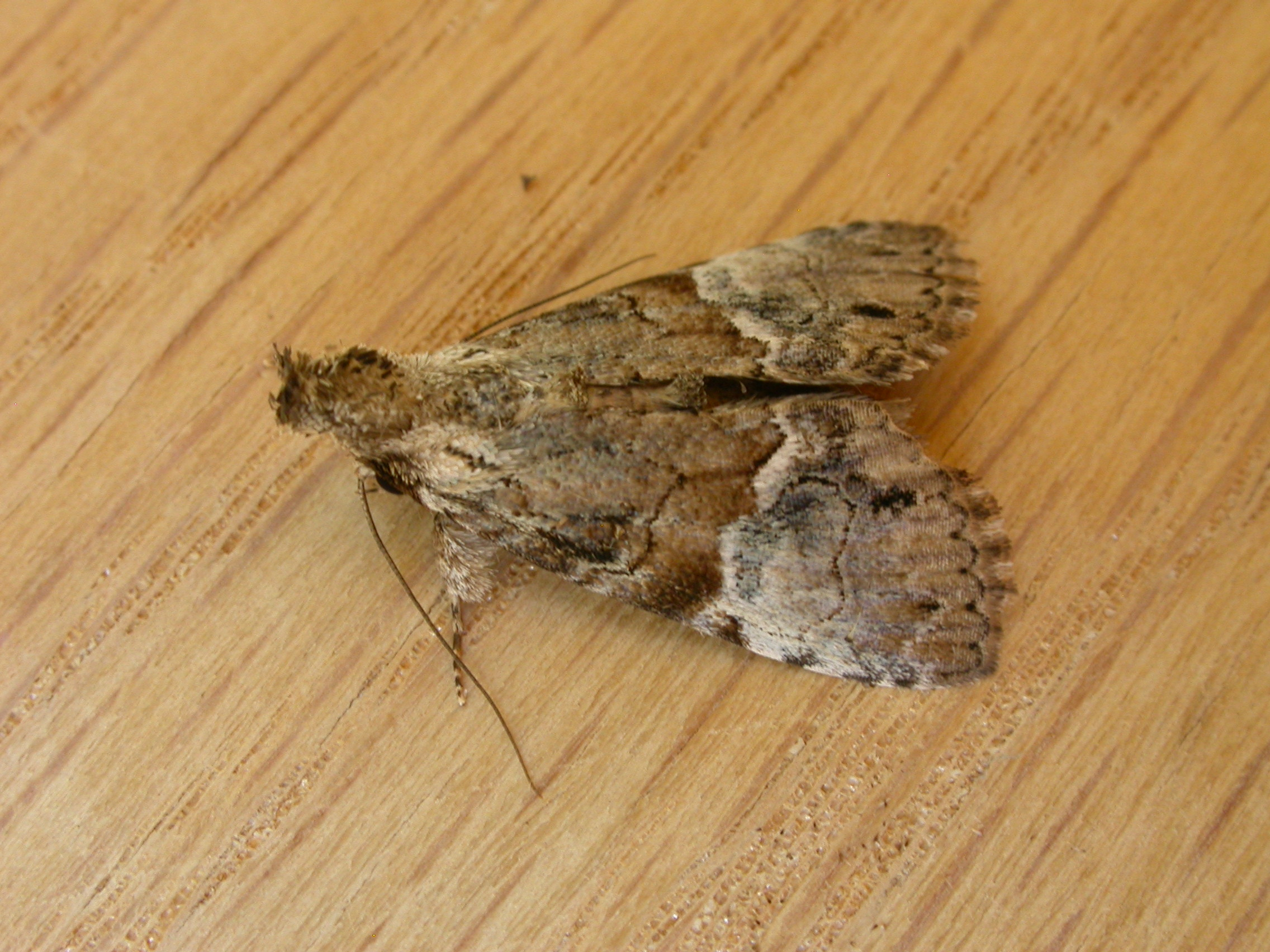
Alophosoma emmelopis (Turner, 1929)

## Alypia

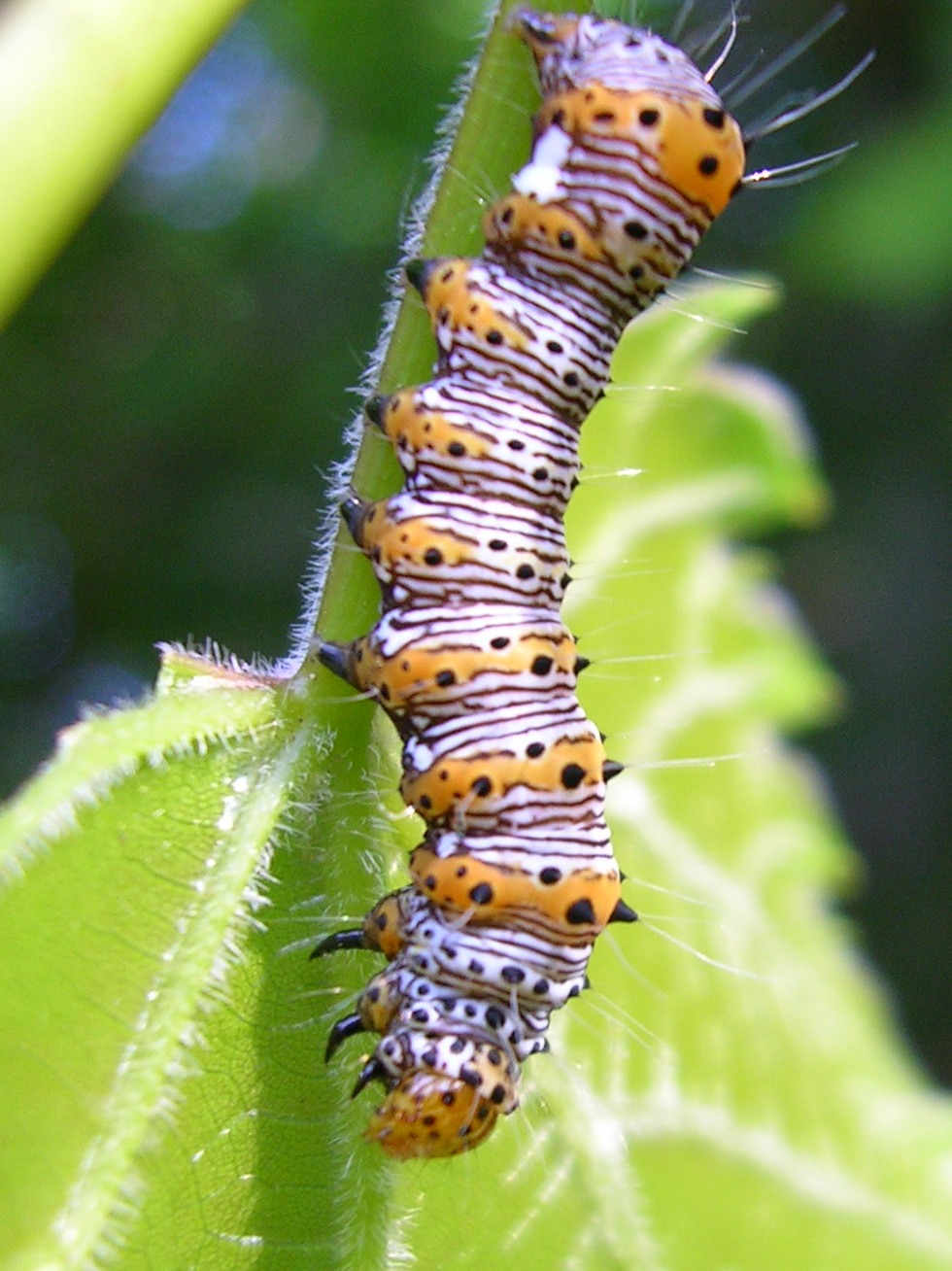
Alypia octomaculata (Fabricius, 1775)

## Amphipoea

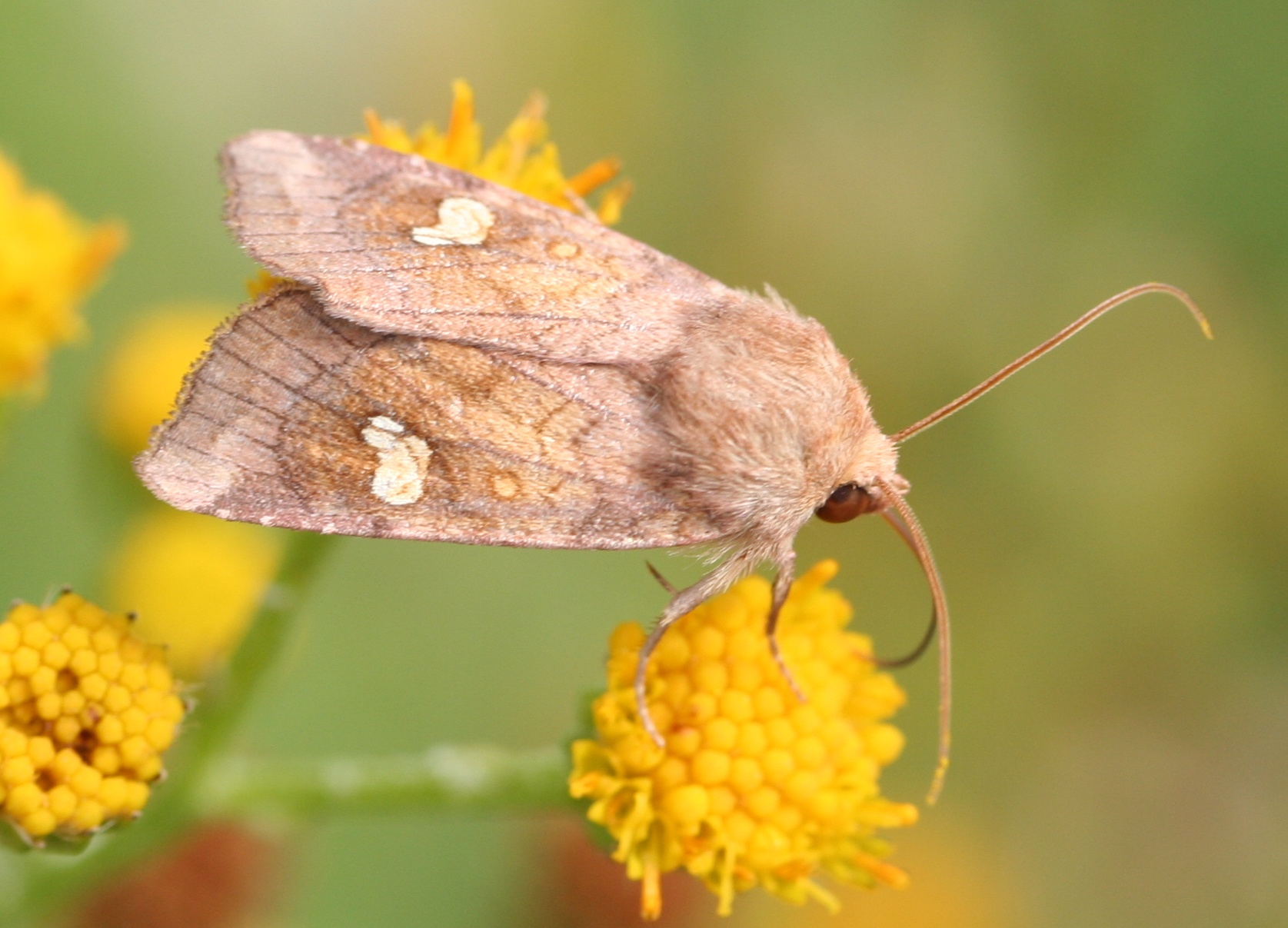
Amphipoea fucosa (Freyer, 1830)
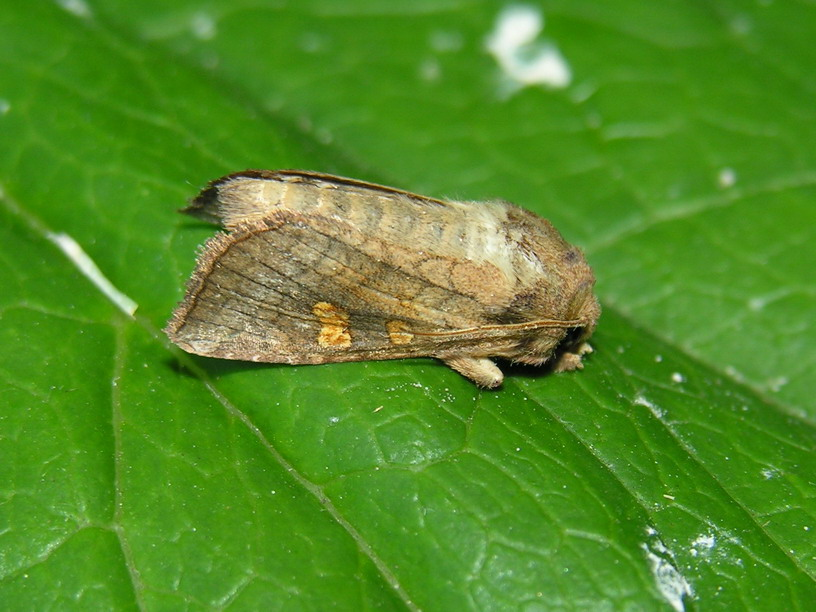
espèce indéterminée

## Amphipyra

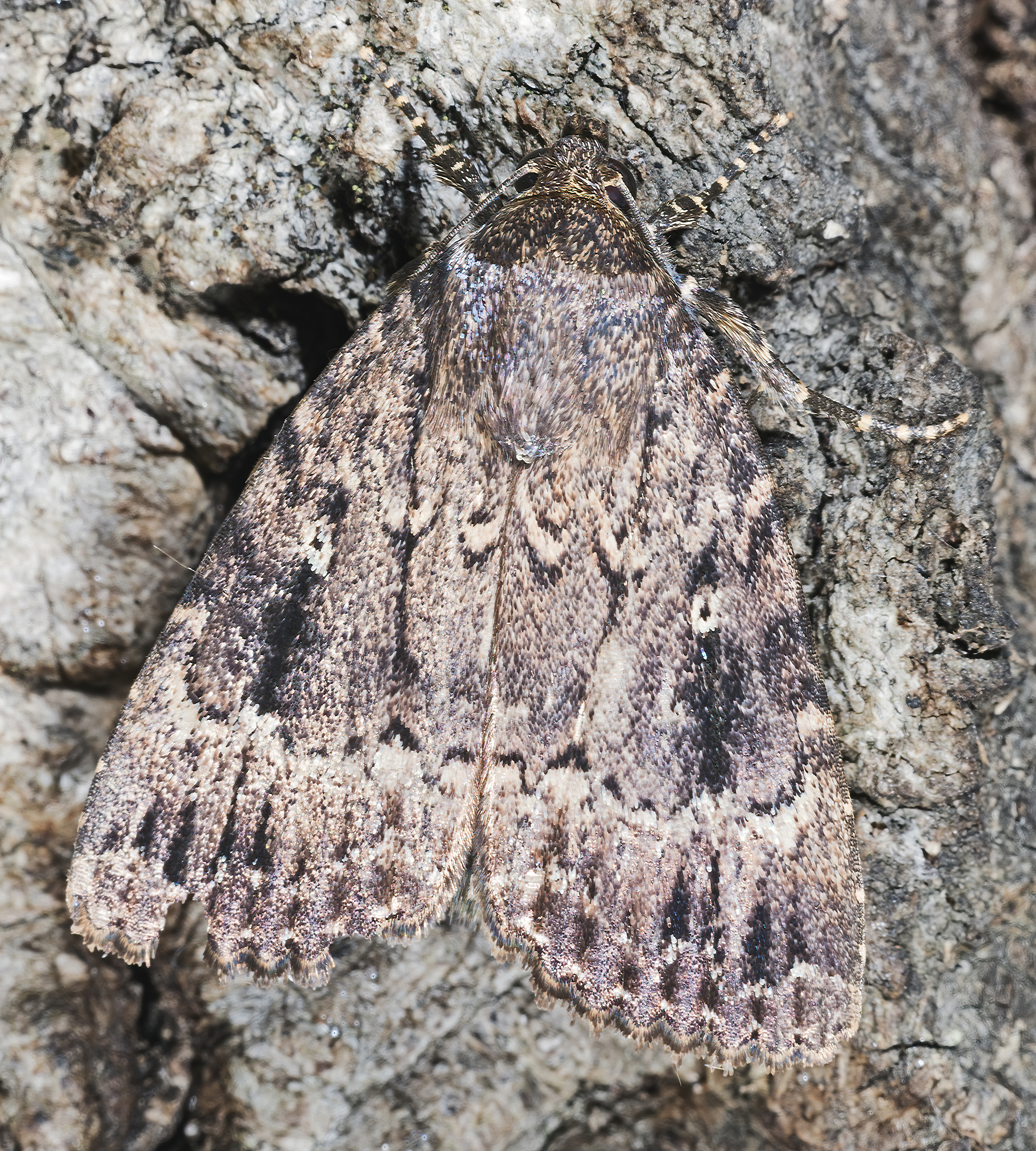
Amphipyra pyramidea (Linnaeus, 1758)

## Anomis

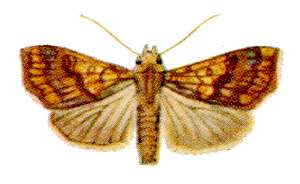
Anomis flava (Fabricius, 1775)
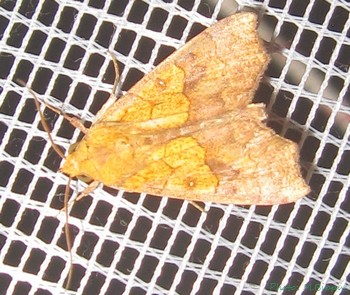
Anomis flava flava

## Apamea

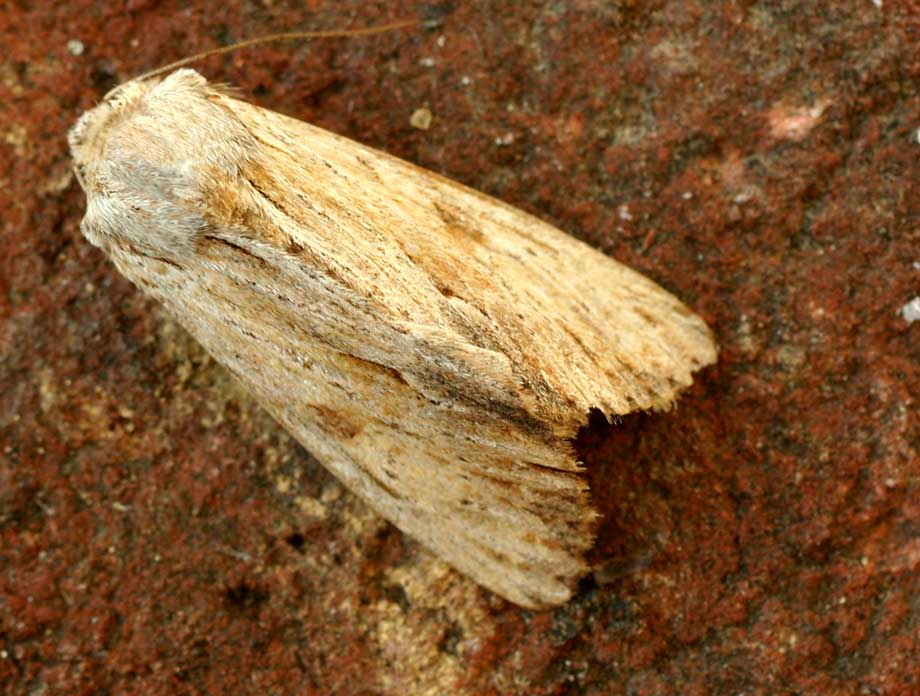
Apamea lithoxylaea  (Denis & Schiffermüller, 1775)
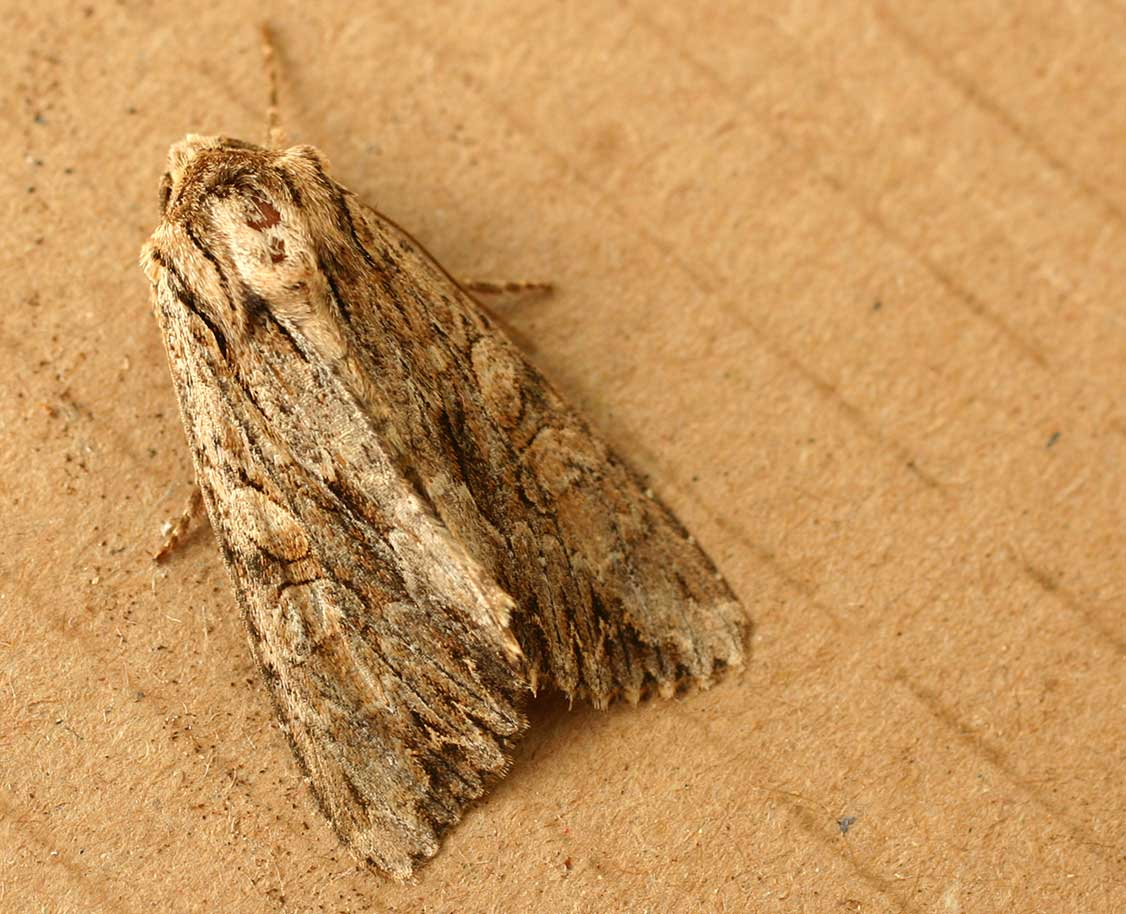
Apamea monoglypha (Hüfnagel, 1766)

## Apina

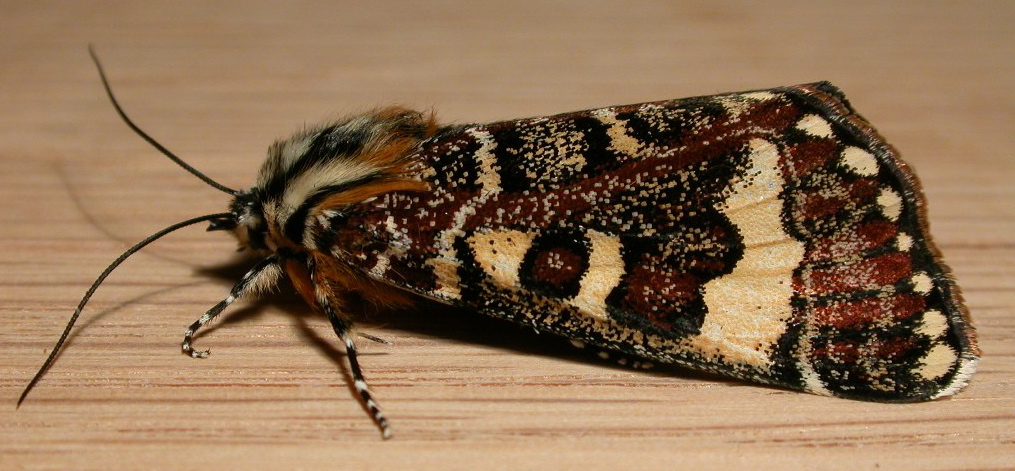
Apina callisto  (Angas, 1847)

## Aporophyla

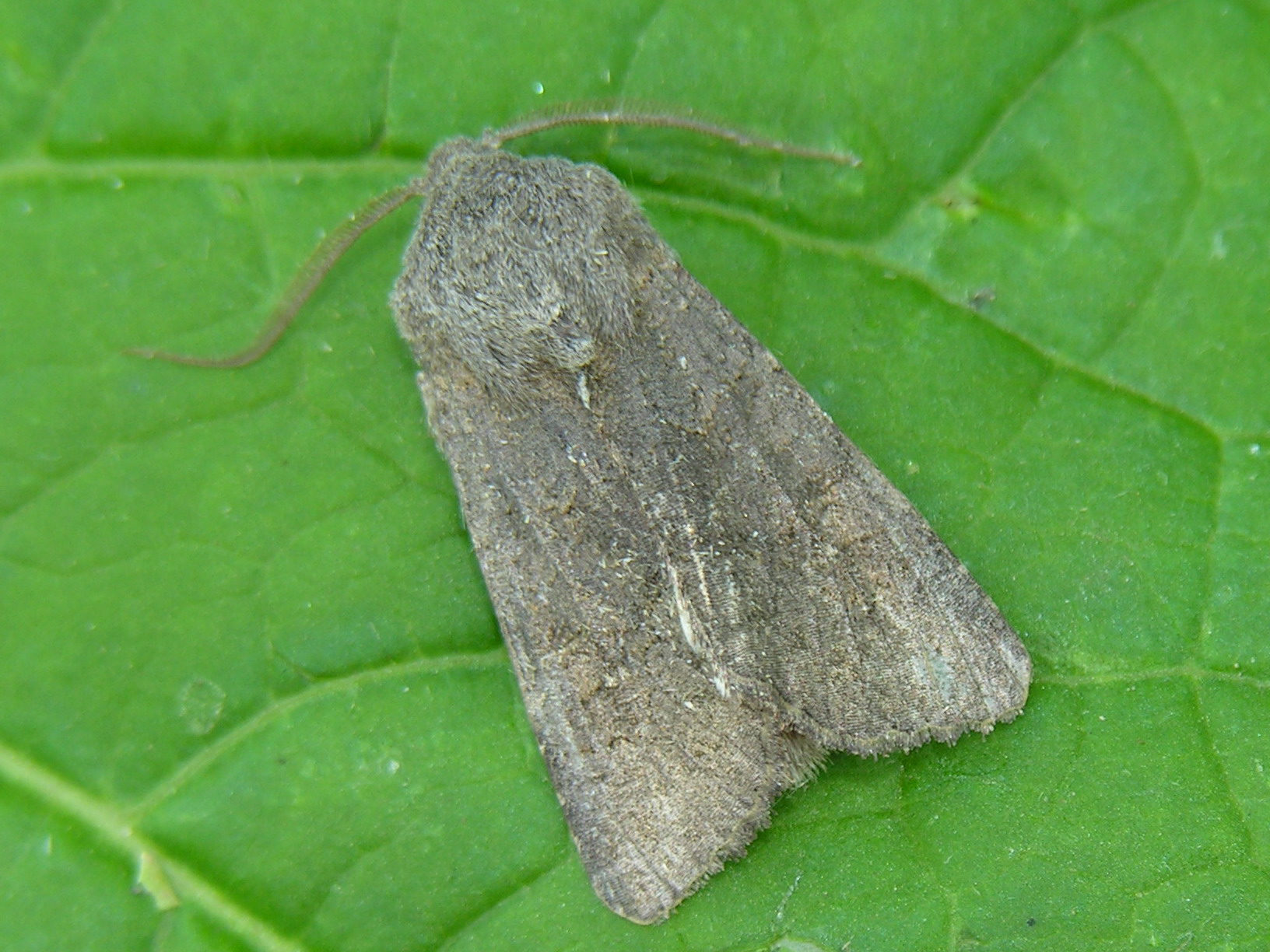
Aporophyla lutulenta  (Denis & Schiffermüller, 1775)

## Atethmia

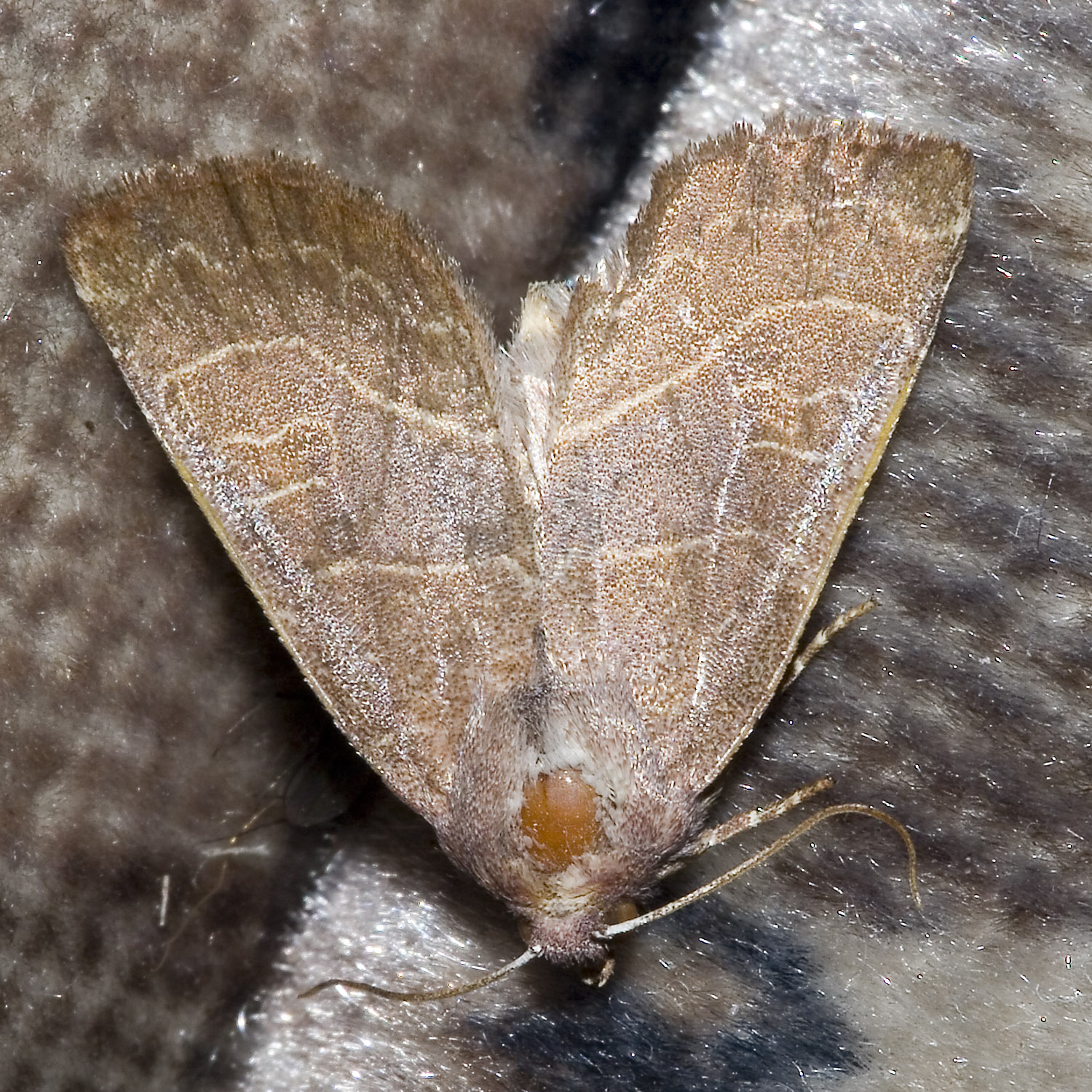
Atethmia ambusta  (Denis & Schiffermüller, 1775)

## Australothis

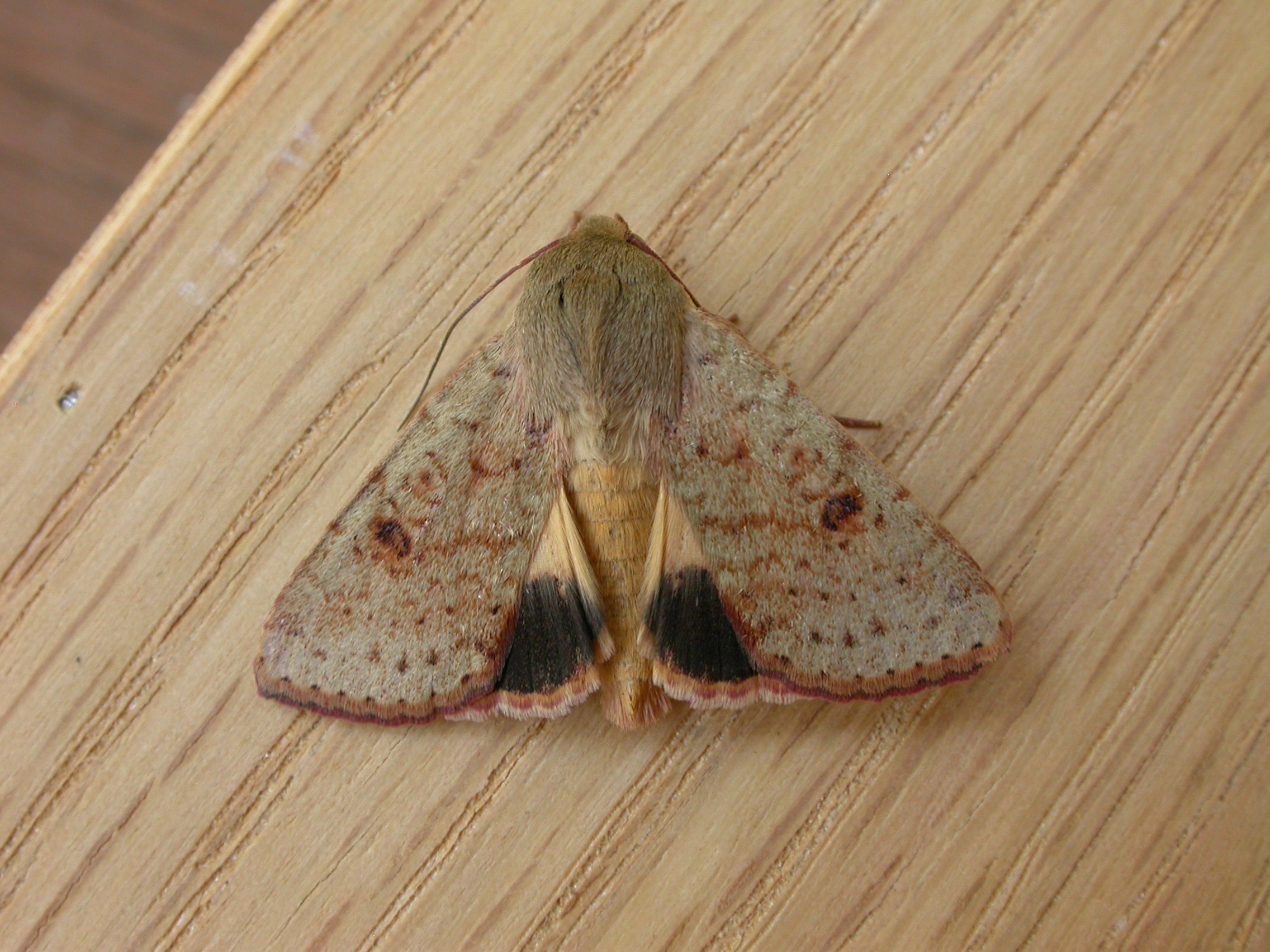
Australothis rubrescens  (Walker, 1858)

## Autographa

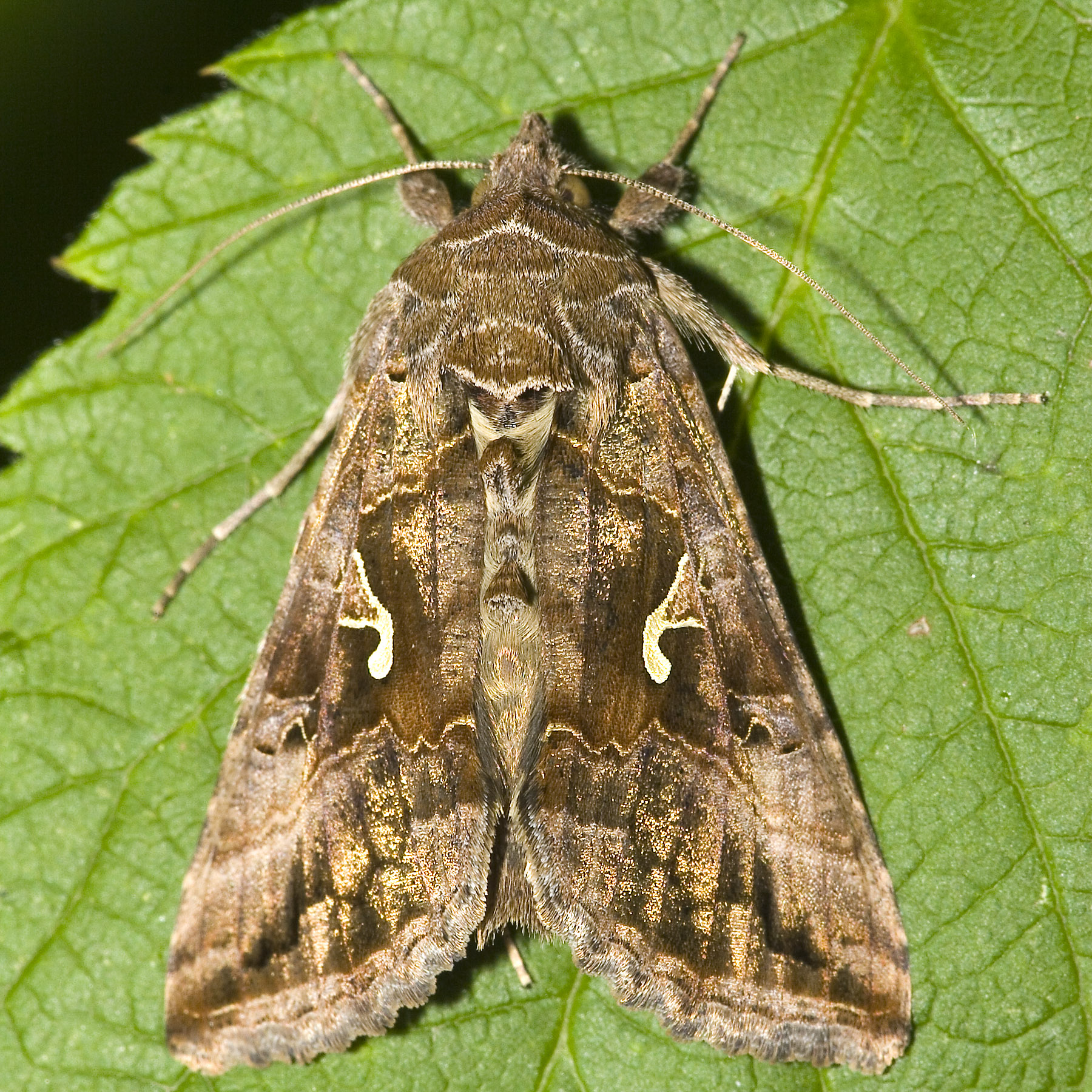
Autographa gamma (Linnaeus, 1758)
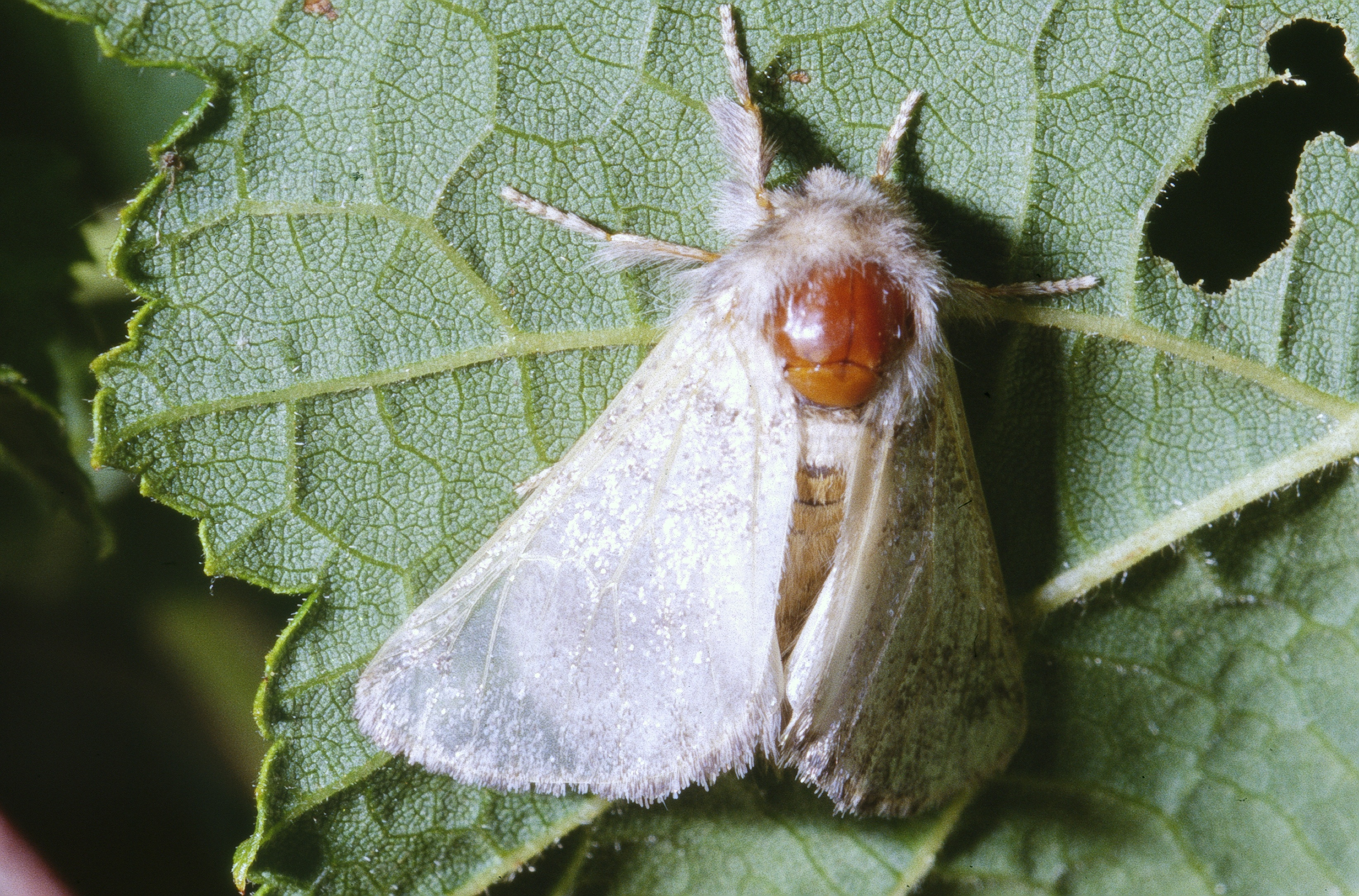
à identifier

## Axylia

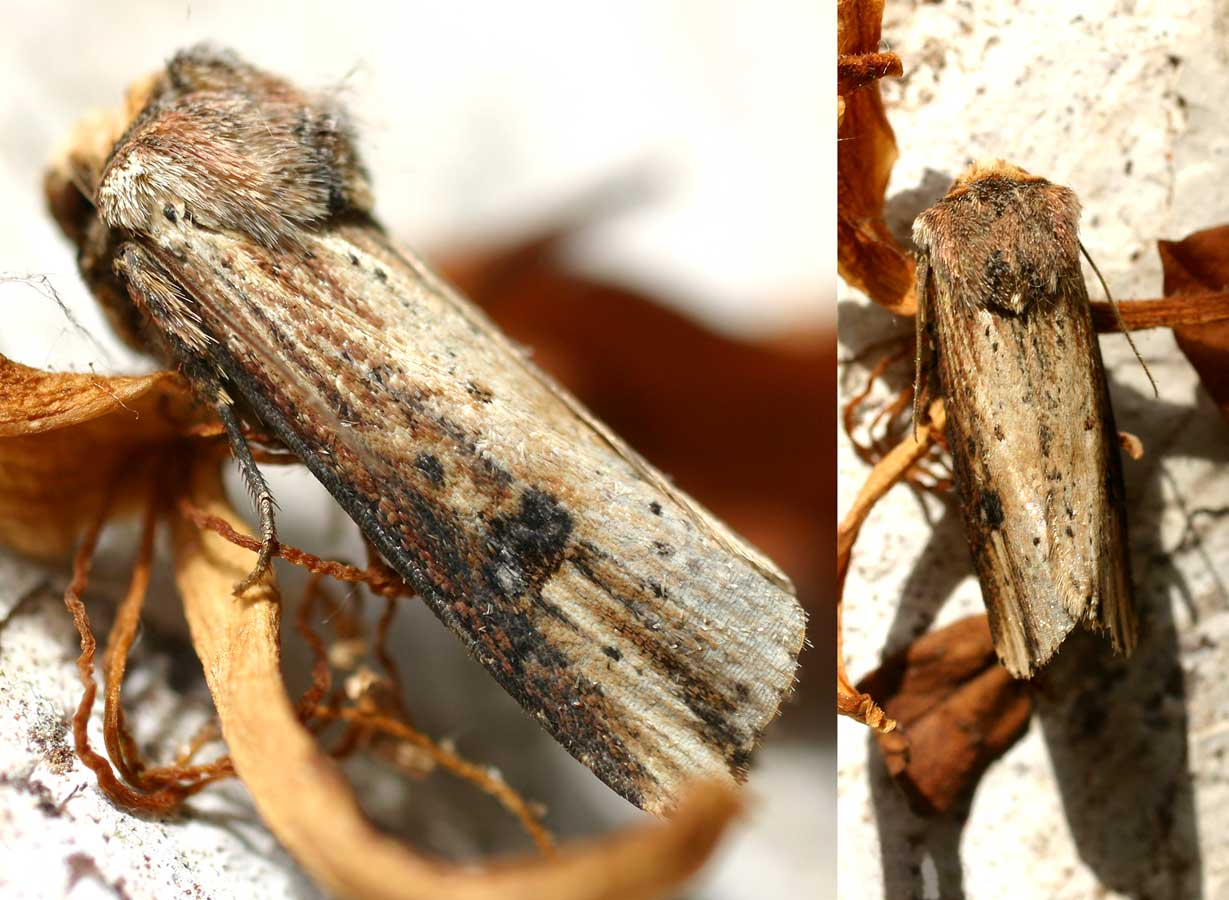
Axylia putris (Linnaeus, 1761)

## Callistege

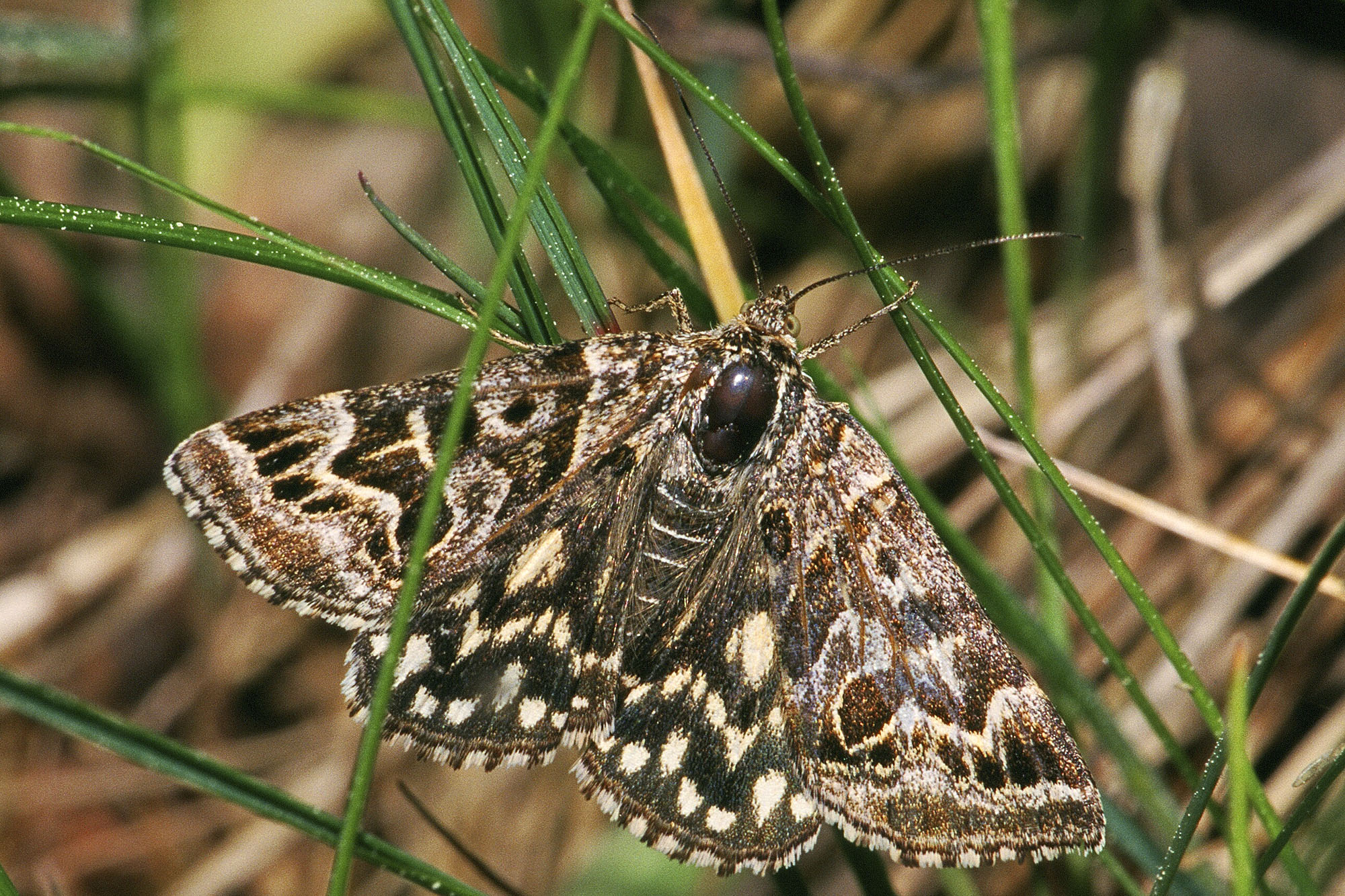
Callistege mi (Clerc, 1759)

## Calophasia

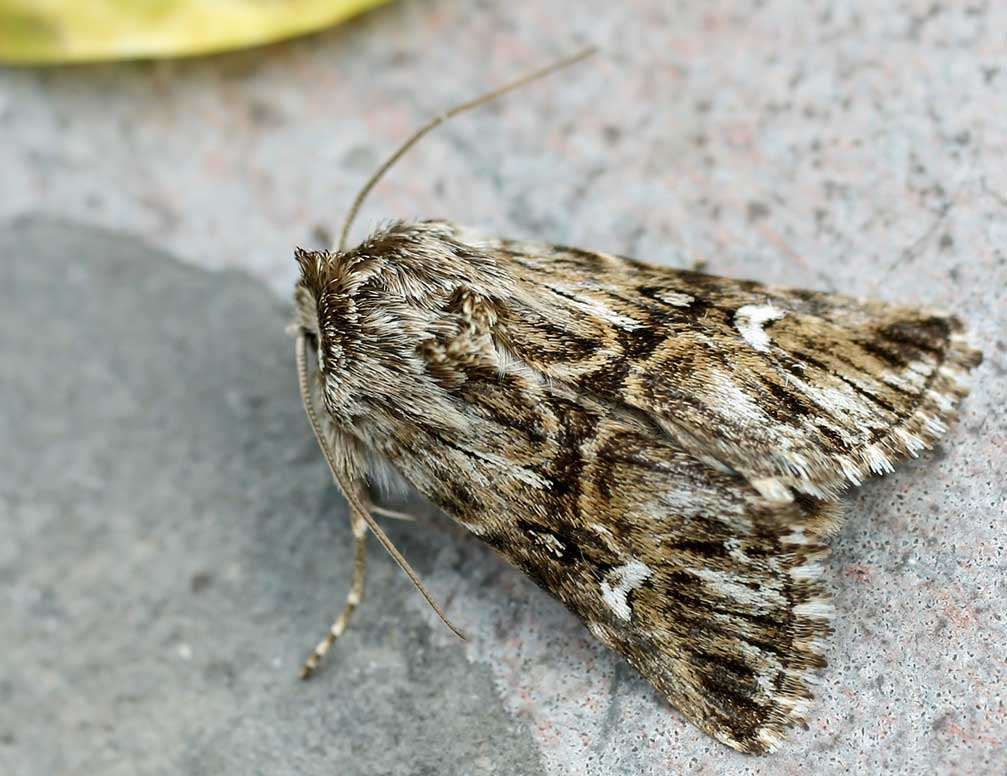
Calophasia lunula (Hufnagel, 1766)

## Caradrina

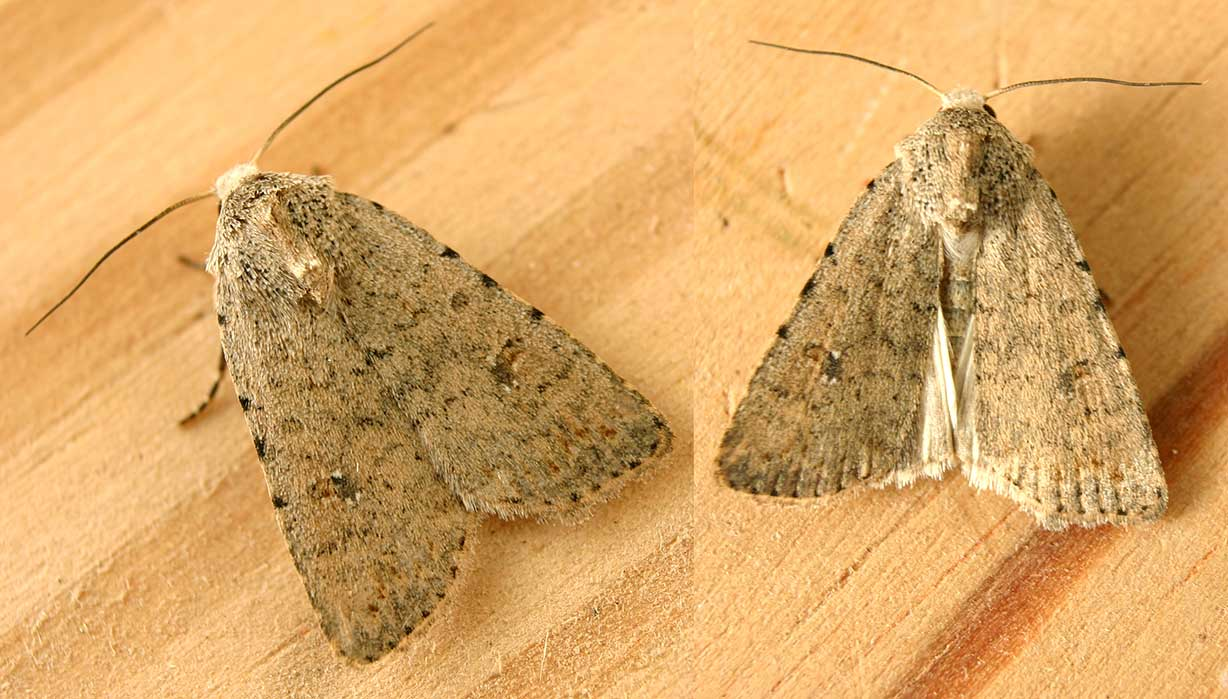
Caradrina clavipalpis (Scopoli, 1763)

## Chrysodeixis

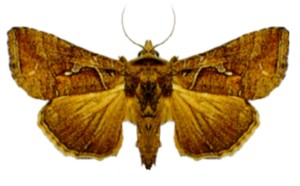
Chrysodeixis subsidens Walker, 1858
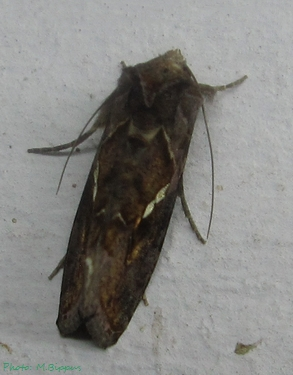
Chrysodeixis chalcites
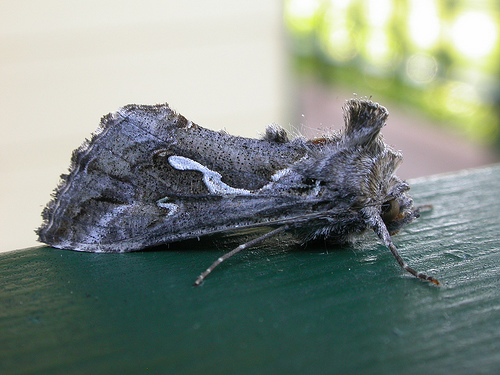
Chrysodeixis argentifera Guenée, 1852

## Colocasia

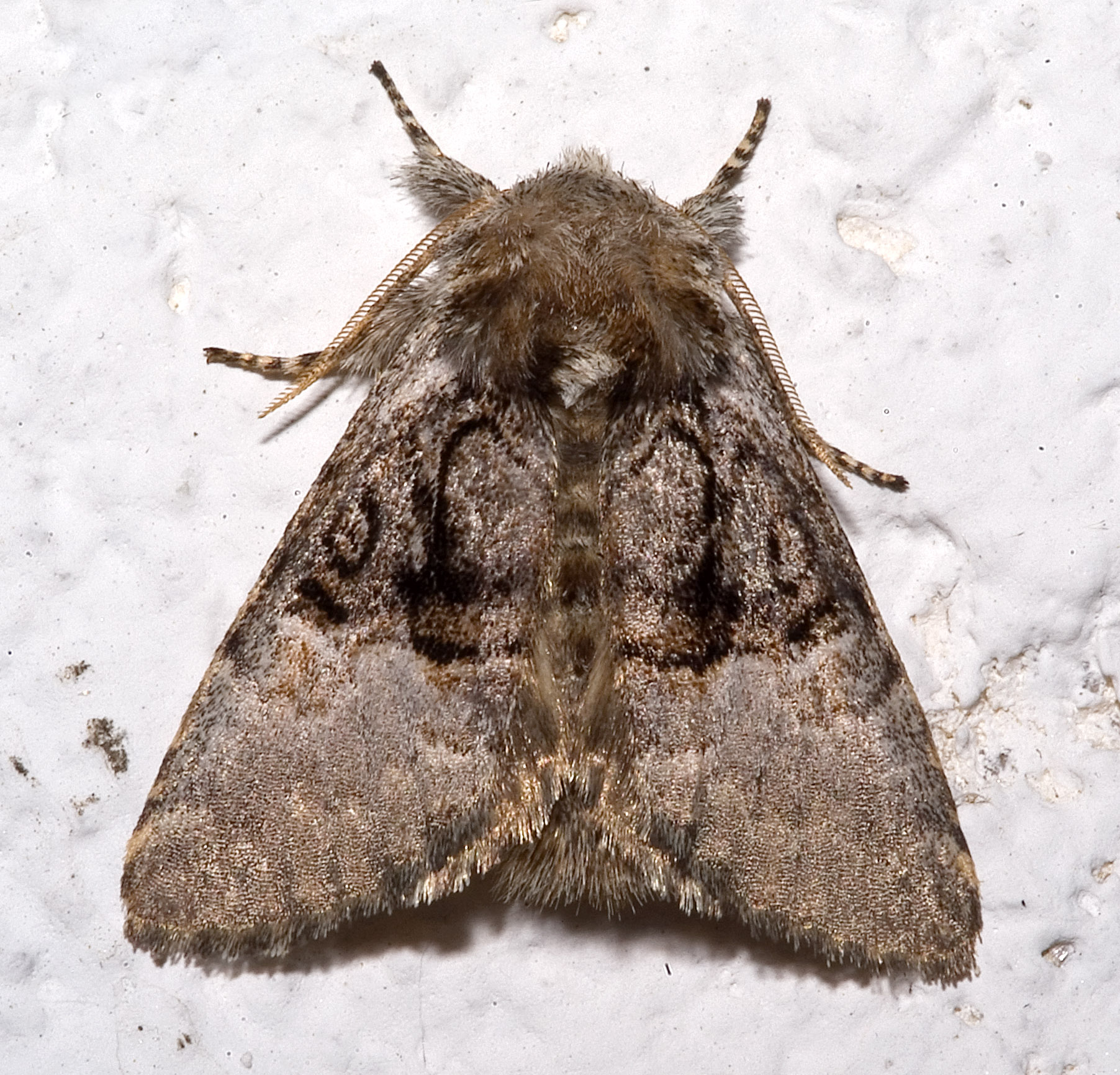
Colocasia coryli (Linnaeus, 1758)

## Conistra

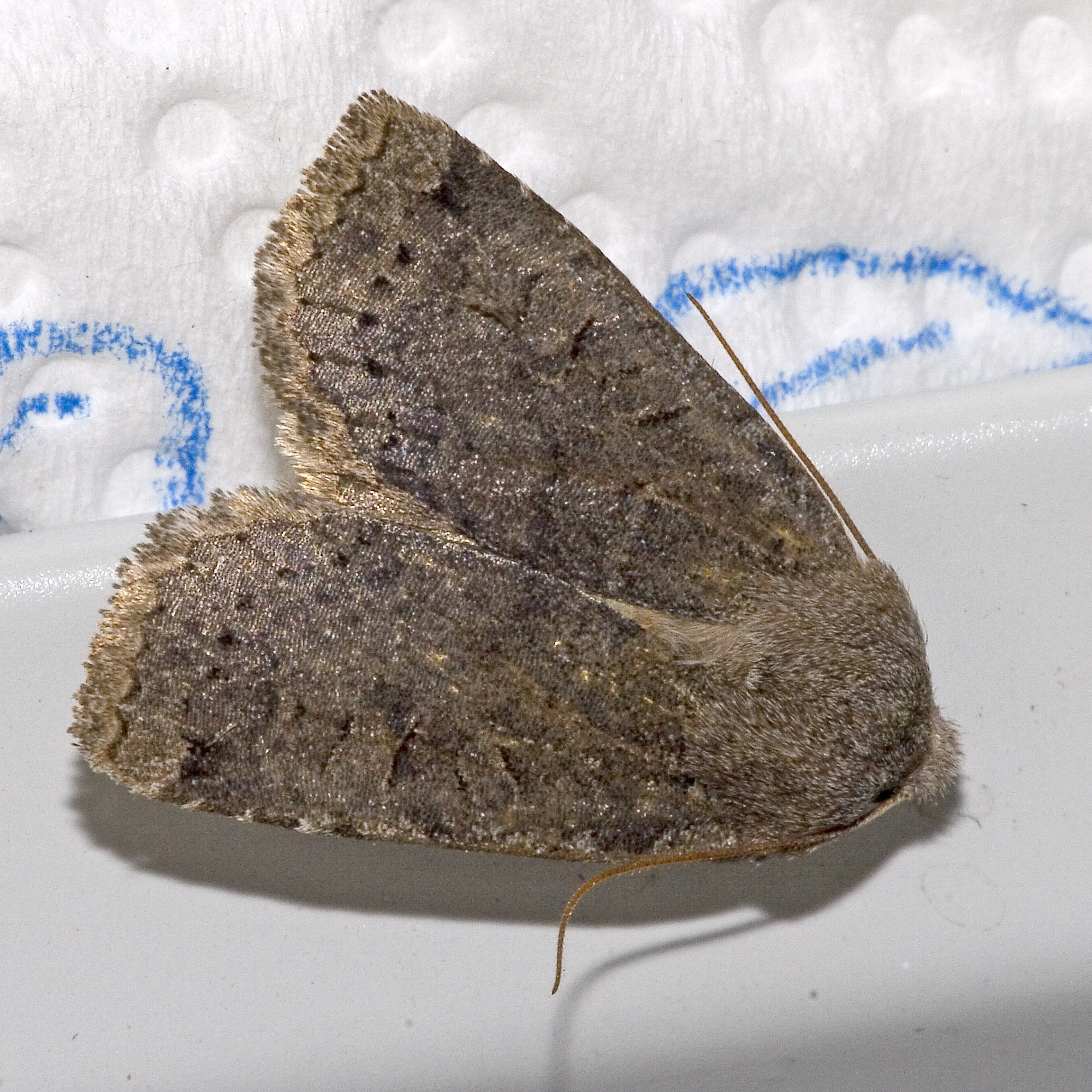
Conistra (Conistra) ligula (Esper, 1791)

## Cosmia

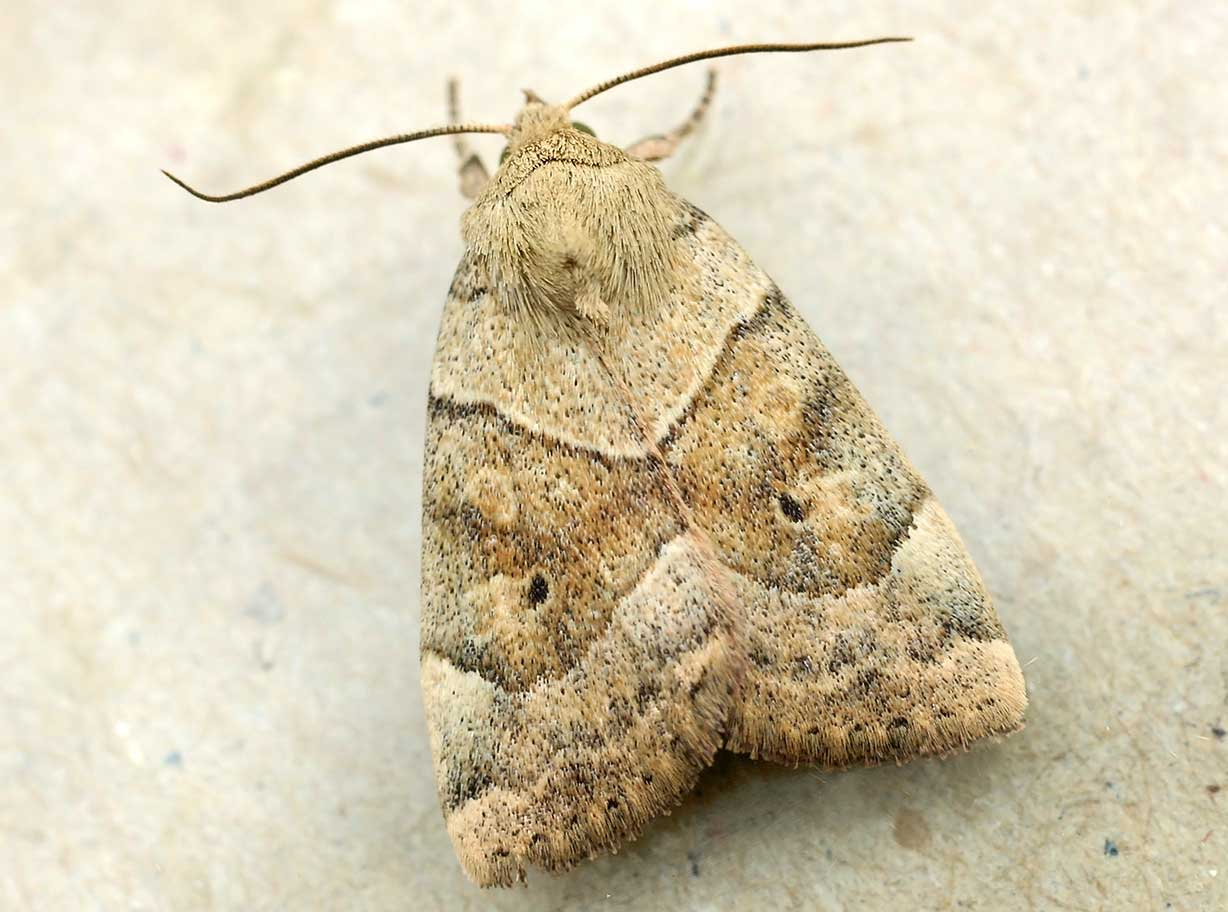
Cosmia trapezina (Linnaeus, 1758)

## Cryphia

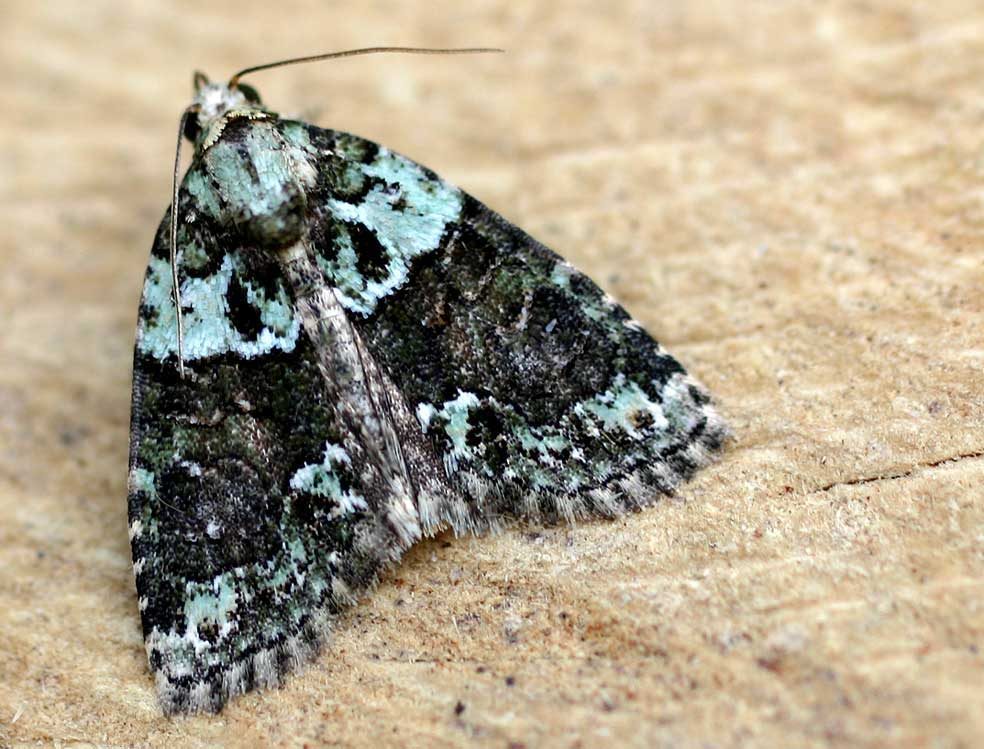
Cryphia (Cryphia) algae (Fabricius, 1775)
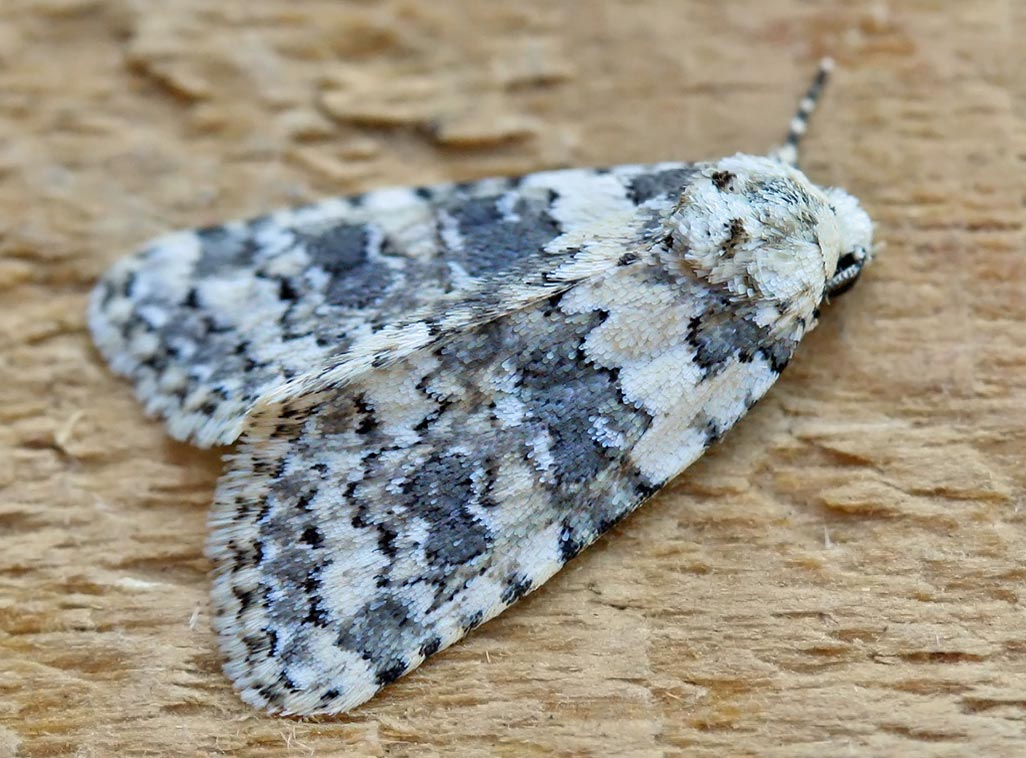
Cryphia (Cryphia) domestica (Hufnagel, 1766)
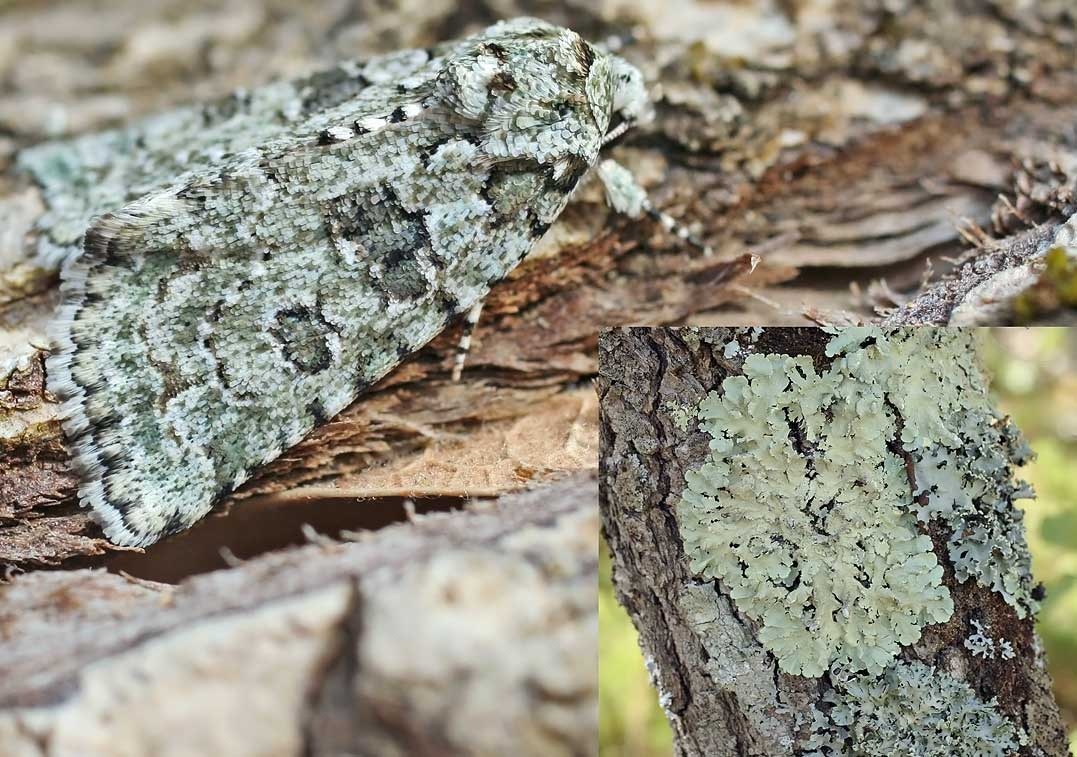
Cryphia (Bryopsis) muralis (Forster, 1771)
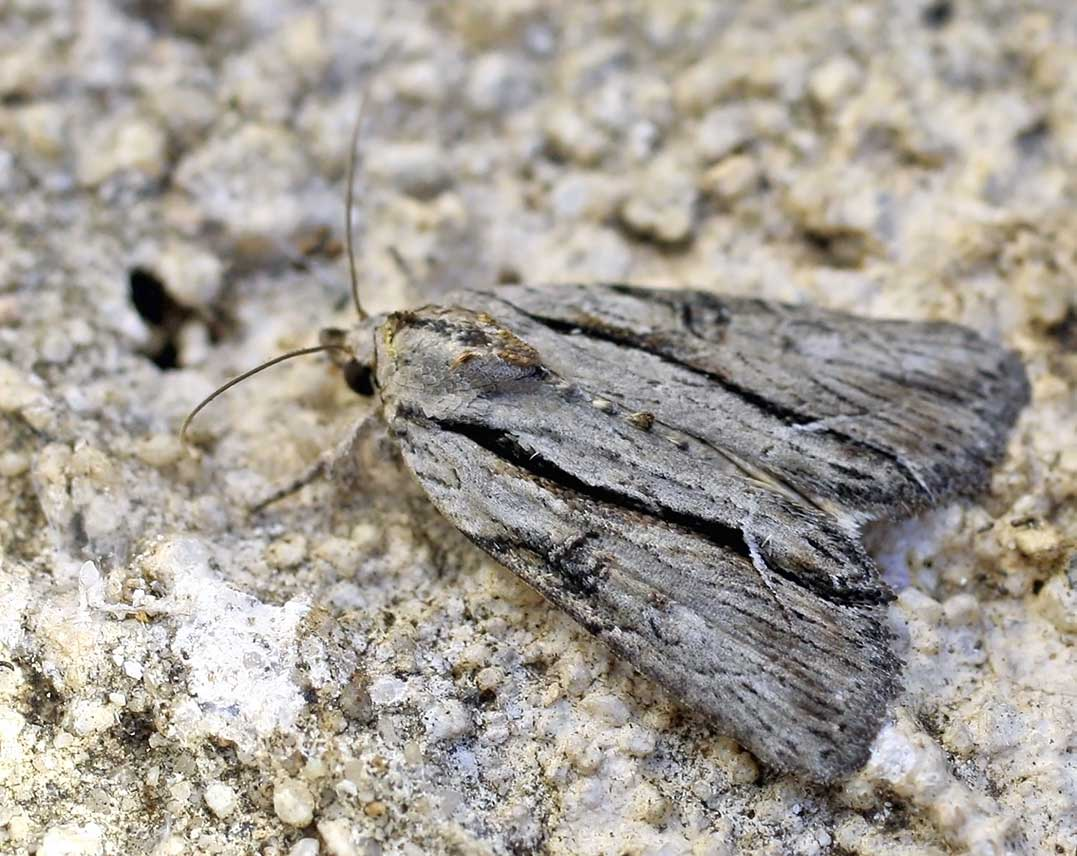
Cryphia (Cryphia) raptricula (Denis & Schiffermüller, 1775)

## Cucullia

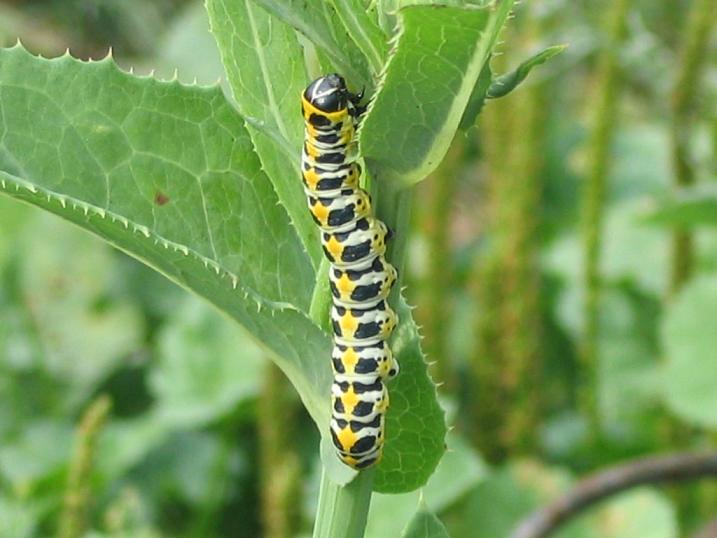
Cucullia lactucae (Linnaeus, 1758)
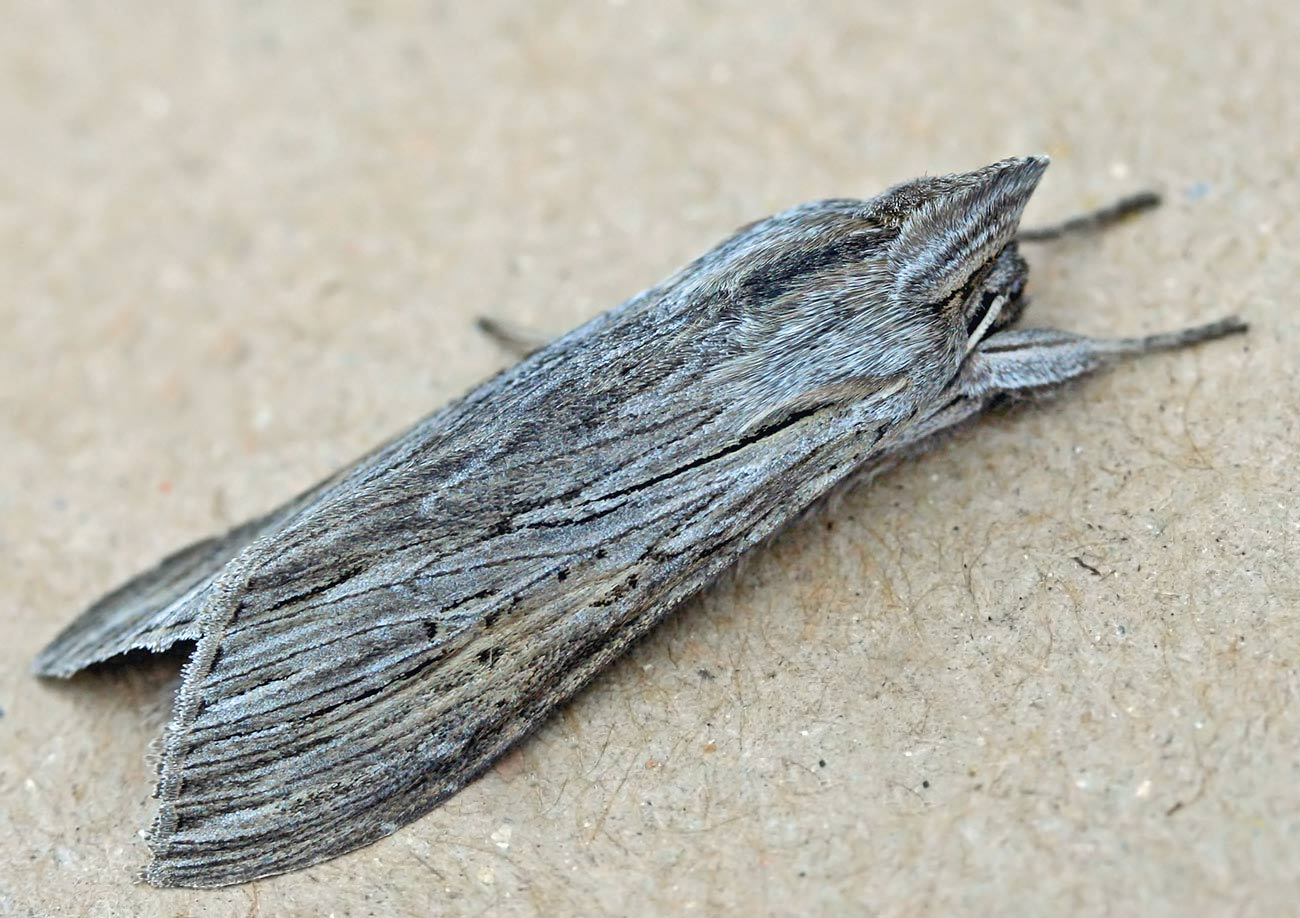
Cucullia umbratica (Linnaeus, 1758) Imago

## Diachrysia

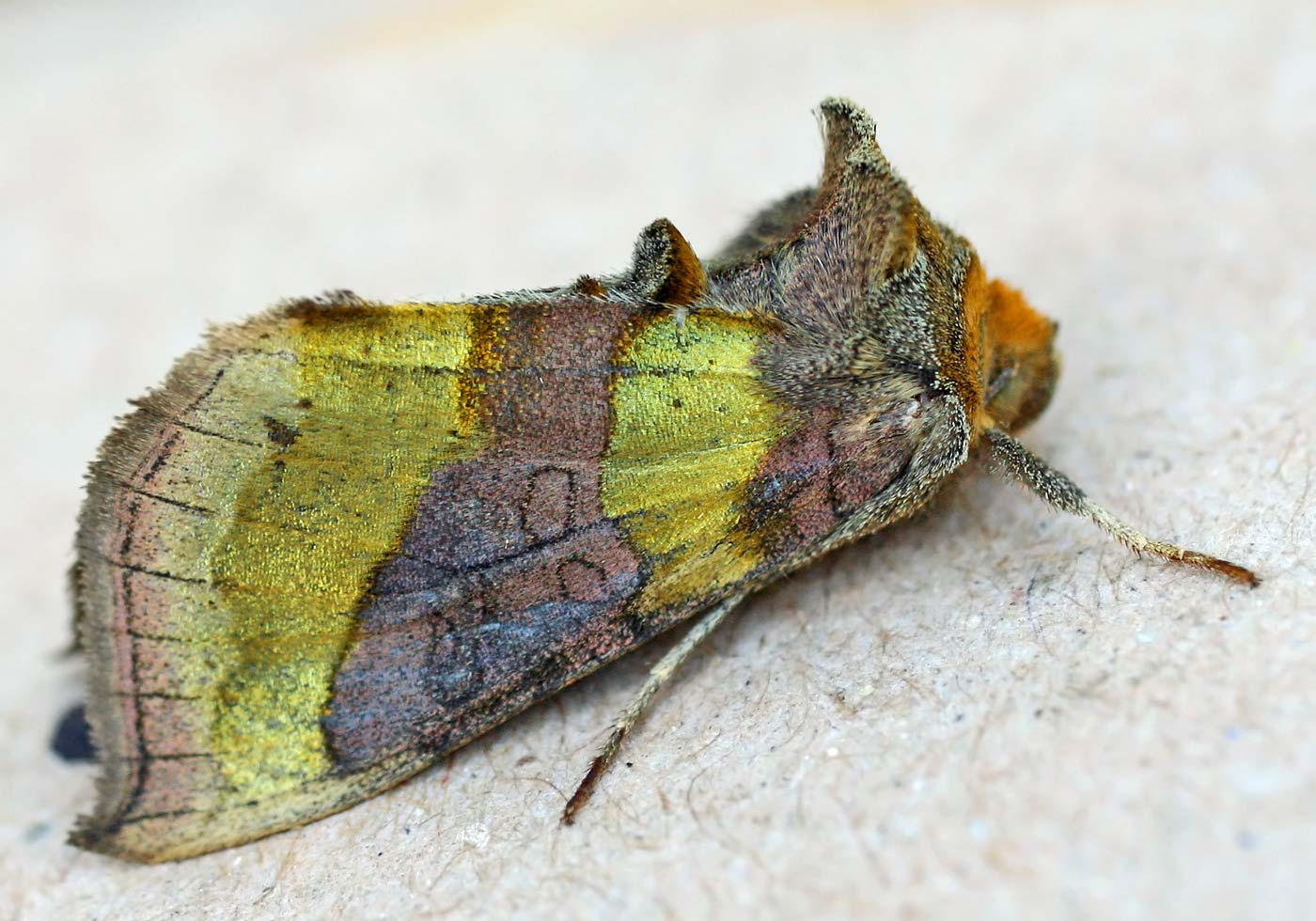
Diachrysia chrysitis (Linnaeus, 1758)

## Diarsia

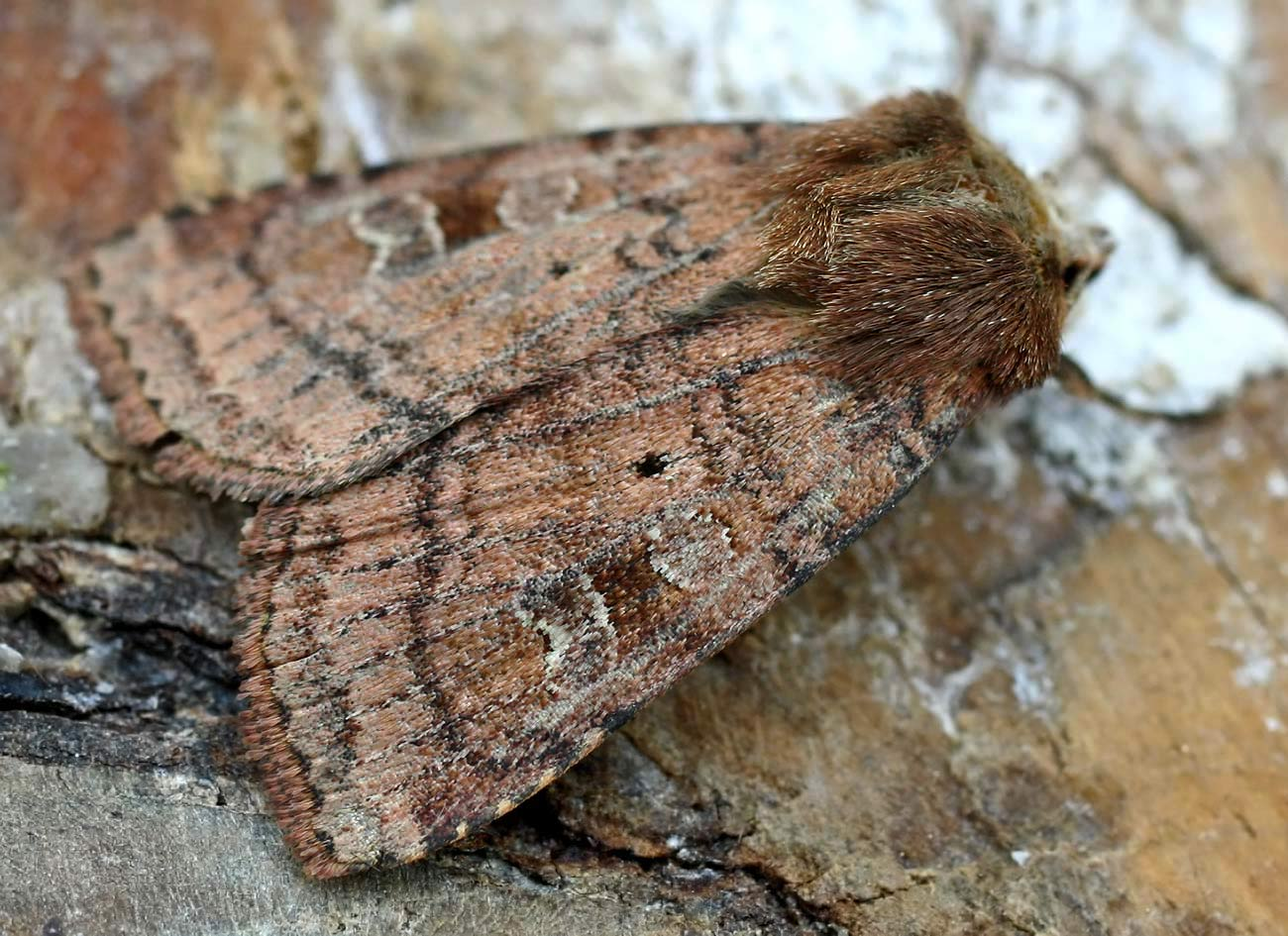
Diarsia rubis (Vieweg, 1790)

## Dysgonia

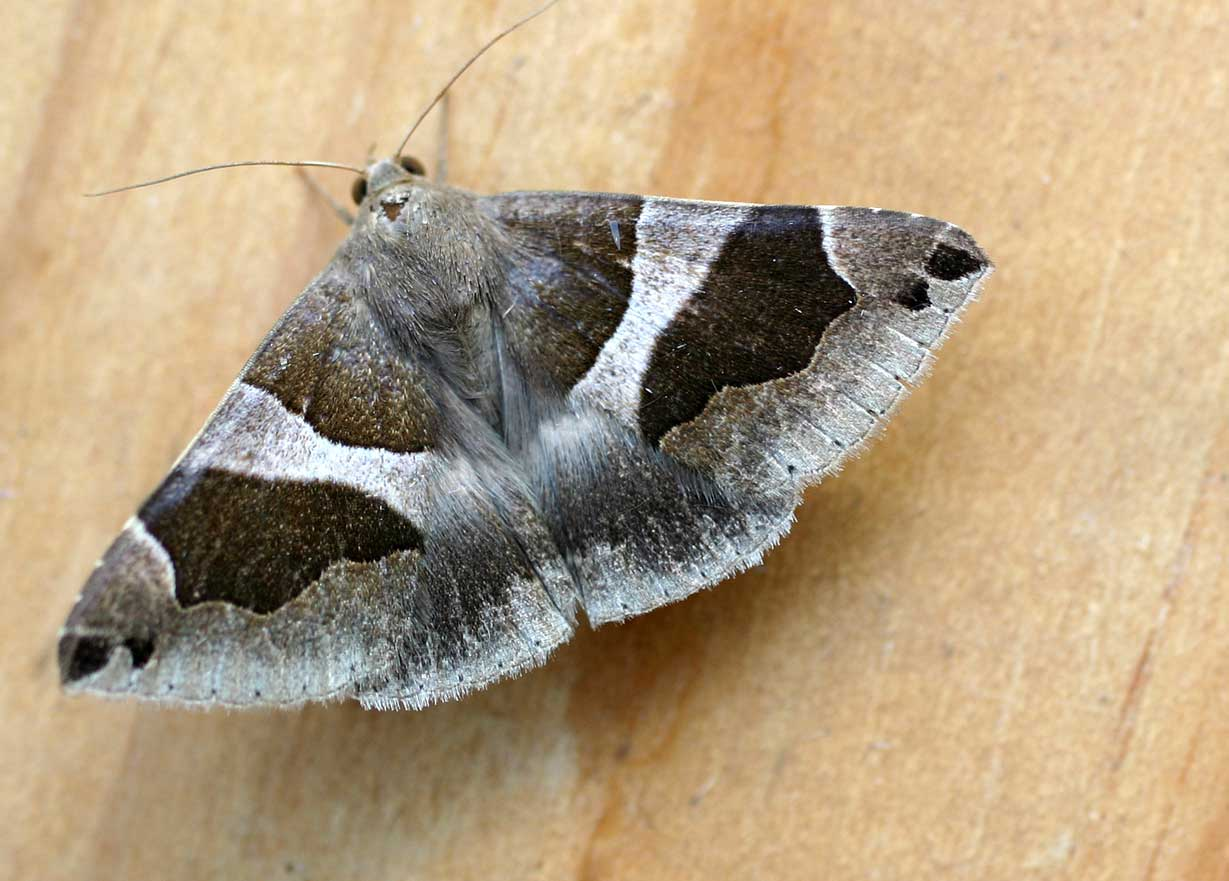
Dysgonia algira (Linnaeus, 1758)

## Egone

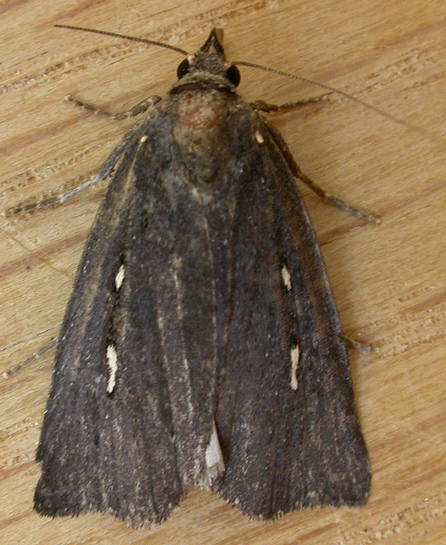
Egone atrisquamata (Hampson, 1926)
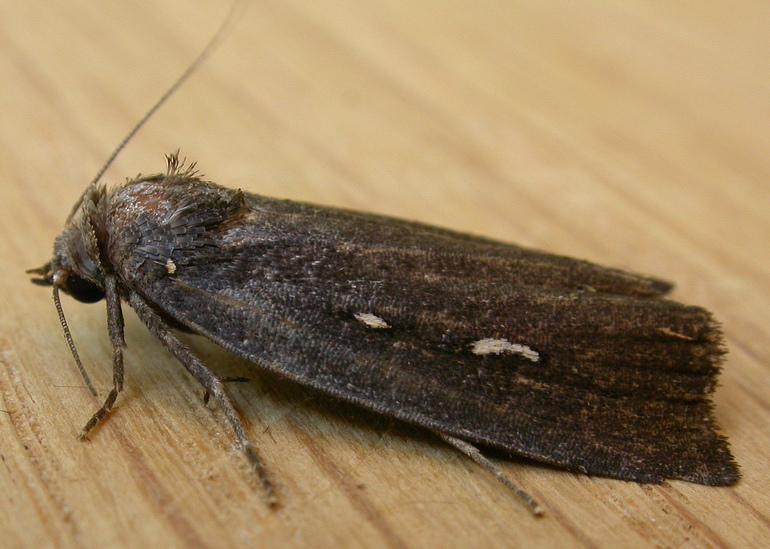
Egone atrisquamata (Hampson, 1926)

## Emmelia

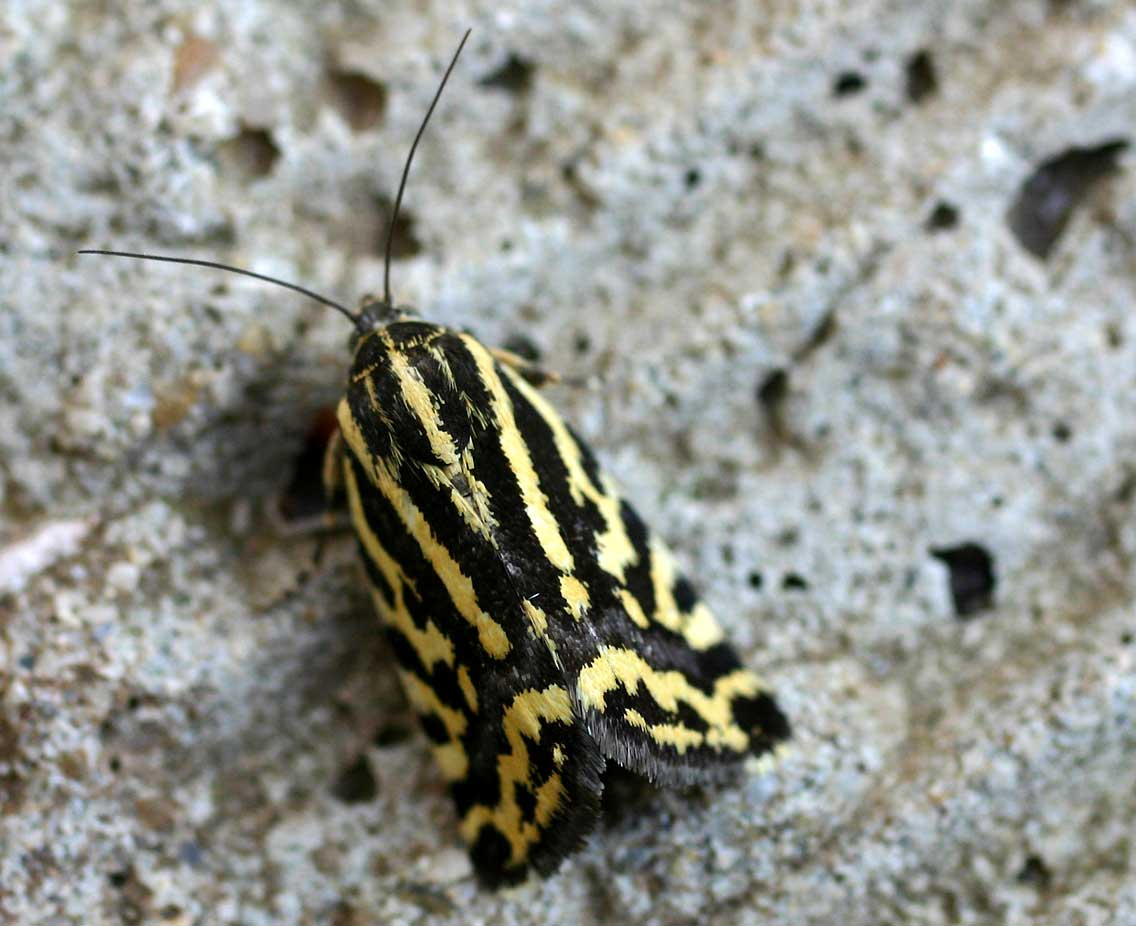
Emmelia trabealis (Scopoli, 1763)

## Euclidia

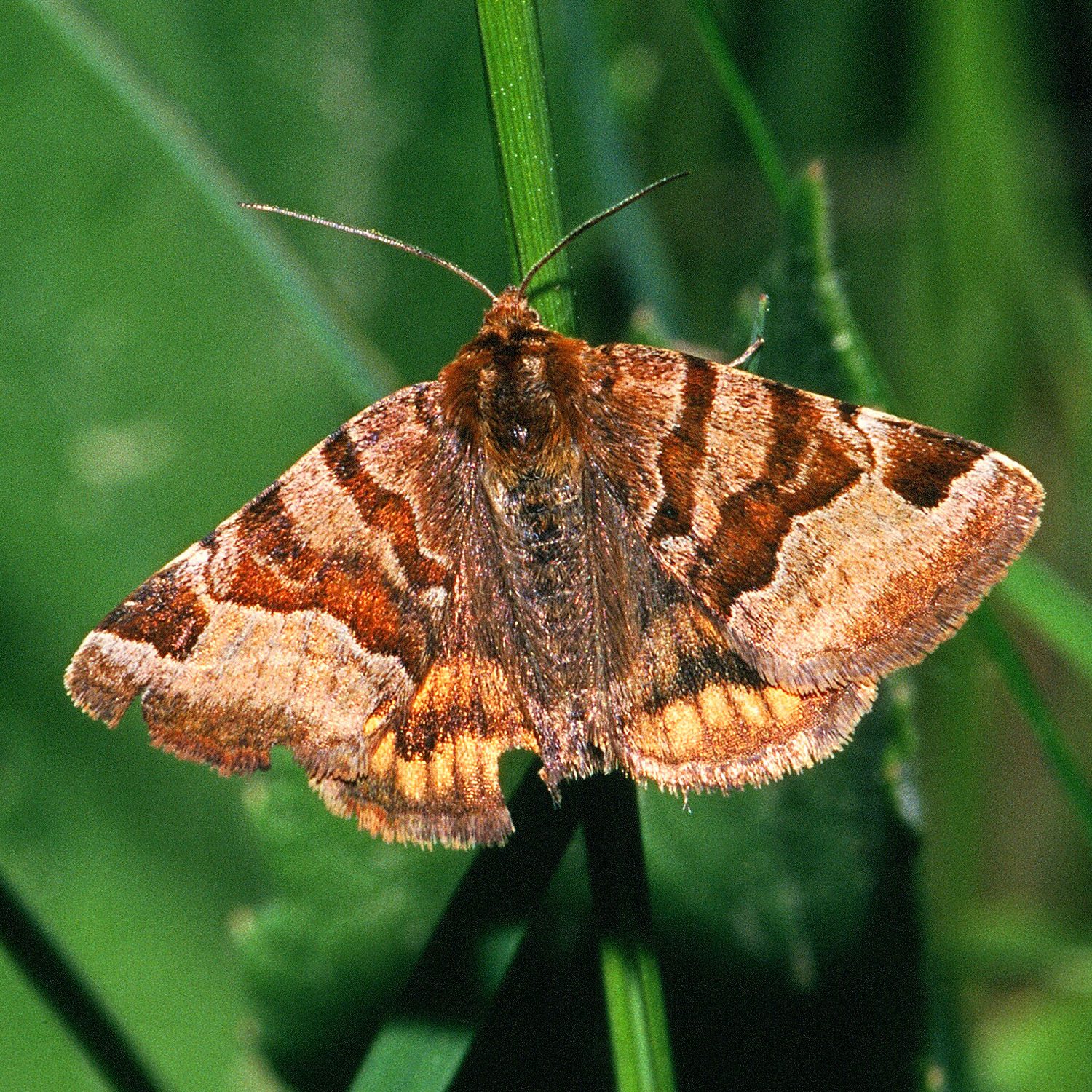
Euclidia glyphica (Linnaeus, 1758)

## Eudocima

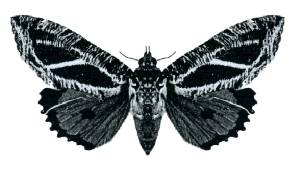
Eudocima materna (Linnaeus, 1767)

## Euplexia

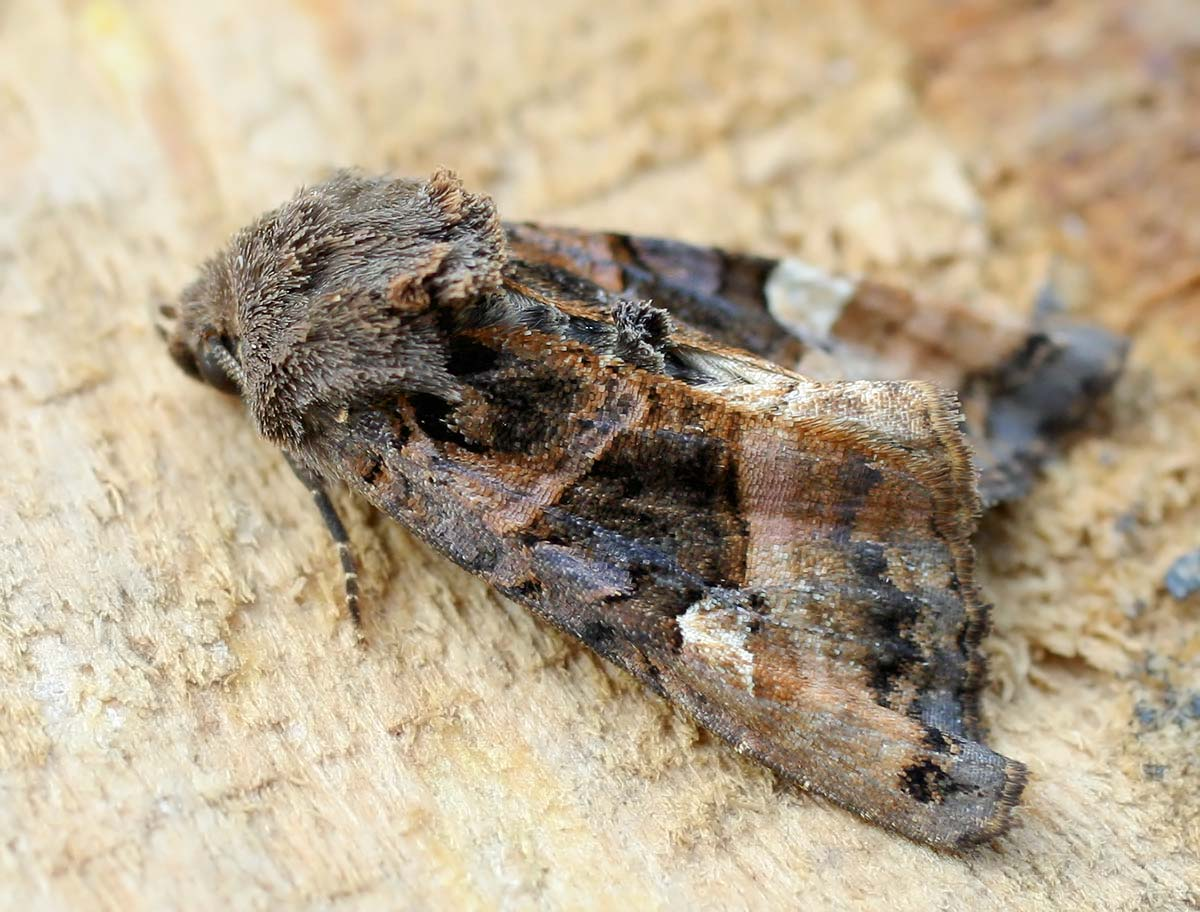
Euplexia lucipara (Linnaeus, 1758)
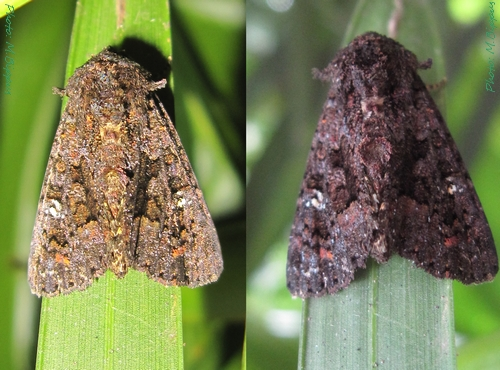
Euplexia borbonica (Viette 1957)

## Eupsilia

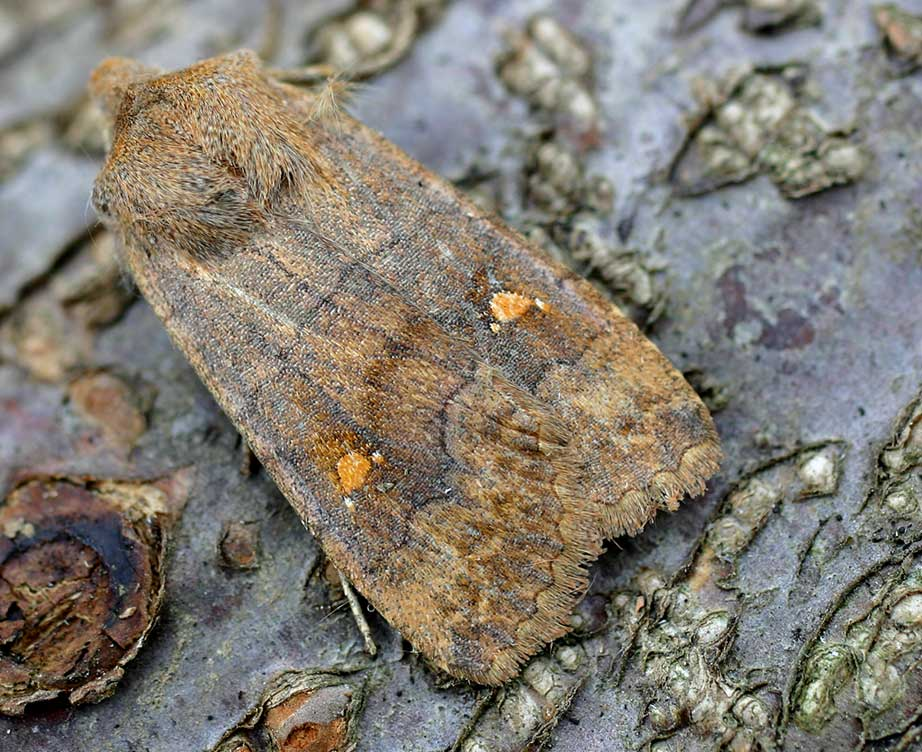
Eupsilia transversa (Hufnagel, 1766)

## Euxoa

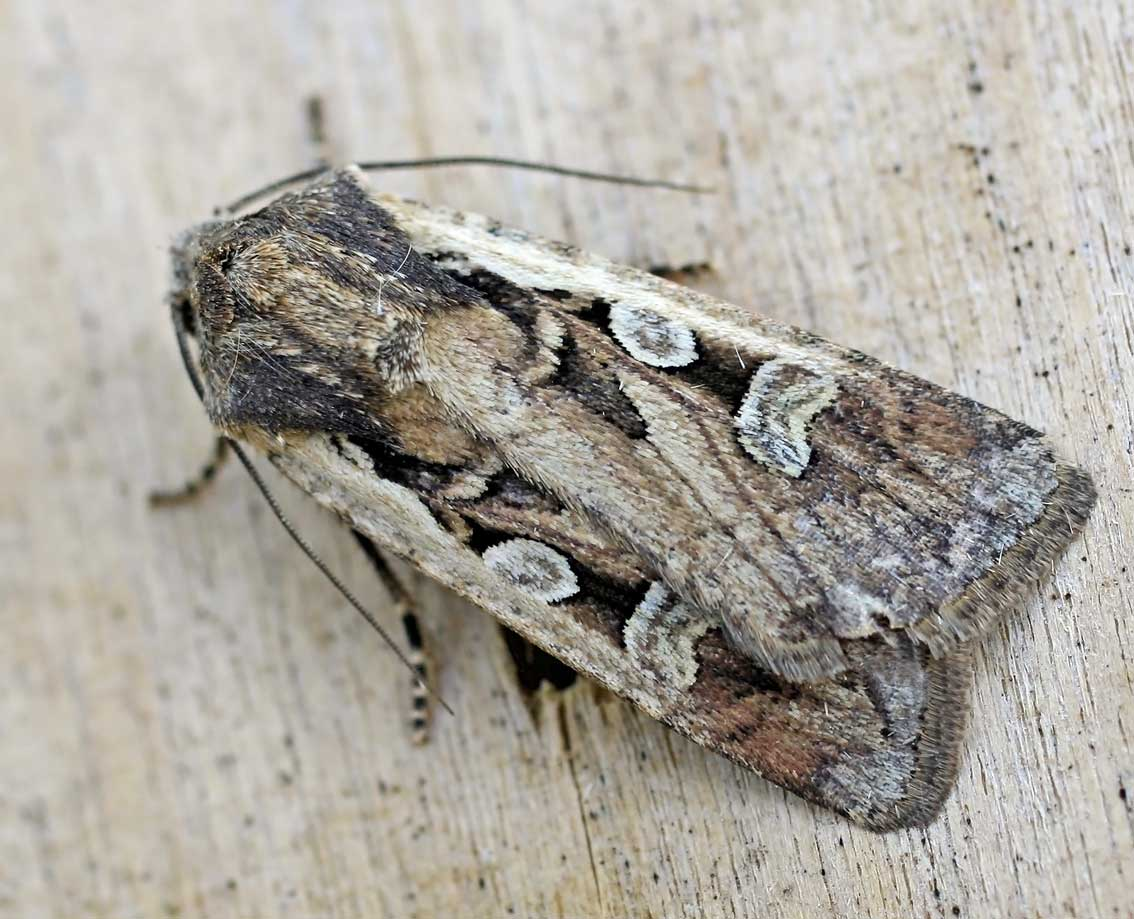
Euxoa (Euxoa) temera (Hübner, 1808)

## Hadula

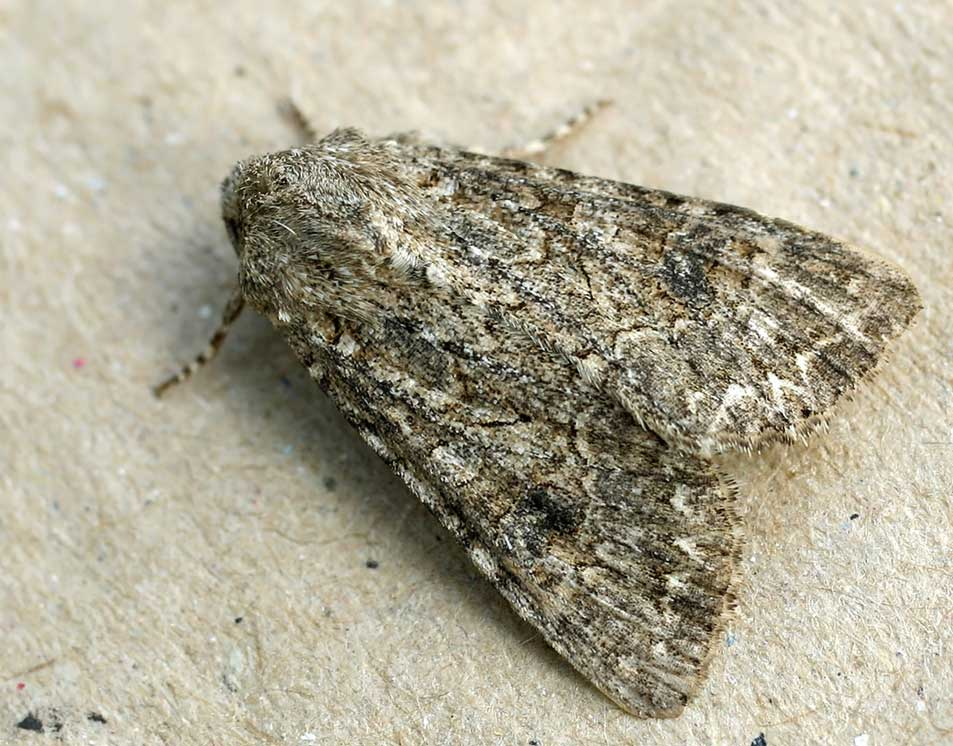
Hadula (Calocestra) trifolii (Hufnagel, 1766)

## Hecatera

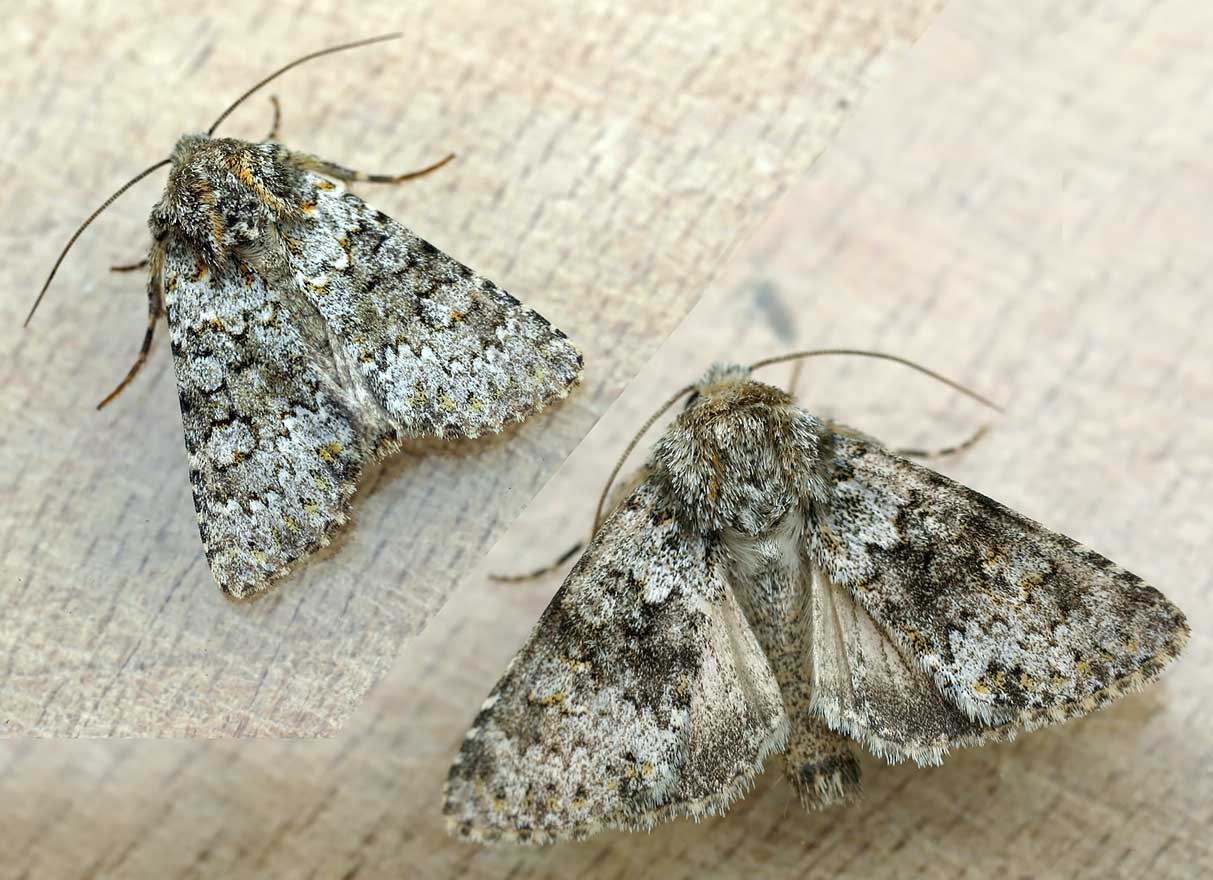
Hecatera dysodea (Denis & Schiffermüller, 1775)

## Heliothis

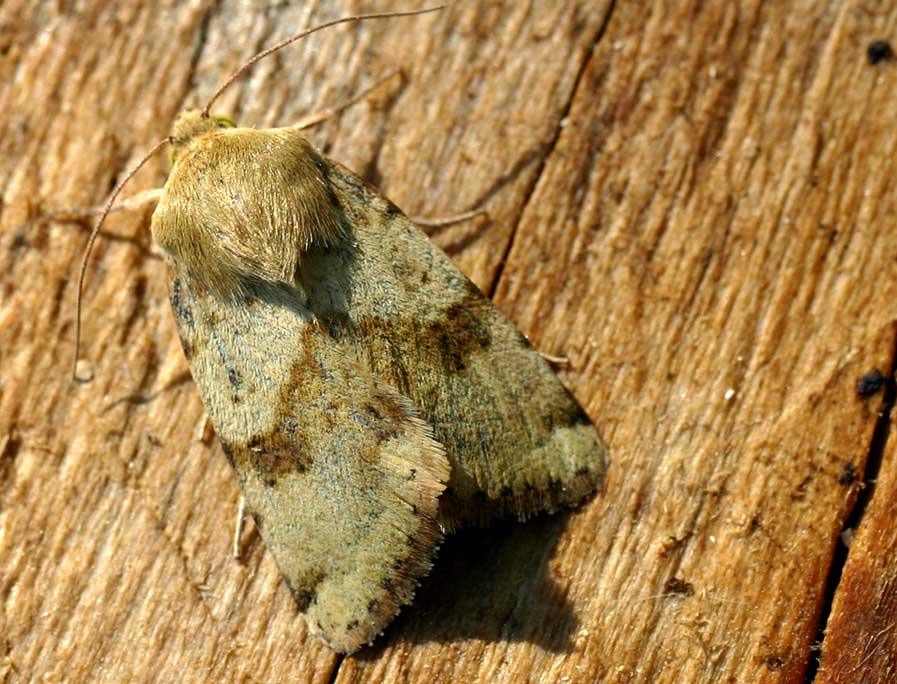
Heliothis viriplaca (Hufnagel, 1766)

## Herminia

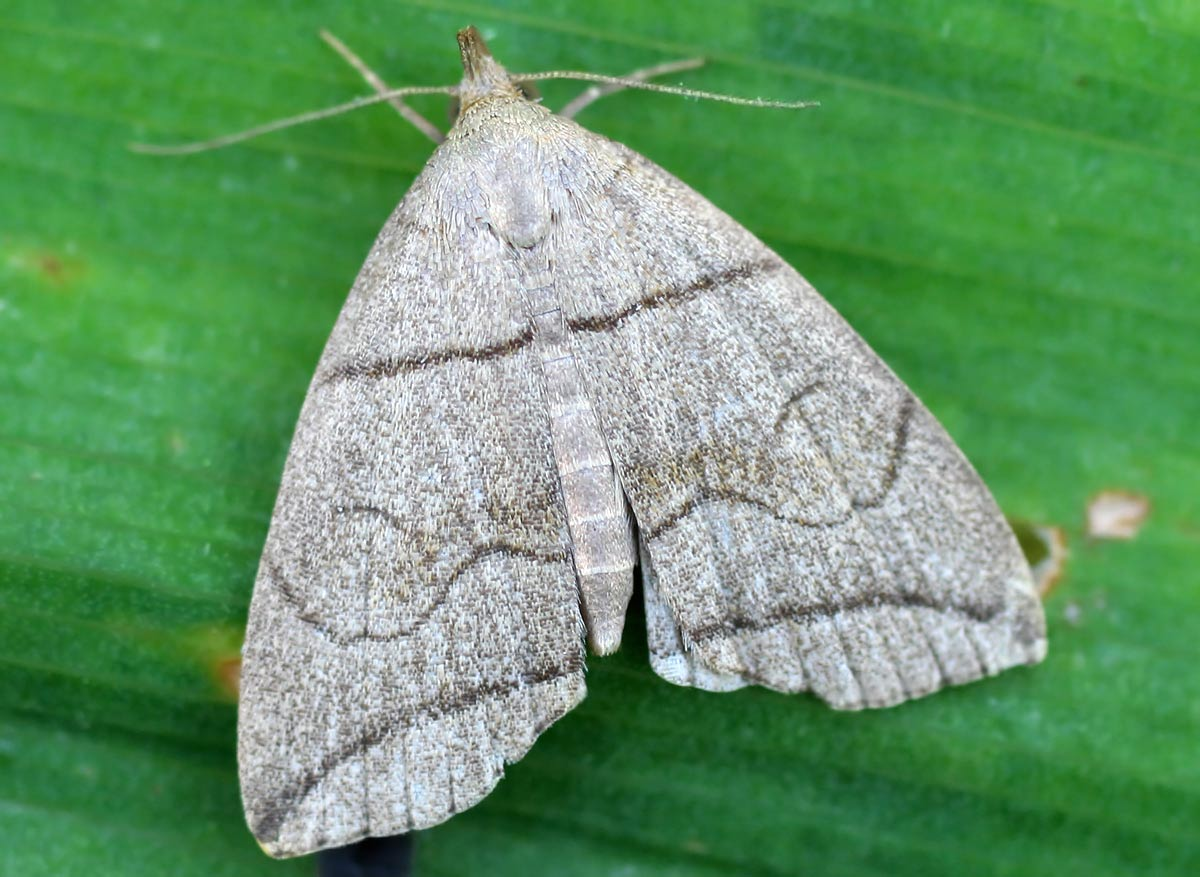
Herminia grisealis (Denis & Schiffermüller, 1775)
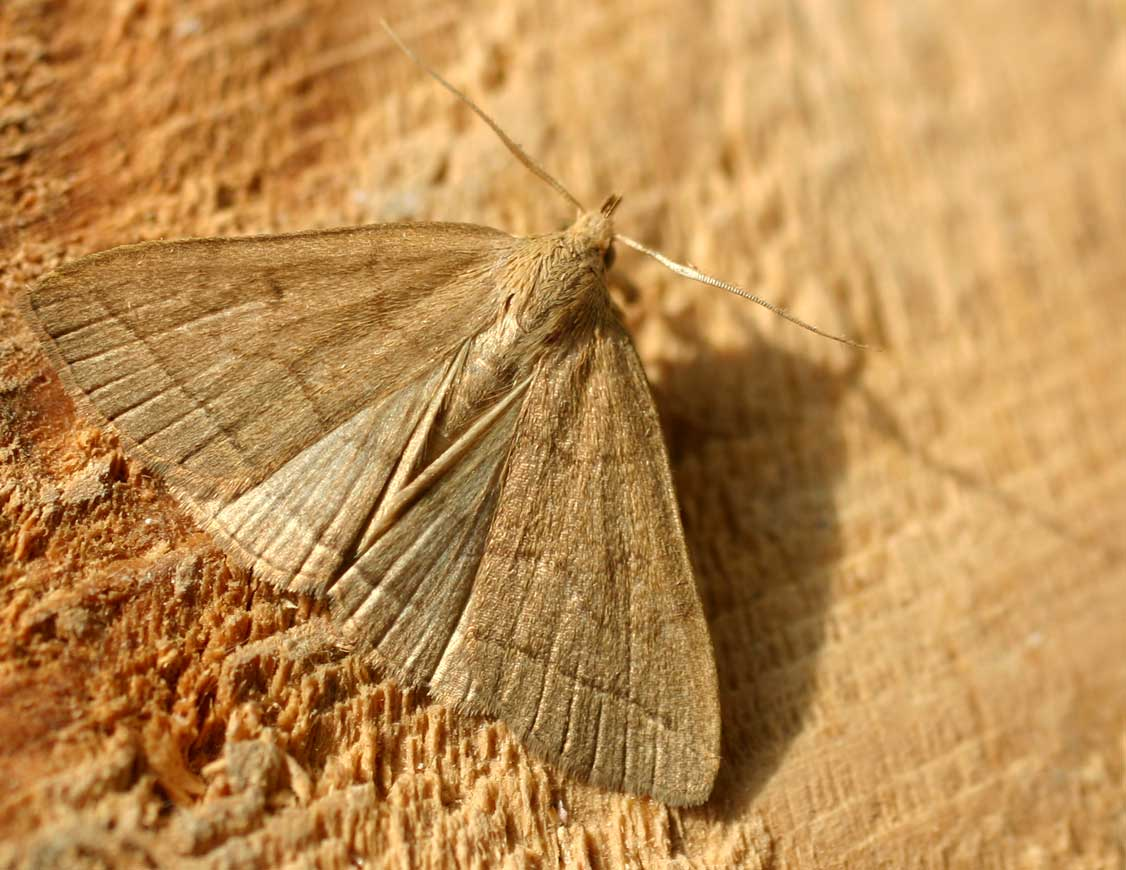
Herminia tarsicrinalis (Knoch, 1782)

## Hoplodrina

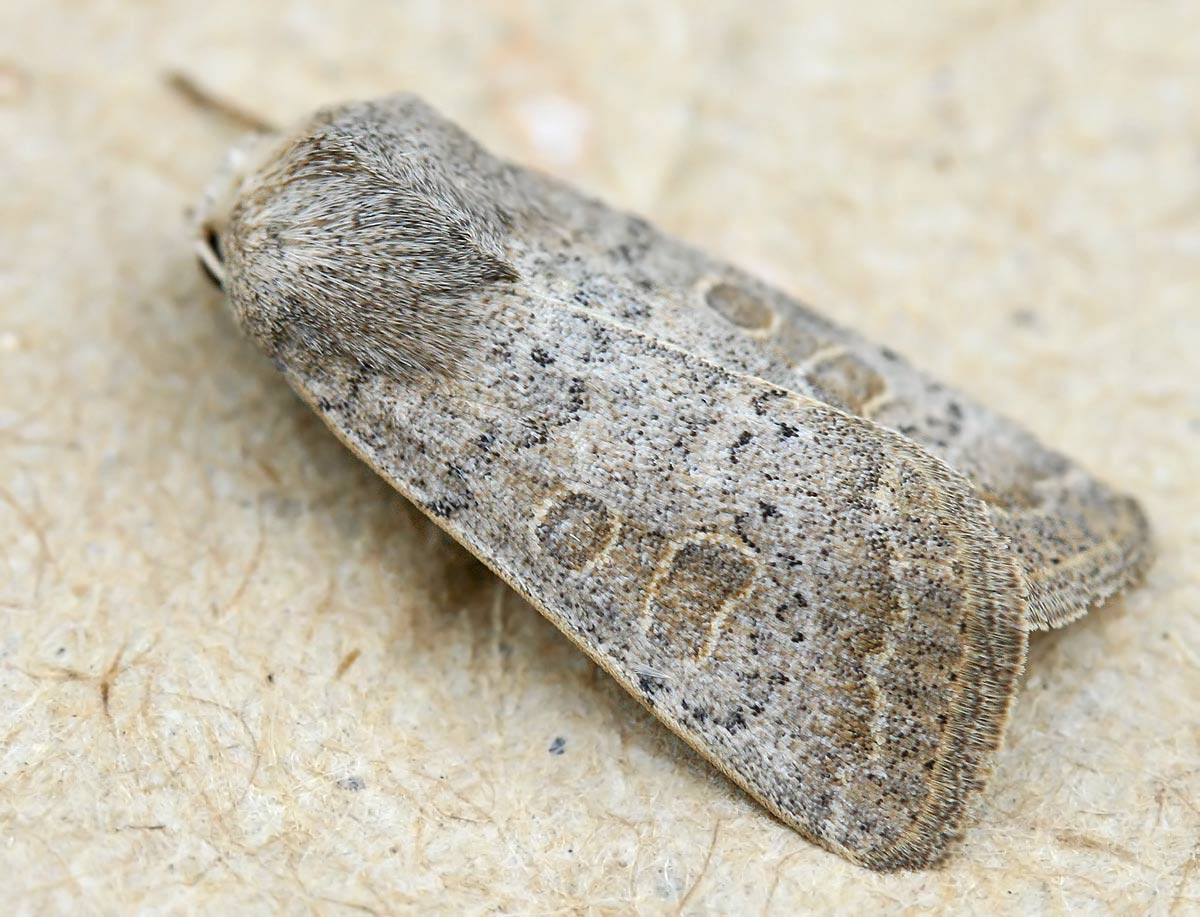
Hoplodrina blanda (Denis & Schiffermüller, 1775)

## Hydraecia

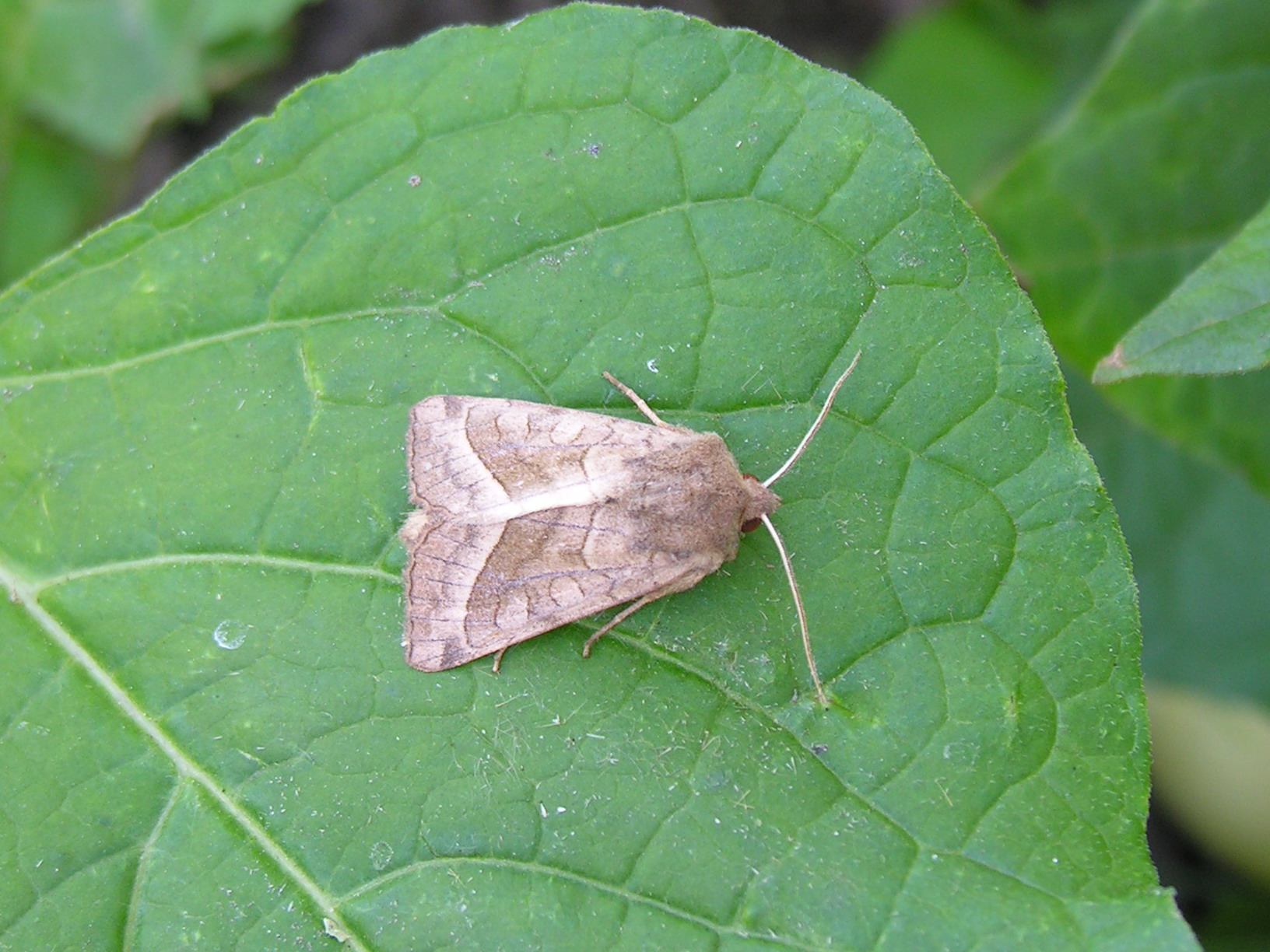
Hydraecia micacea (Esper, 1789)

## Hypena

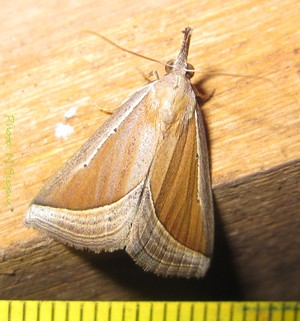
Hypena conscitalis
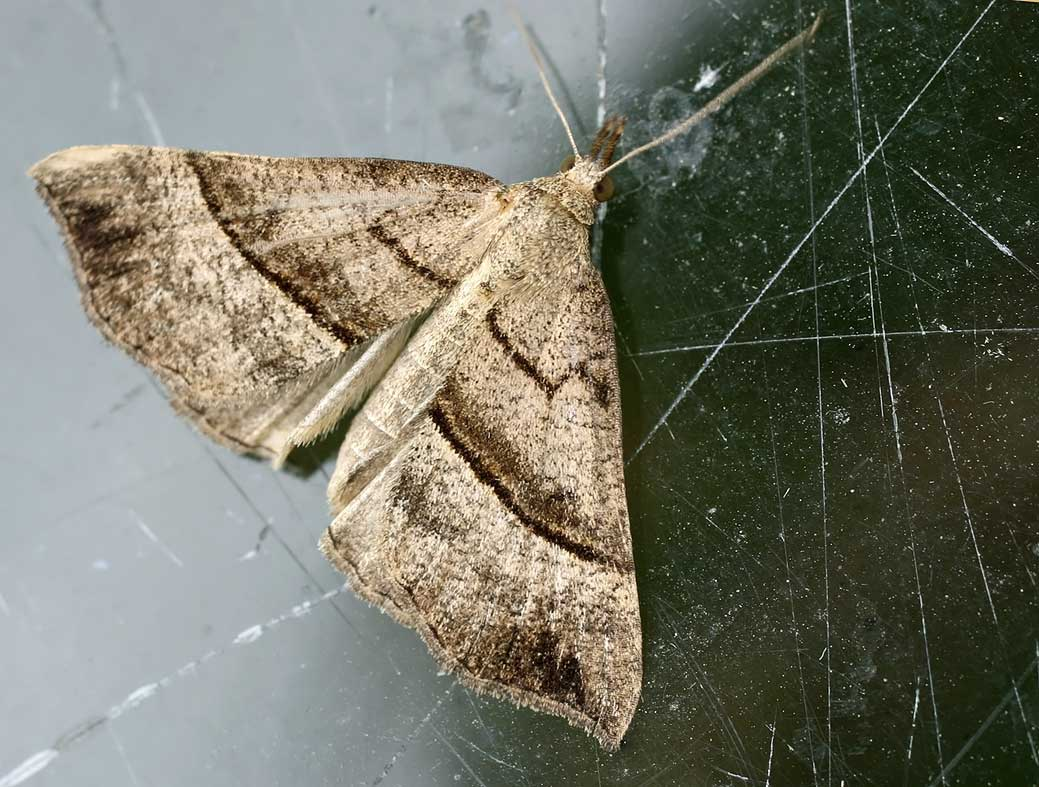
Hypena proboscidalis (Linnaeus, 1758)
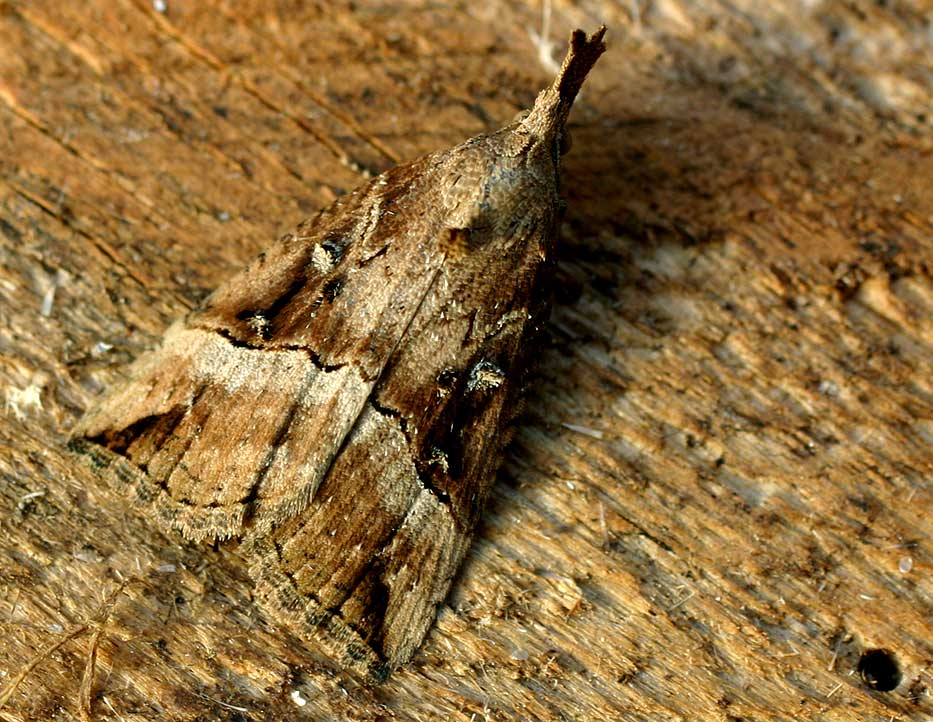
Hypena rostralis (Linnaeus, 1758)

## Ipimorpha

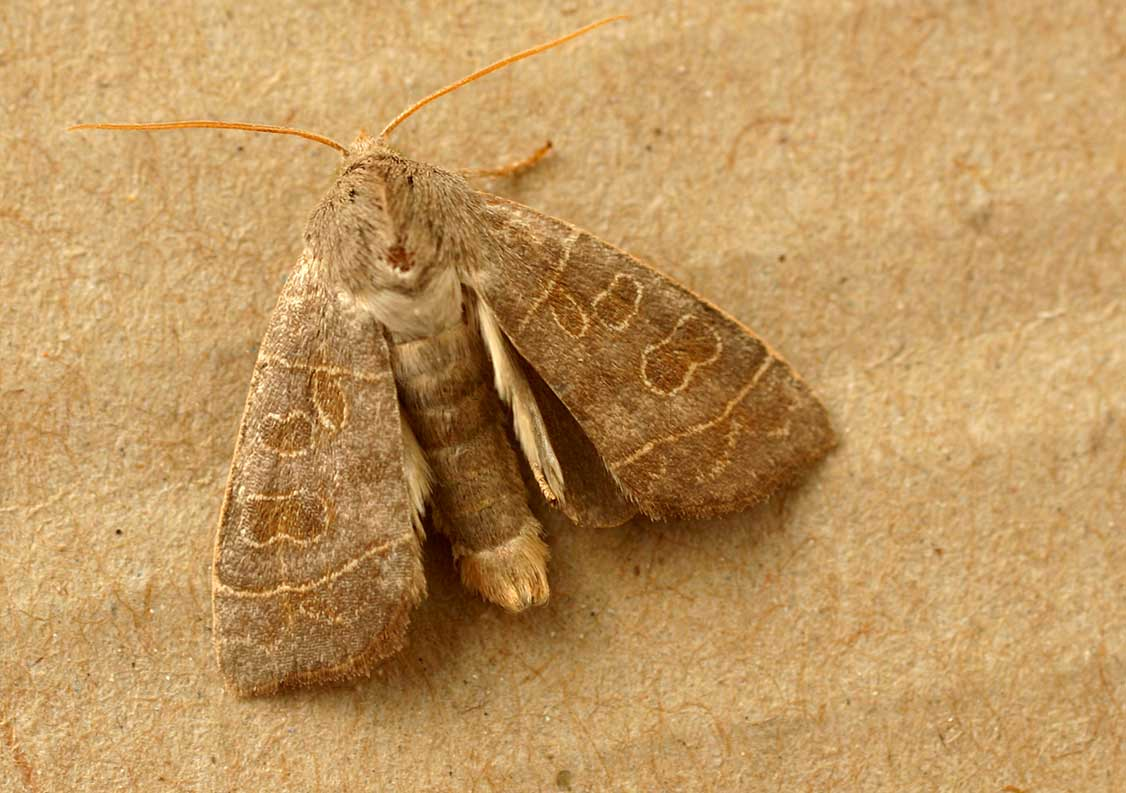
Ipimorpha subtusa (Denis & Schiffermüller, 1775)

## Lacanobia

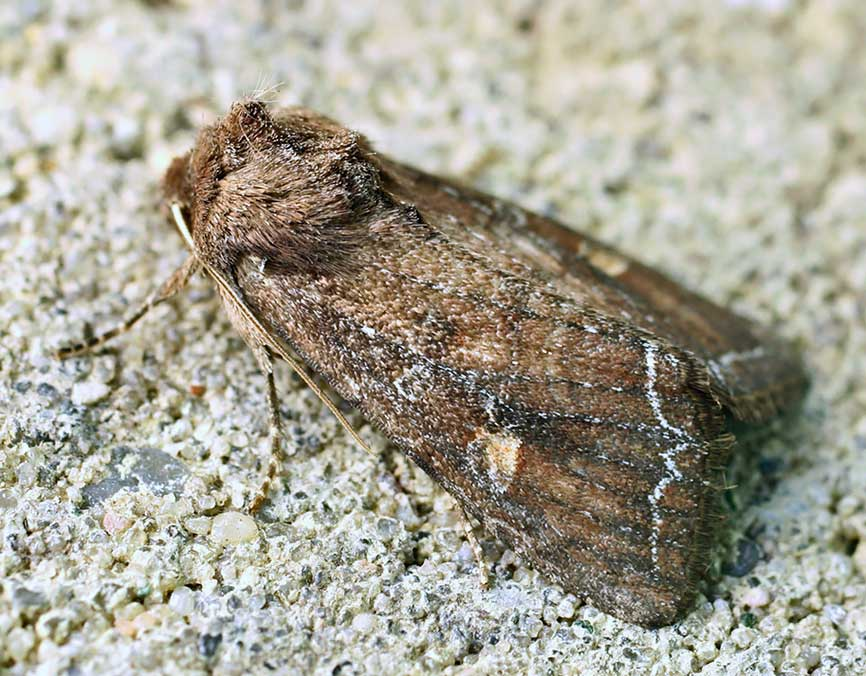
Lacanobia (Diataraxia) oleracea (Linnaeus, 1758)

## Leucania

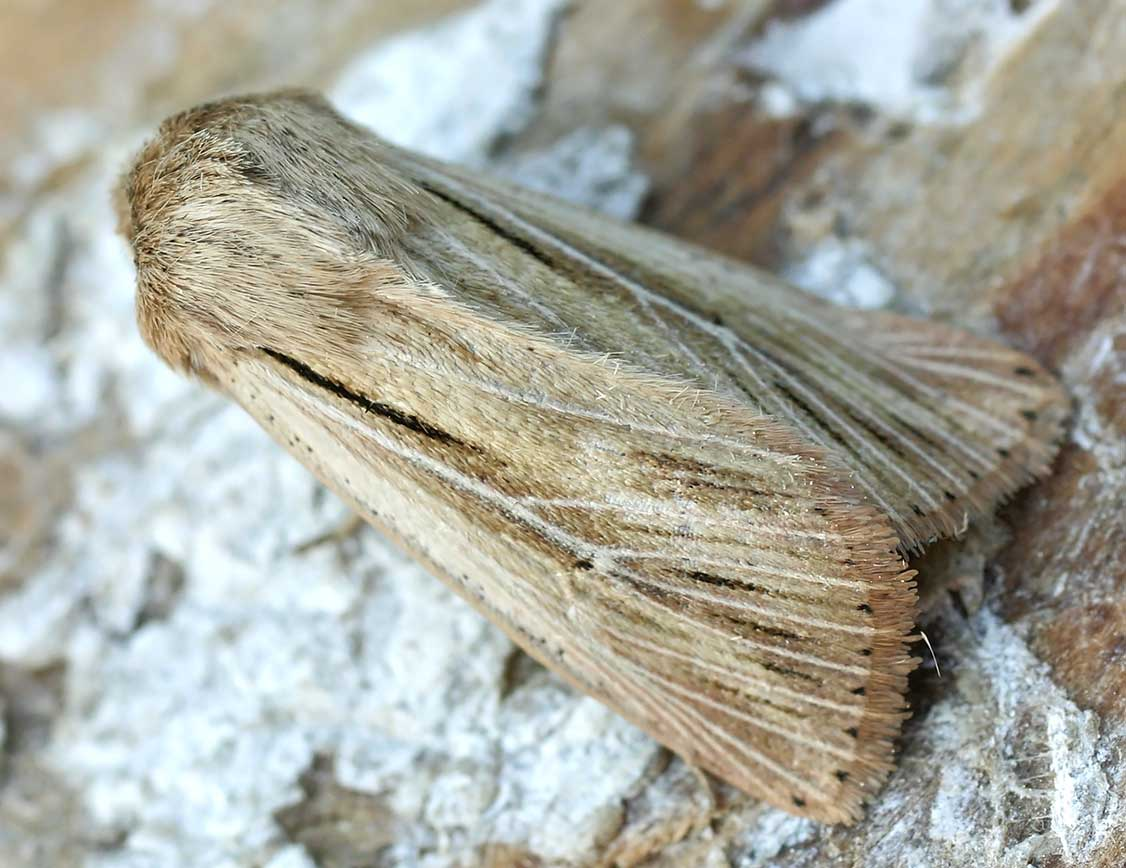
Leucania (Leucania) comma (Linnaeus, 1761)
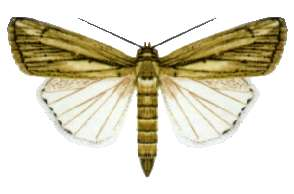
Leucania stenographa Lower, 1900

## Lygephila

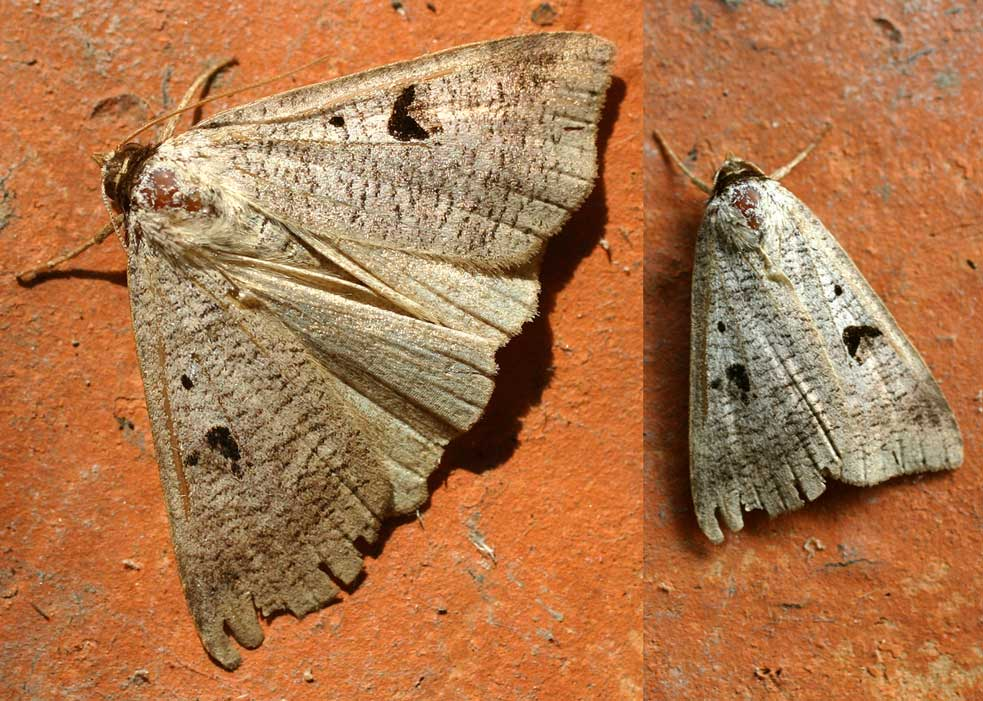
Lygephila pastinum (Treitschke, 1826)

## Macdunnoughia

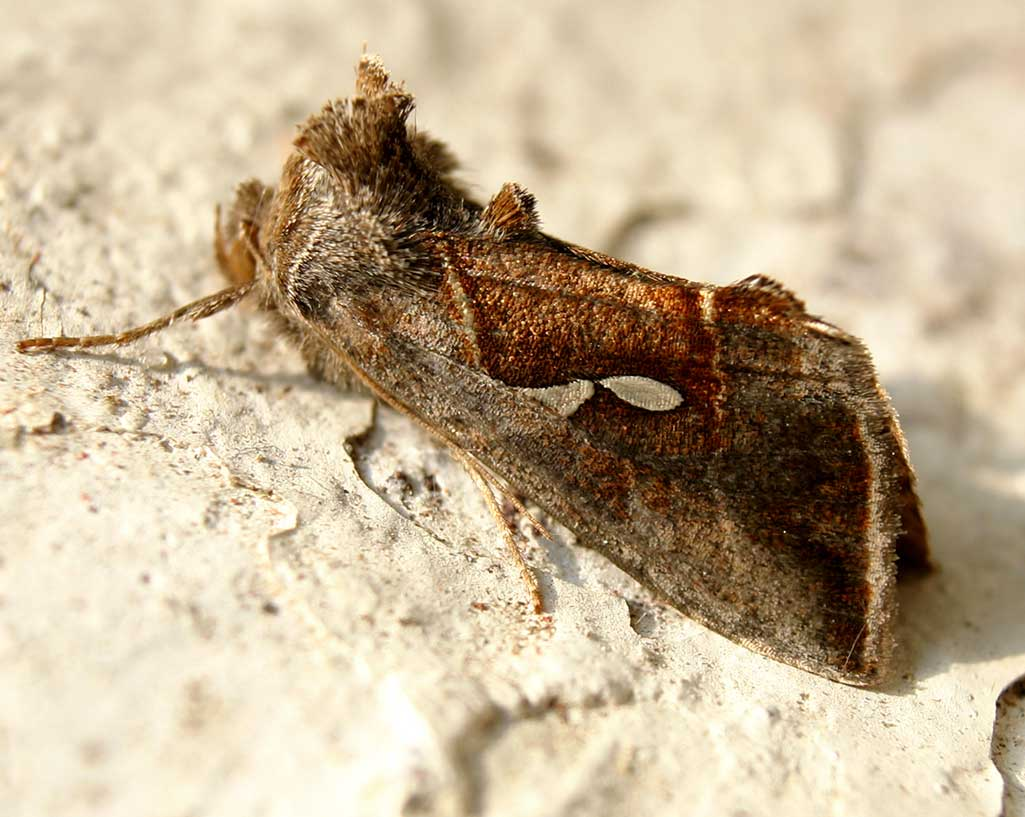
Macdunnoughia confusa (Stephens, 1850)

## Mamestra

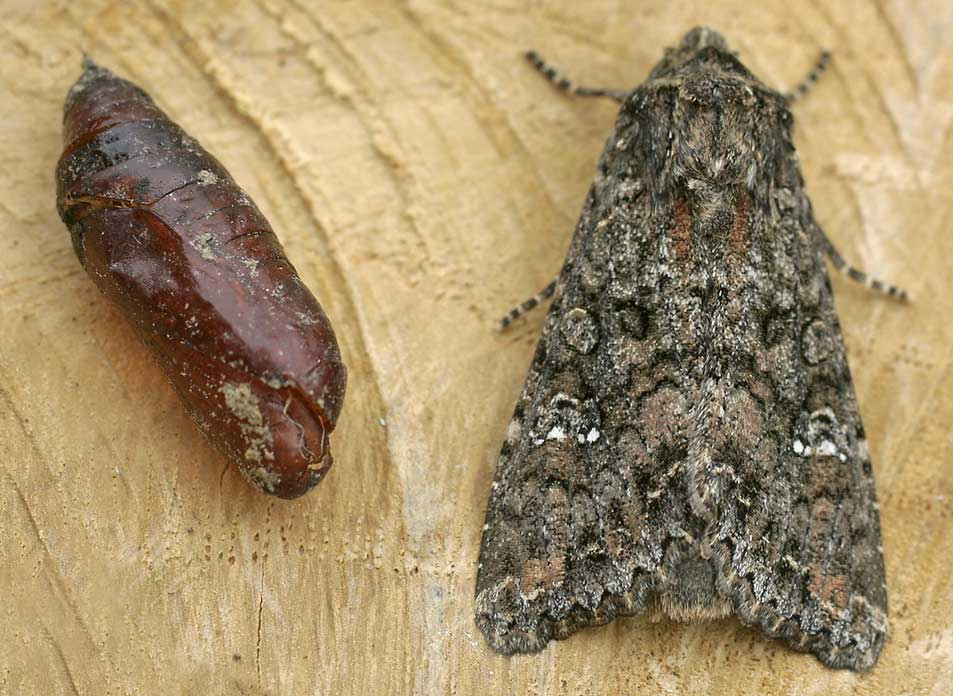
Mamestra brassicae (Linnaeus, 1758)

## Melanchra

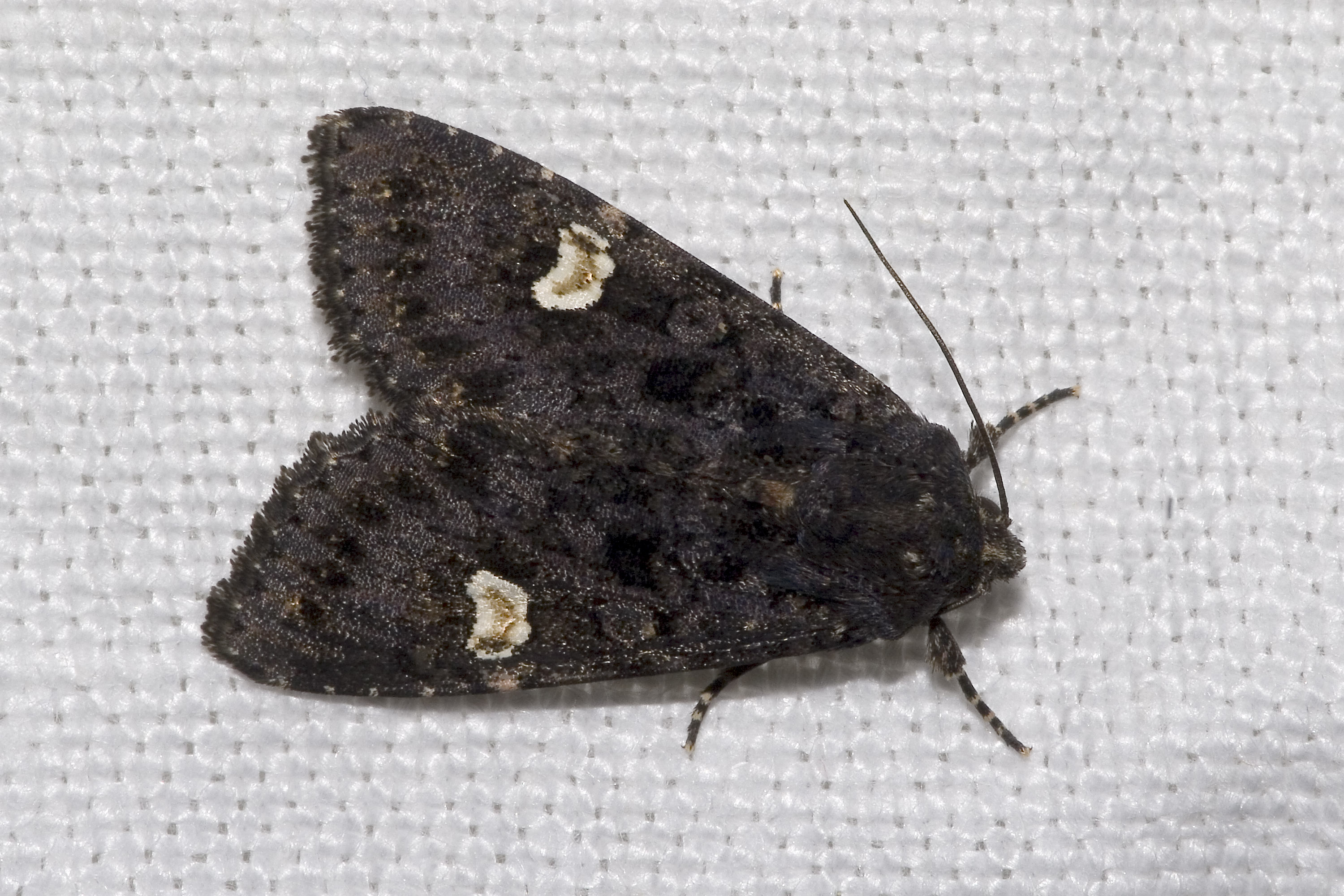
Melanchra persicariae (Linnaeus, 1761)

## Mesapamea

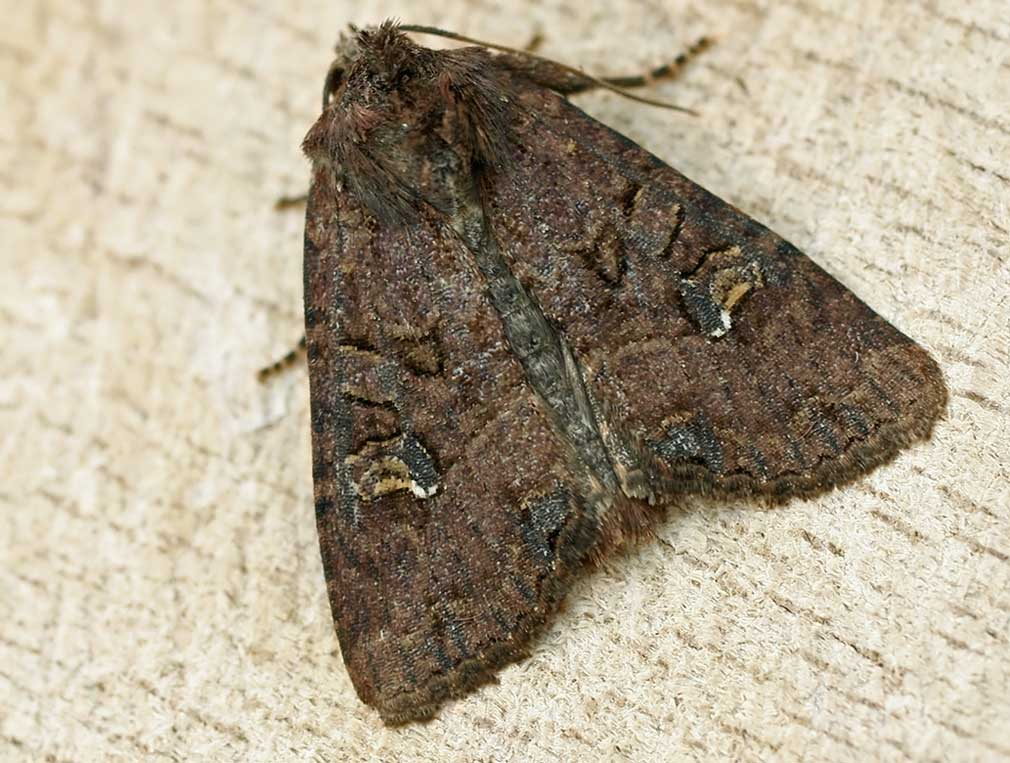
Mesapamea spec

## Mesoligia

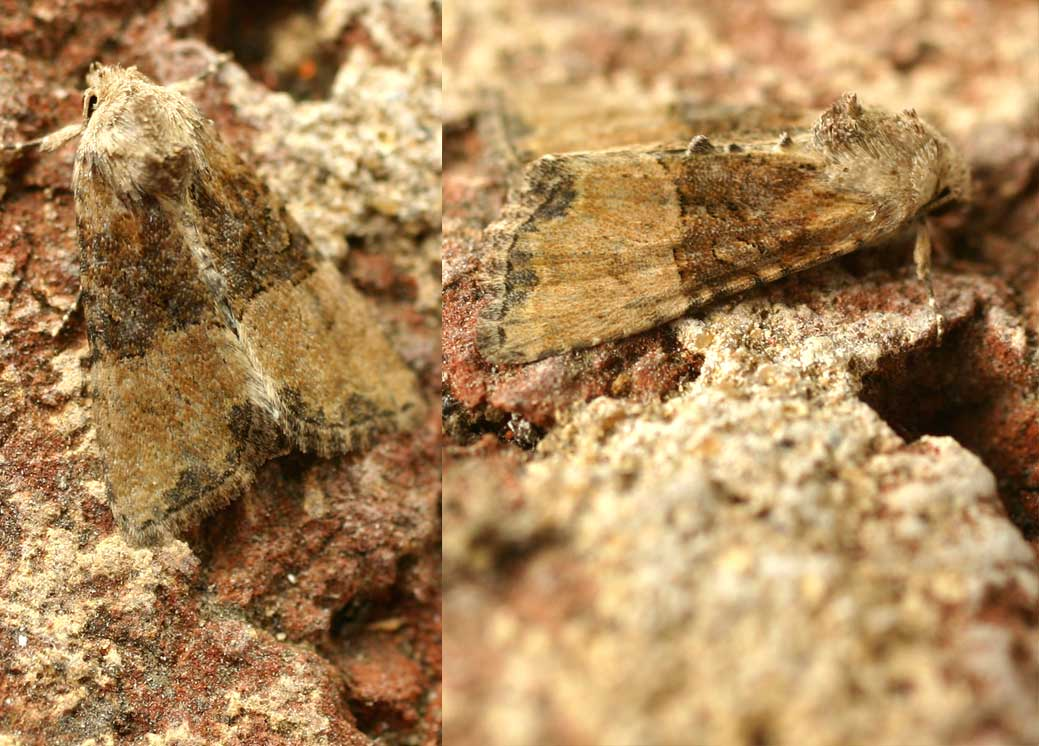
Mesoligia furuncula (Denis & Schiffermüller, 1775)

## Mocis

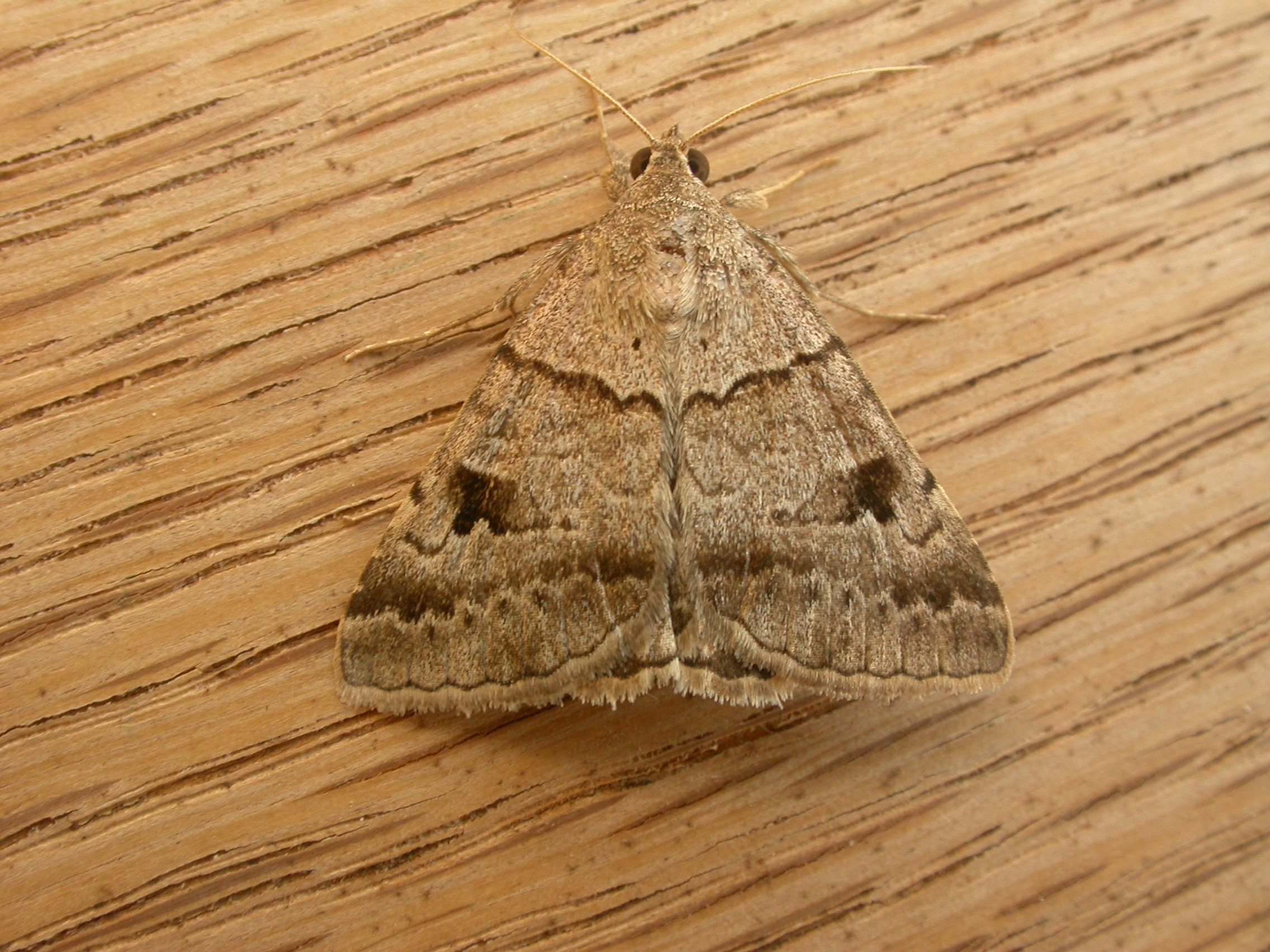
Mocis alterna (Walker, 1858)
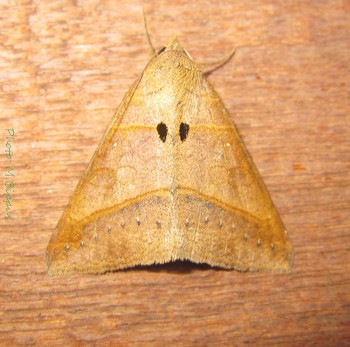
Mocis conveniens
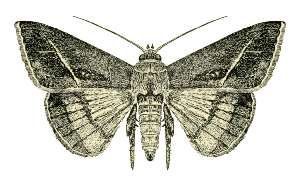
Mocis frugalis Fabricius, 1775
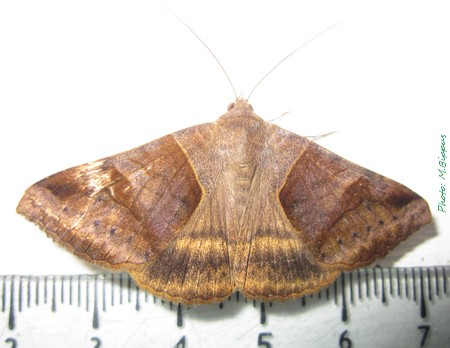
Mocis mayeri mayeri Boisduval, 1833

## Mythimna

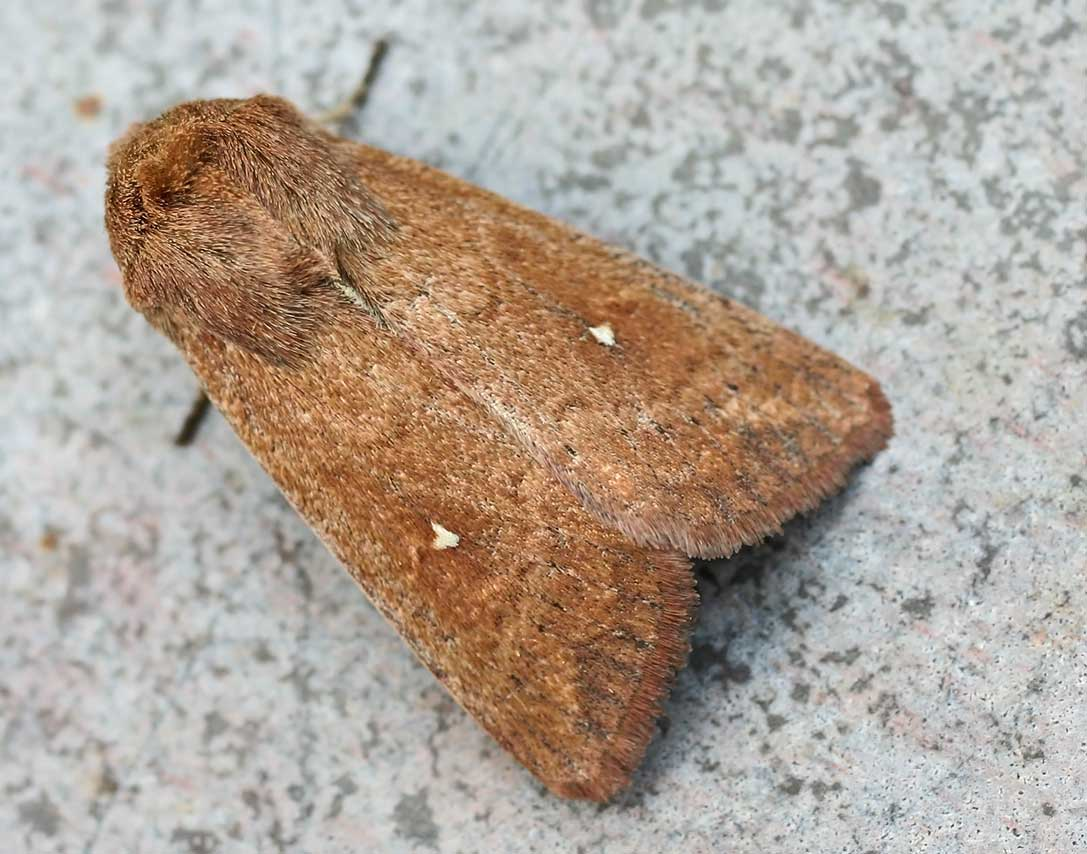
Mythimna (Hyphilare) albipuncta (Denis & Schiffermüller, 1775)
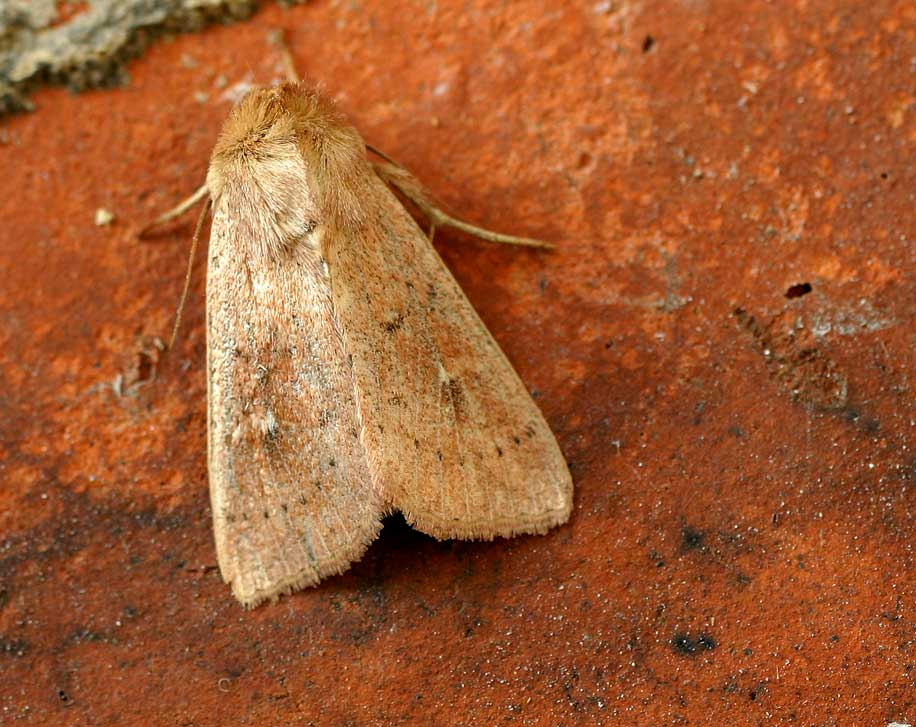
Mythimna (Hyphilare) ferrago (Denis & Schiffermüller, 1775)
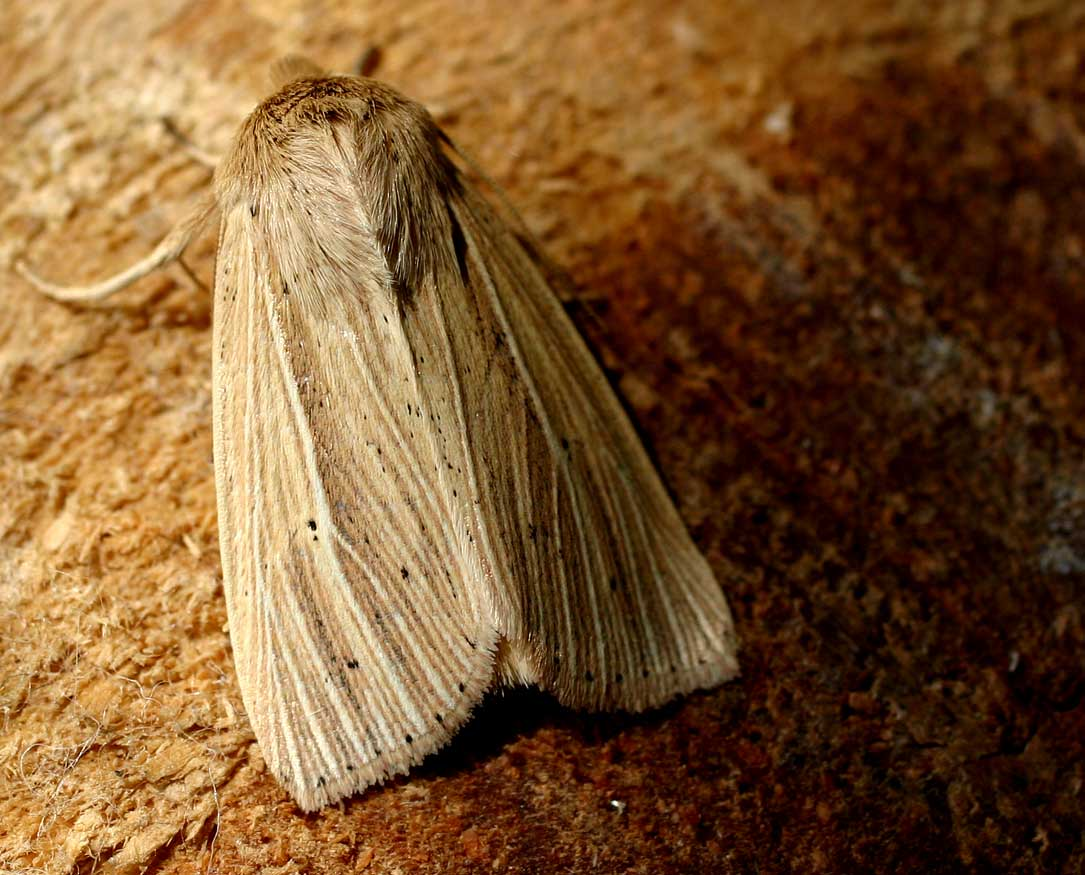
Mythimna (Mythimna) impura (Hübner, 1808)
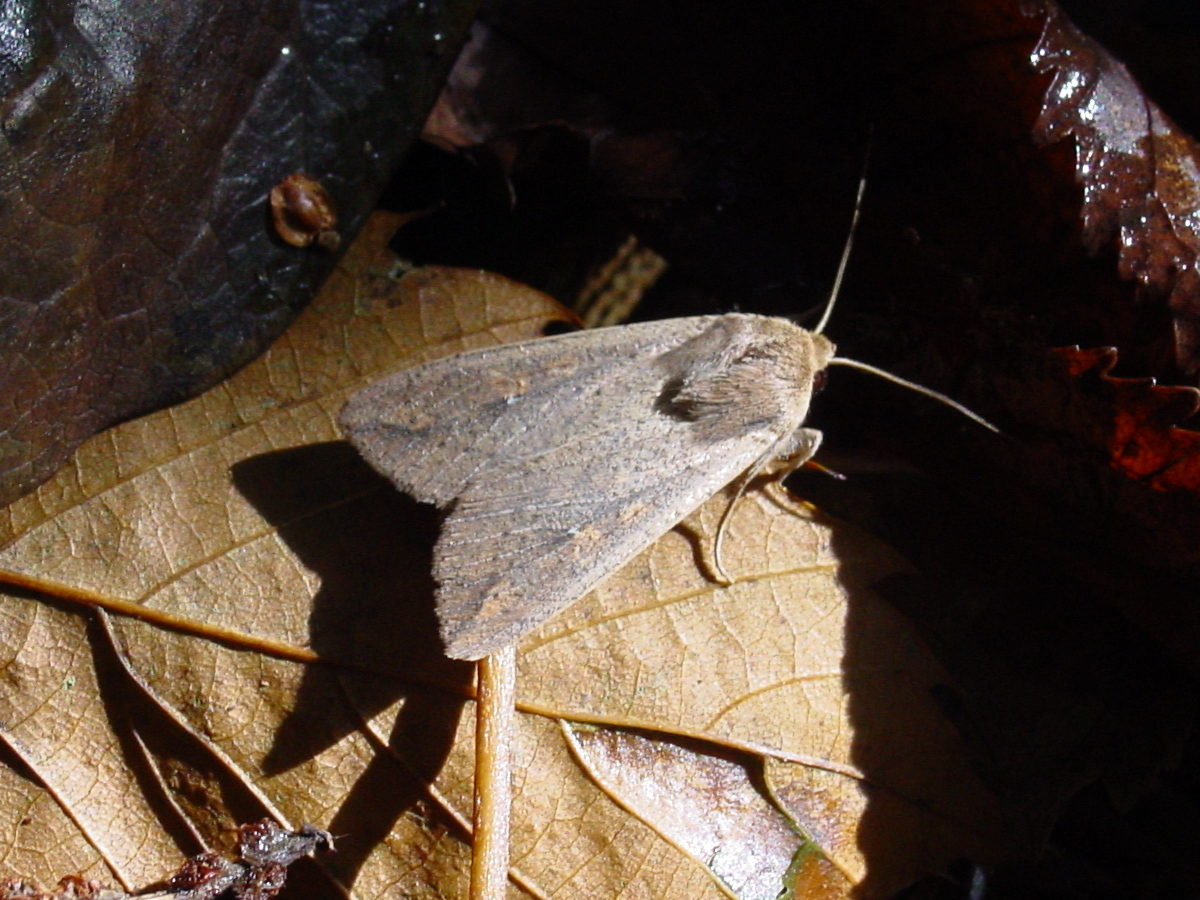
Mythimna (Pseudaletia) unipuncta (Haworth, 1809)

## Neogalea

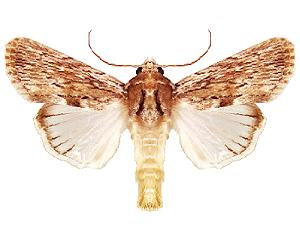
Neogalea sunia (Guénée, 1852)

## Noctua

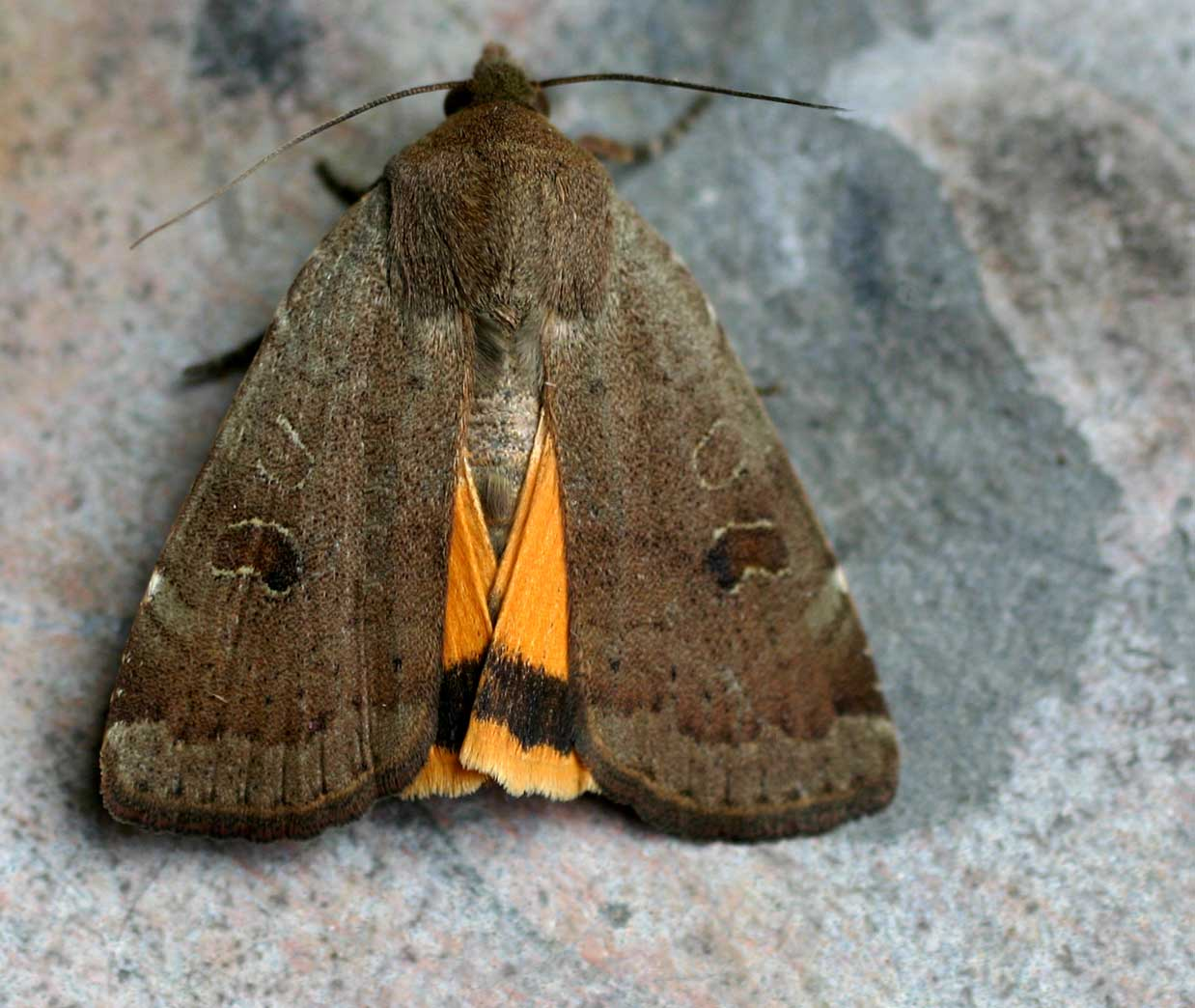
Noctua comes Hübner, 1813
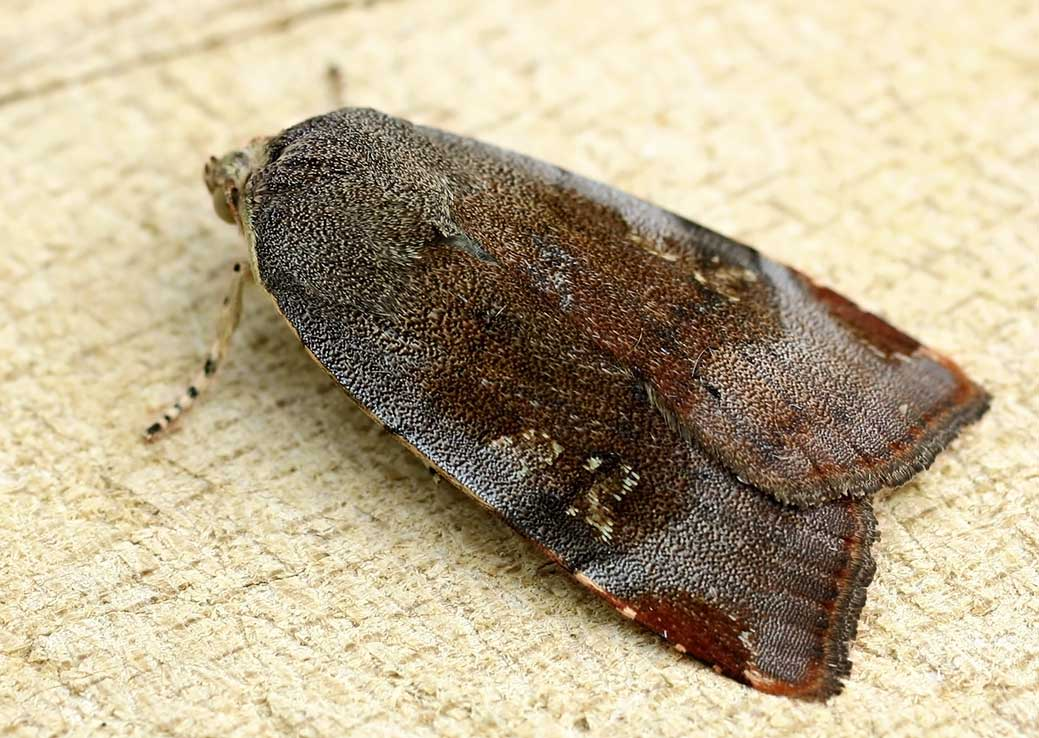
Noctua janthe (Borkhausen, 1792)
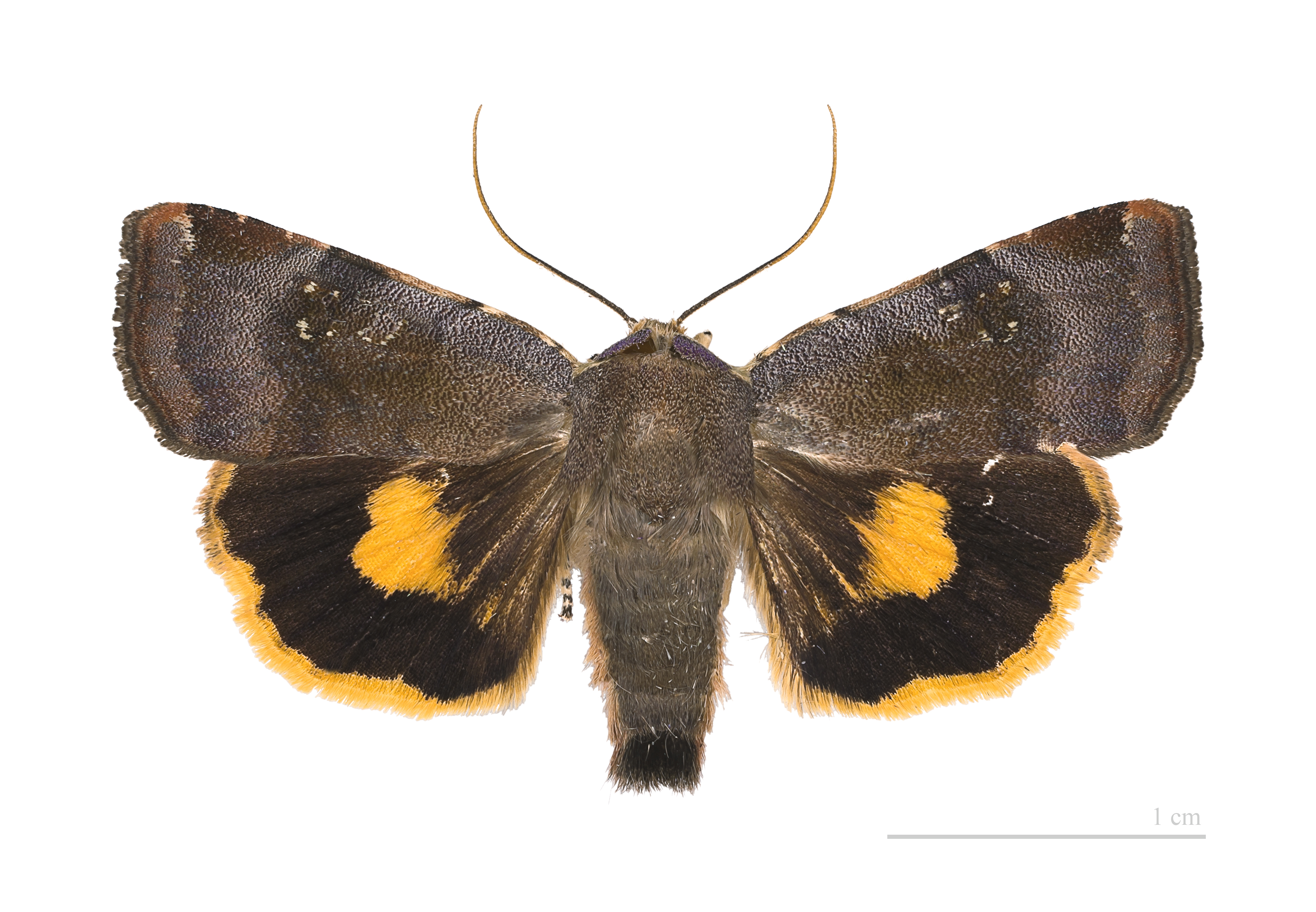
Noctua janthina Denis & Schiffermüller, 1775
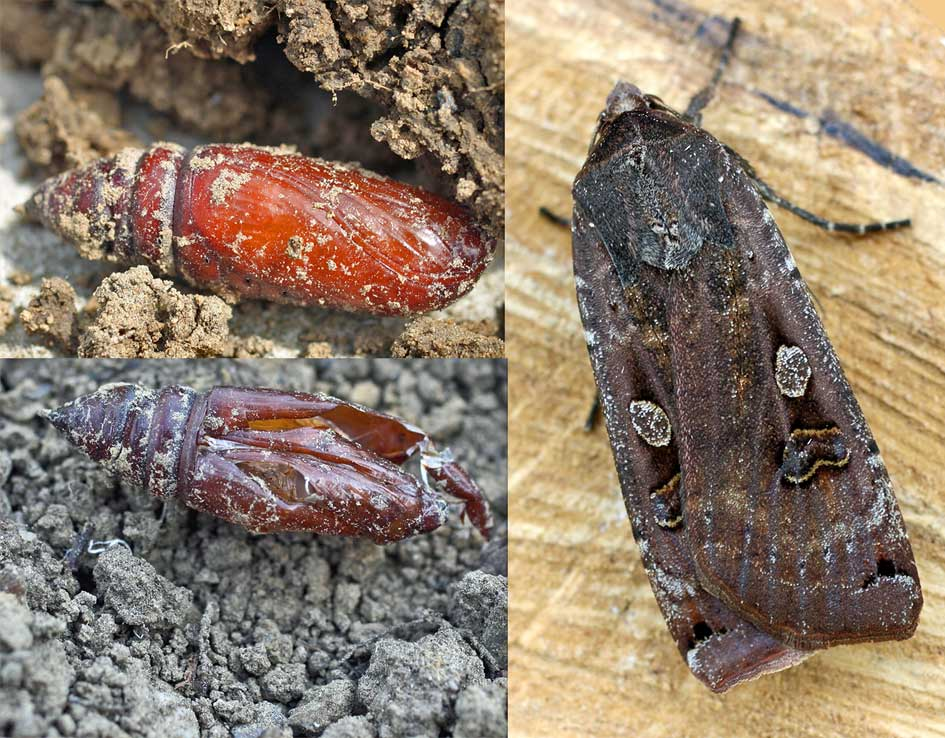
Noctua pronuba (Linnaeus, 1758)

## Ochropleura

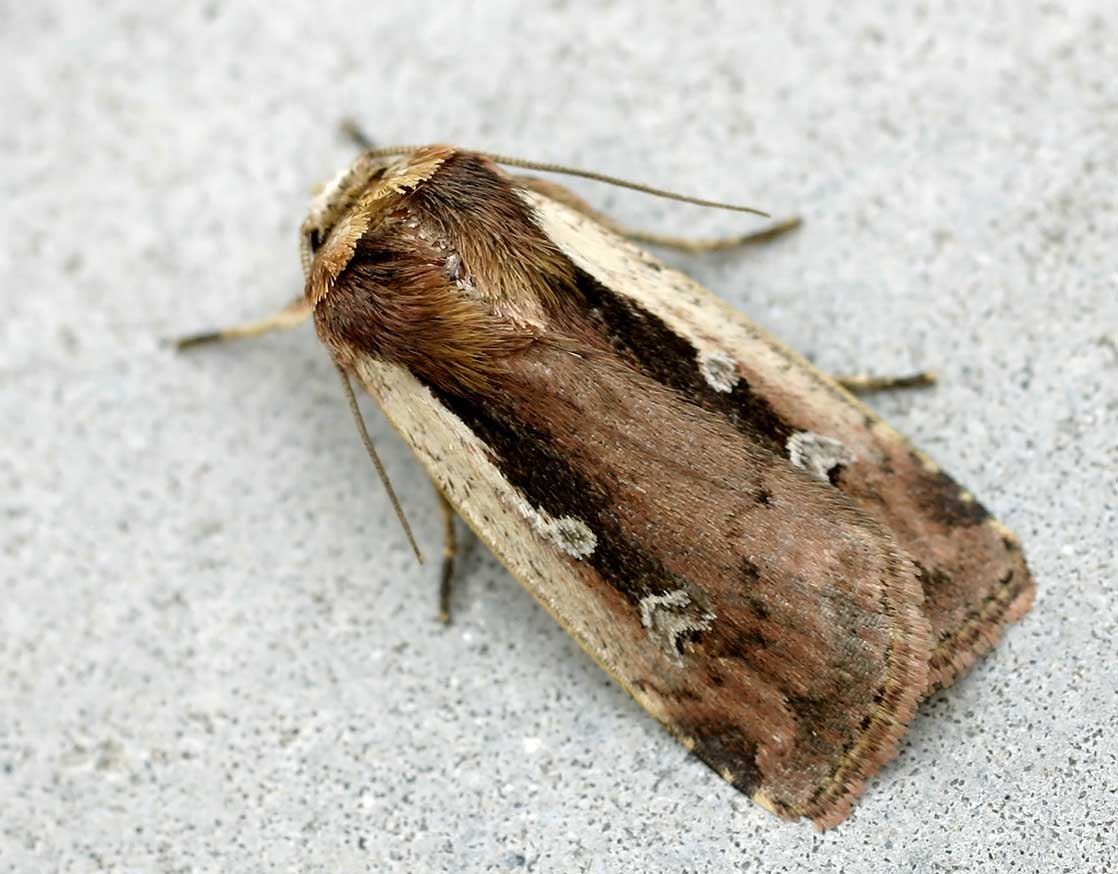
Ochropleura plecta (Linnaeus, 1761)

## Odice

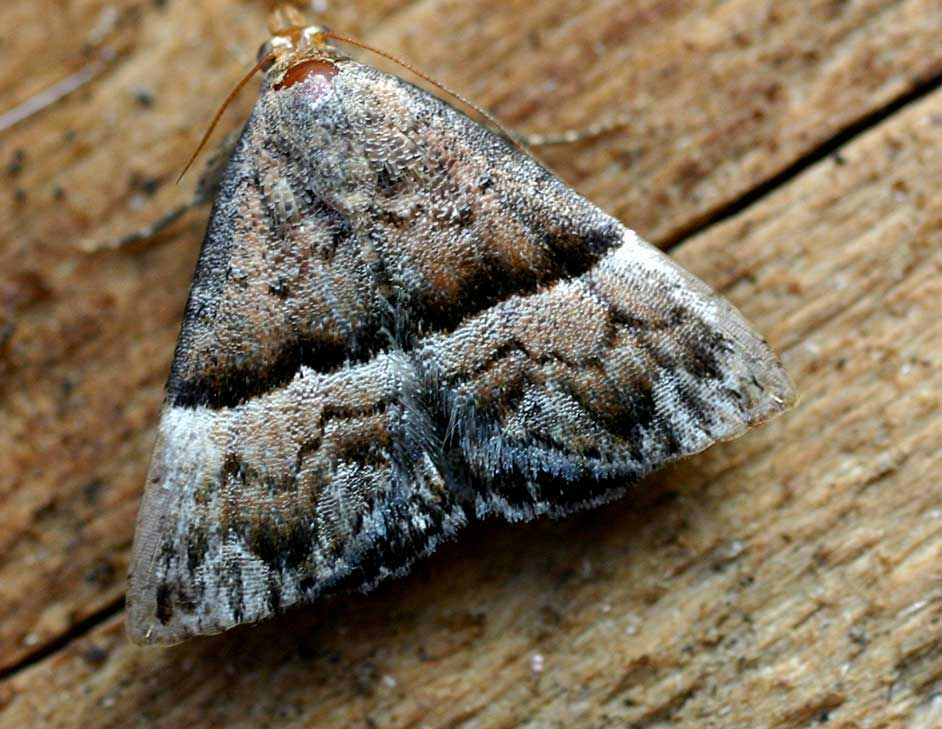
Odice jucunda (Hübner, 1813)

## Oligia

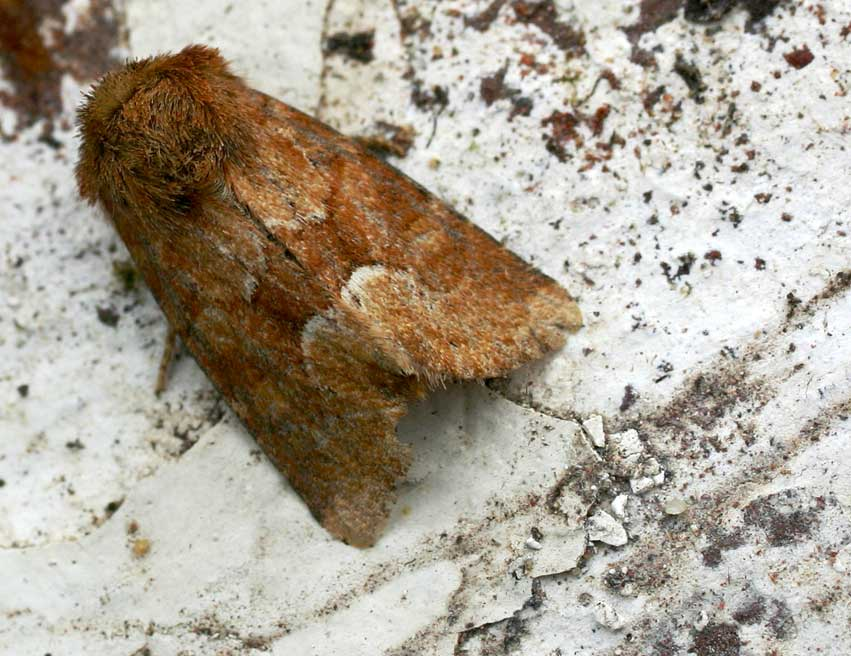
Oligia fasciuncula (Haworth, 1809)
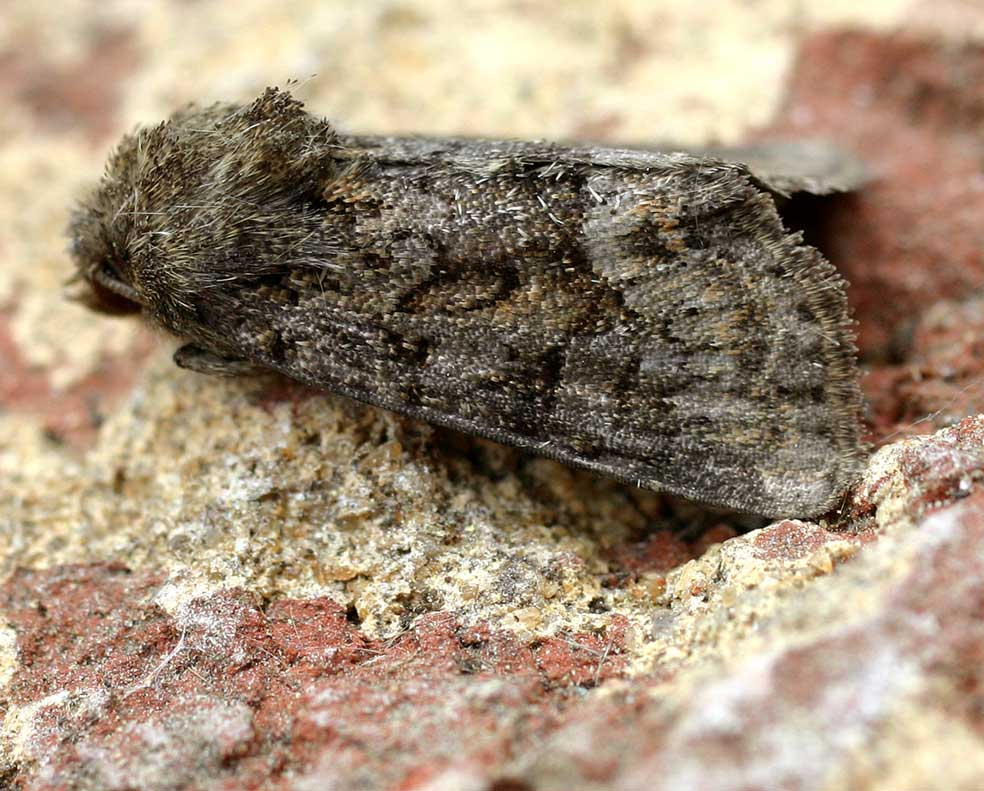
Oligia strigilis (Linnaeus, 1758)

## Omphaloscelis

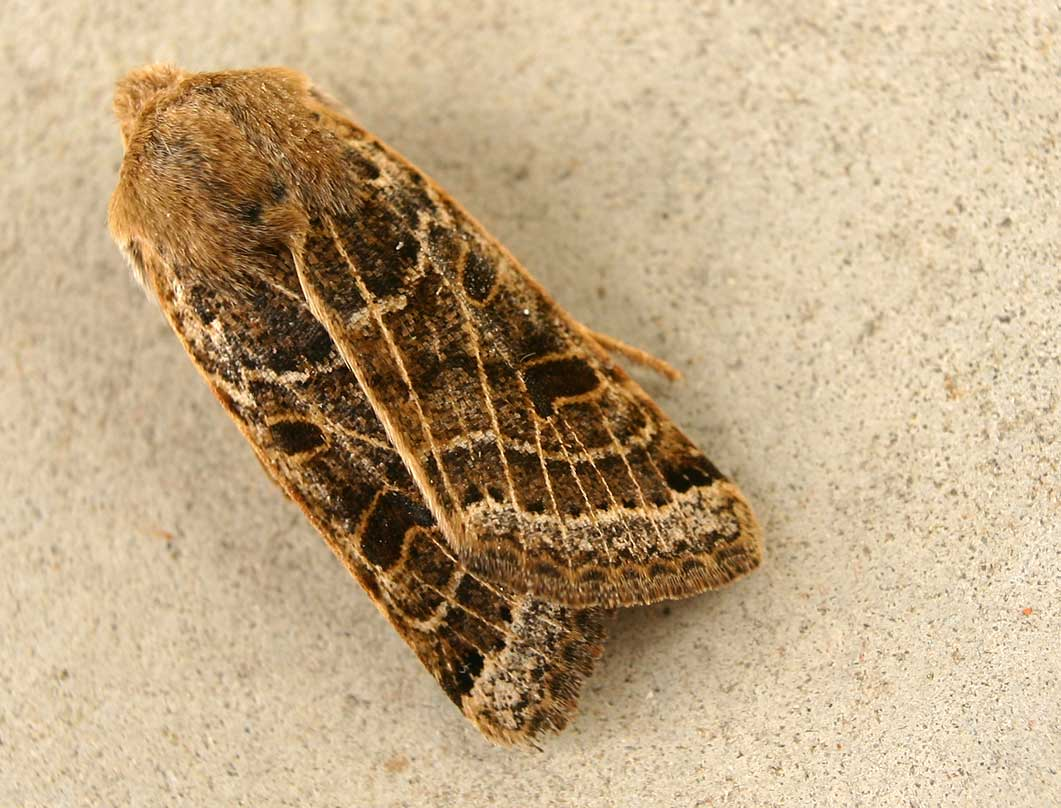
Omphaloscelis lunosa (Haworth, 1809)

## Orthosia

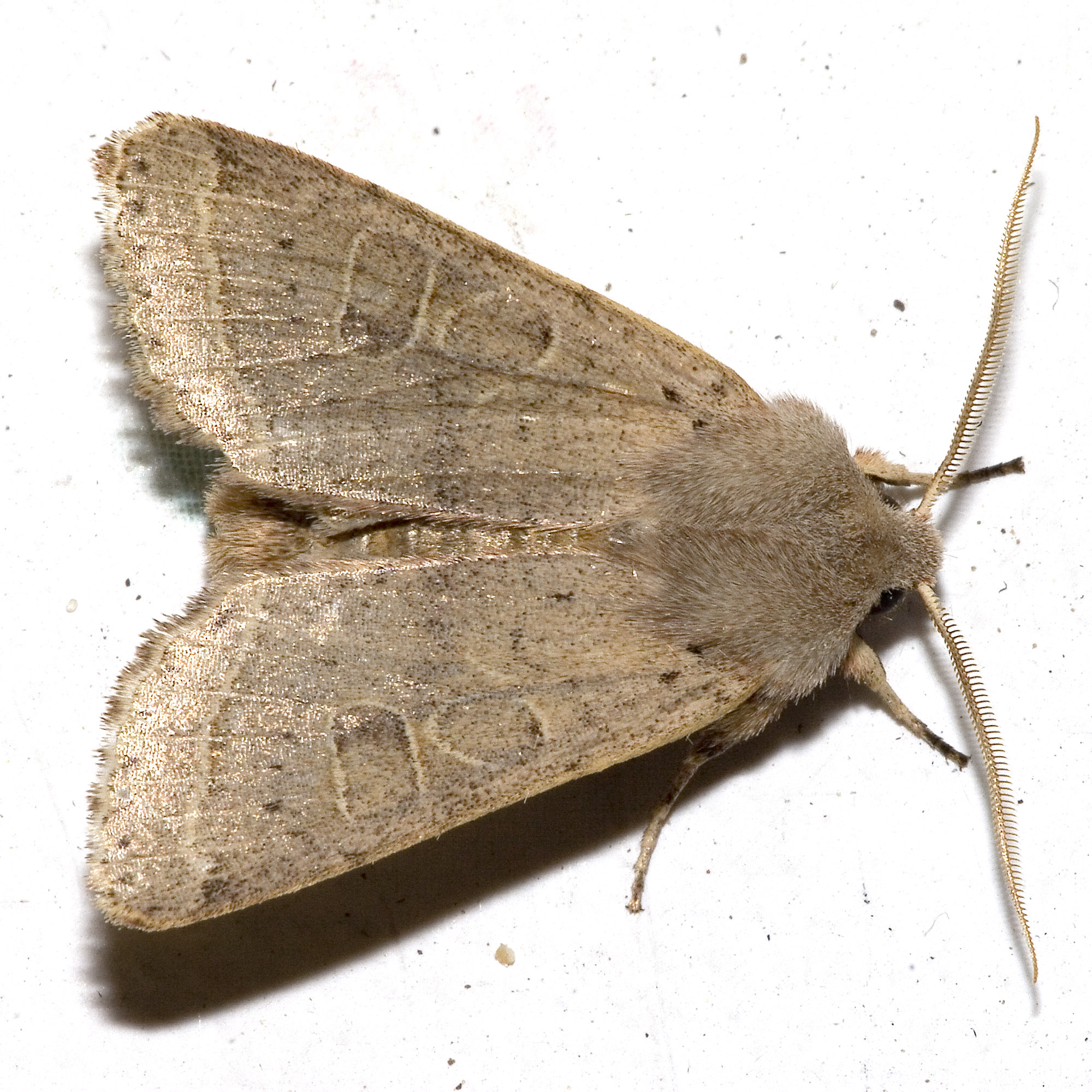
Orthosia (Monima) cerasi (Fabricius, 1775)

## Panolis

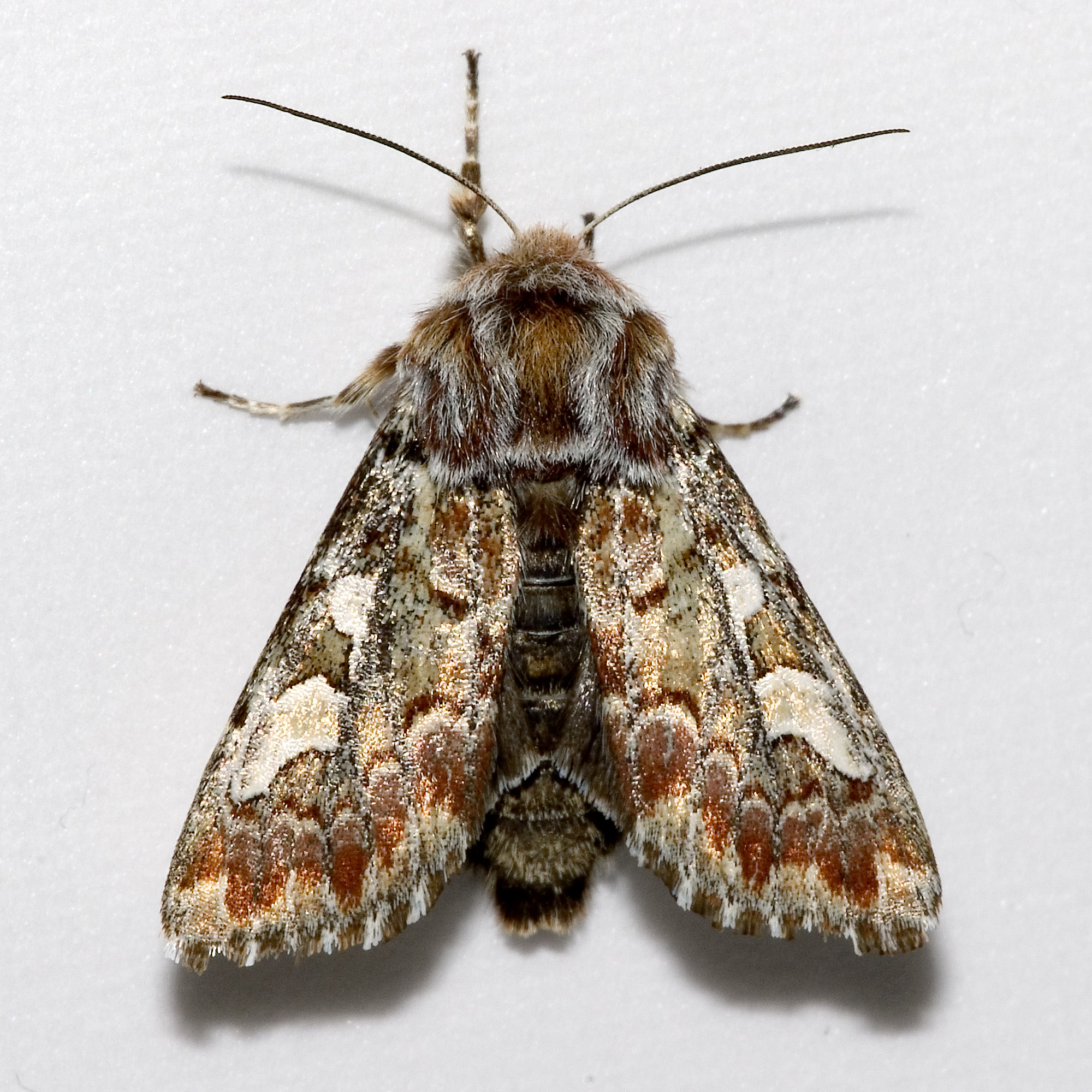
Panolis flammea (Denis & Schiffermüller, 1775)

## Phlogophora

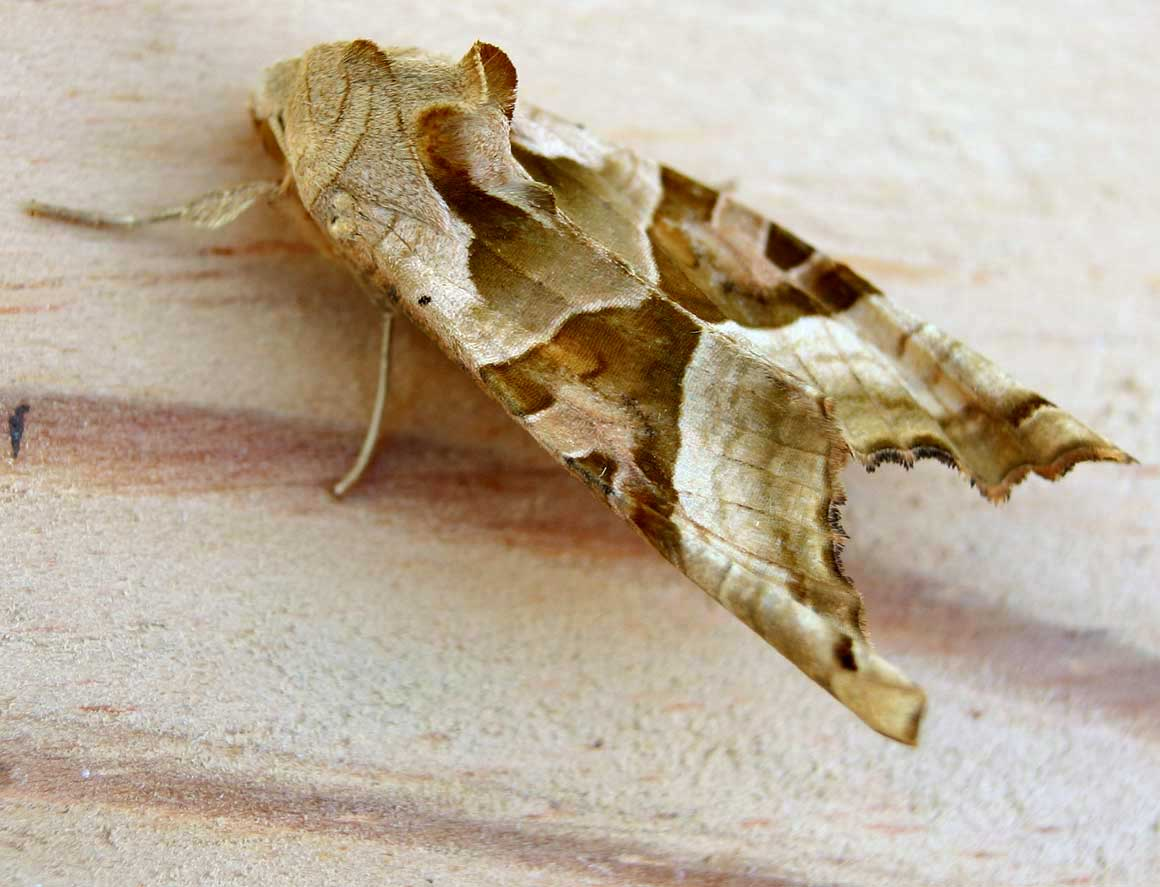
Phlogophora meticulosa (Linnaeus, 1758)

## Protodeltote

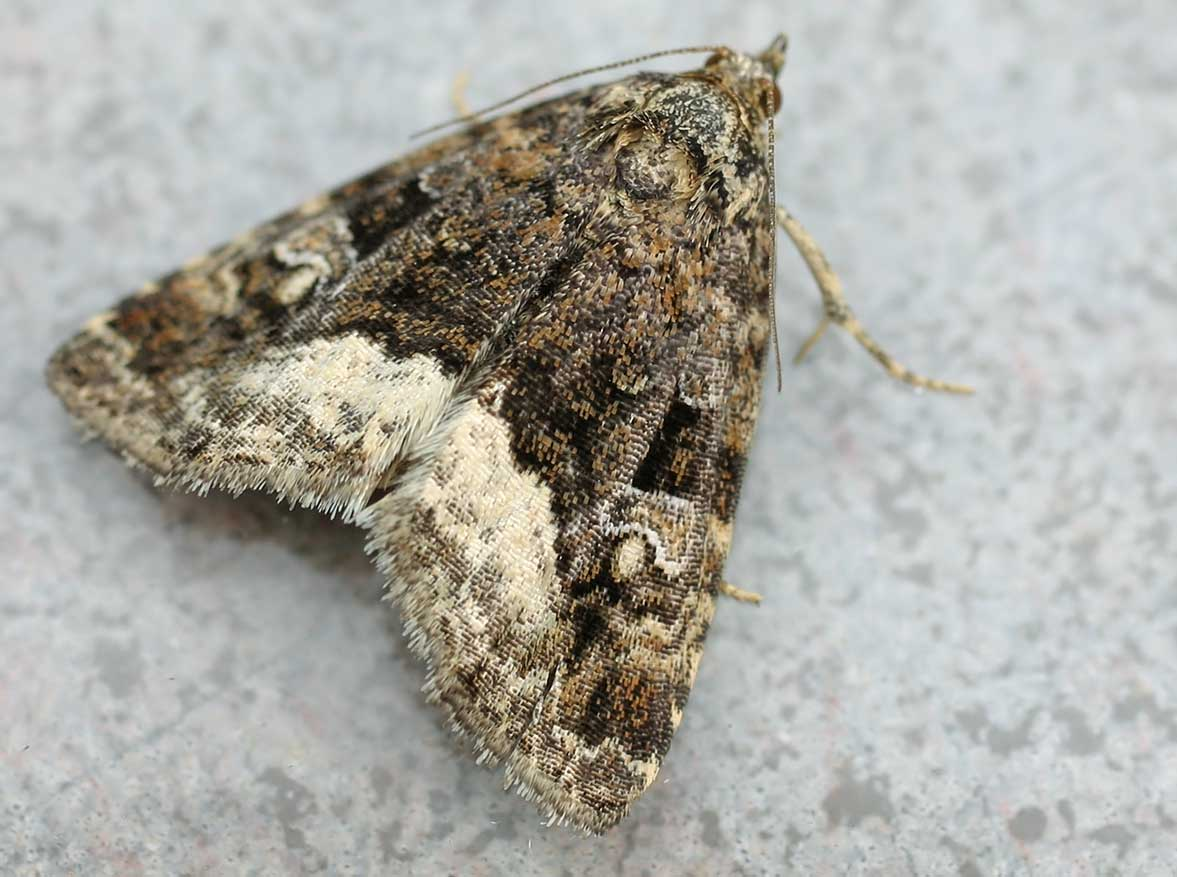
Protodeltote pygarga (Hufnagel, 1766)

## Rivula

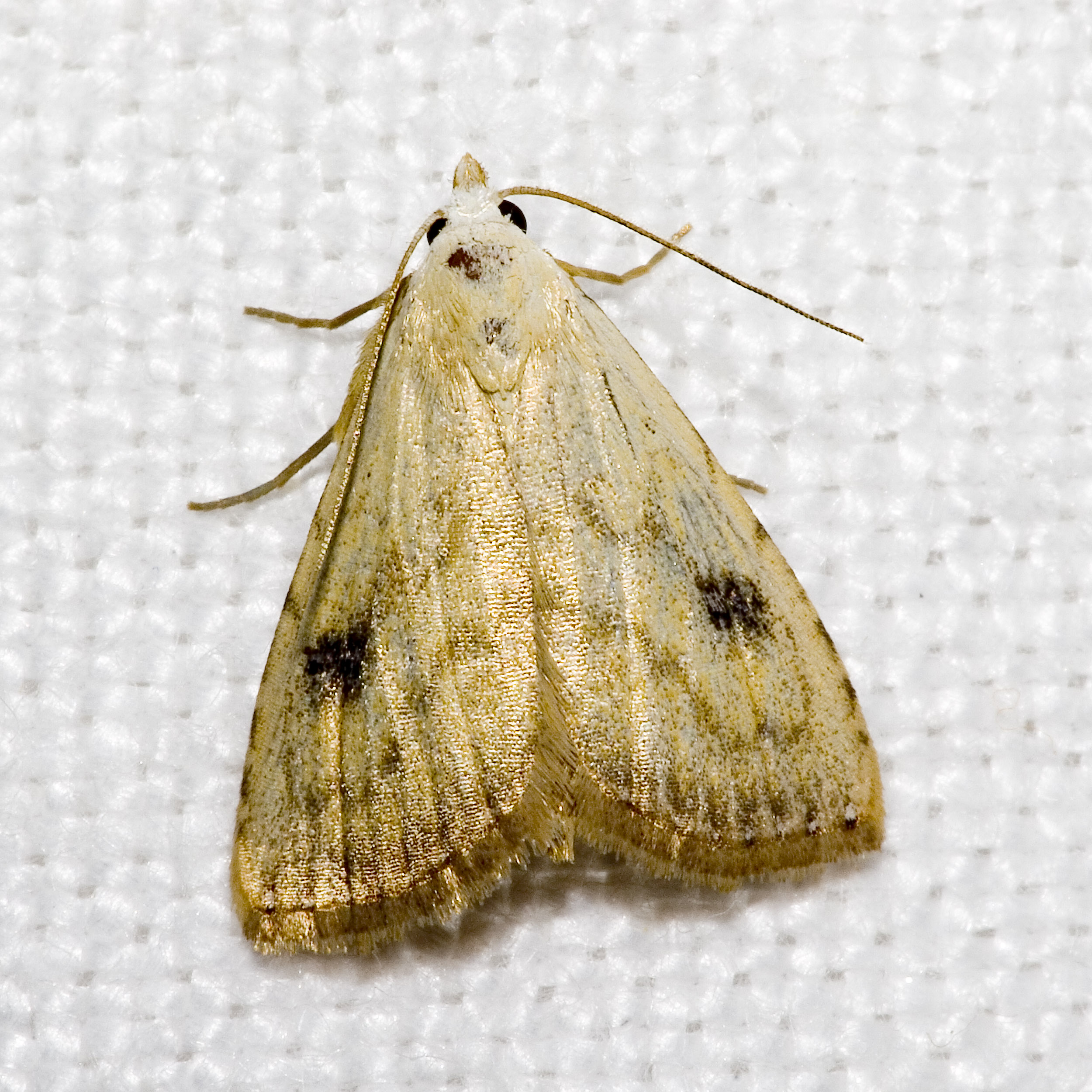
Rivula sericealis (Scopoli, 1763)

## Shargacucullia

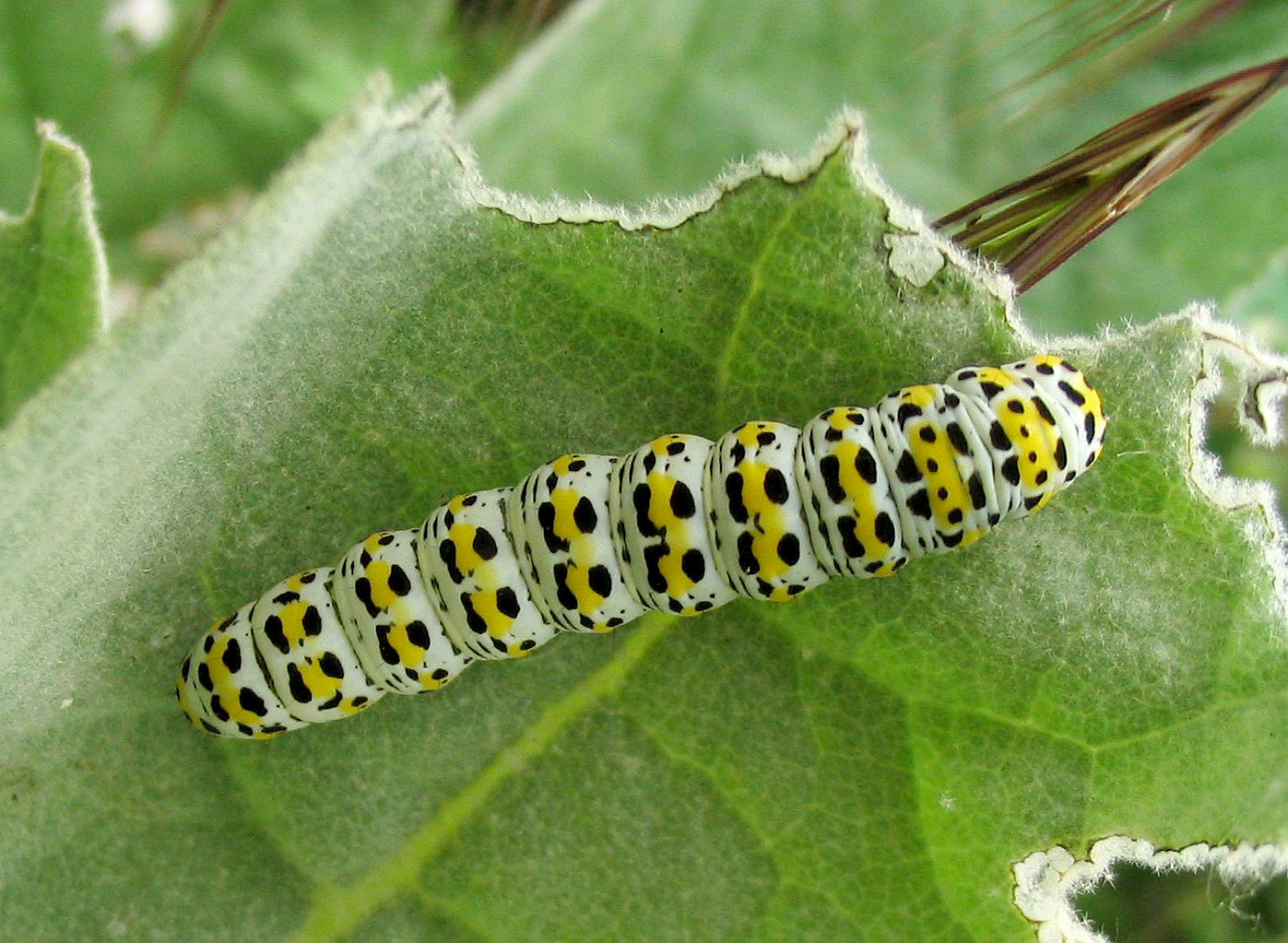
Shargacucullia verbasci (Linnaeus, 1758)

## Sideridis

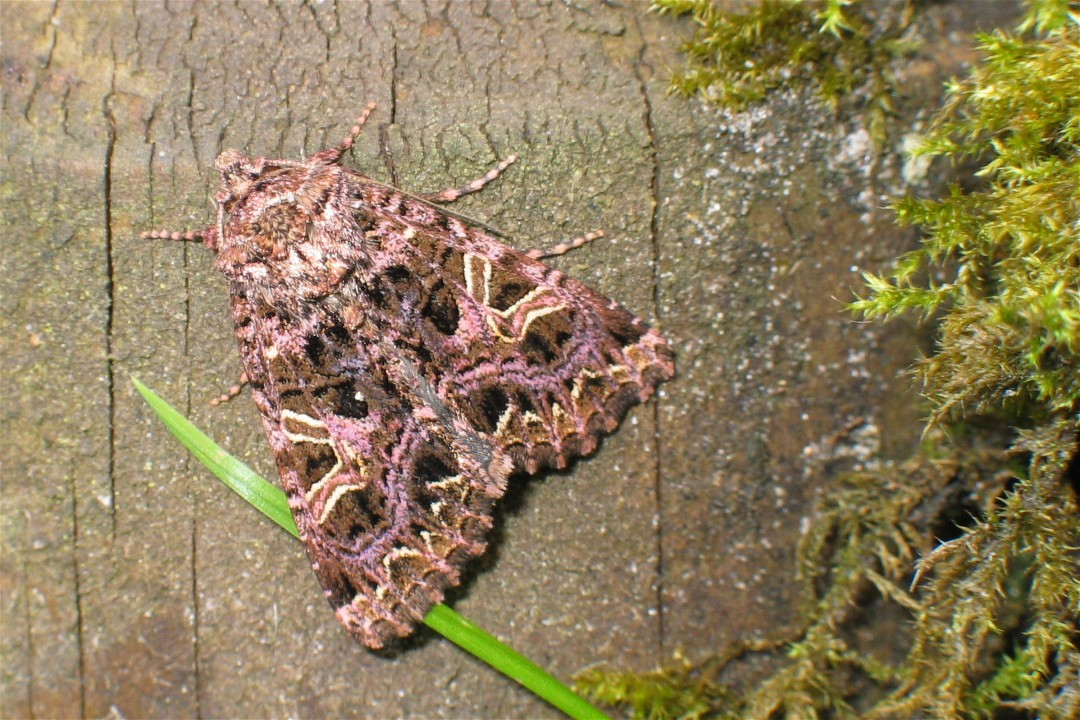
Sideridis (Aneda) rivularis (Fabricius, 1775)

## Tholera

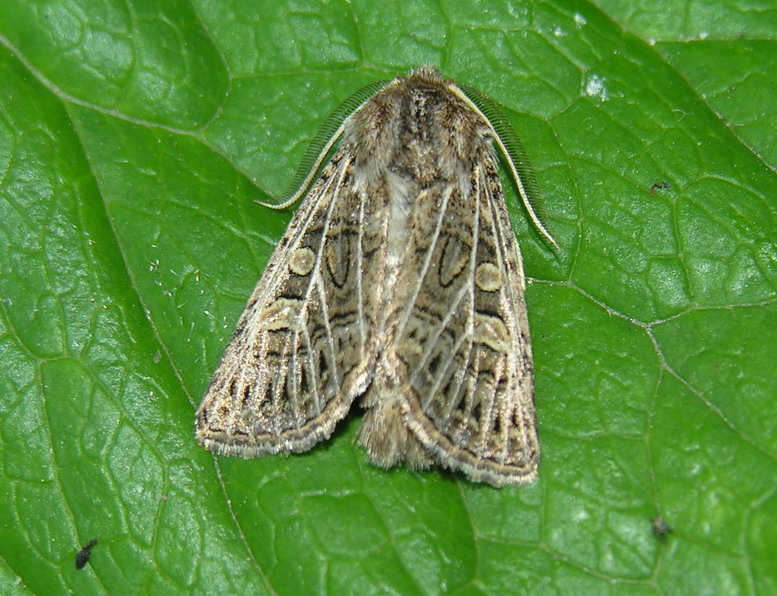
Tholera decimalis (Poda, 1761)

## Thysanoplusia

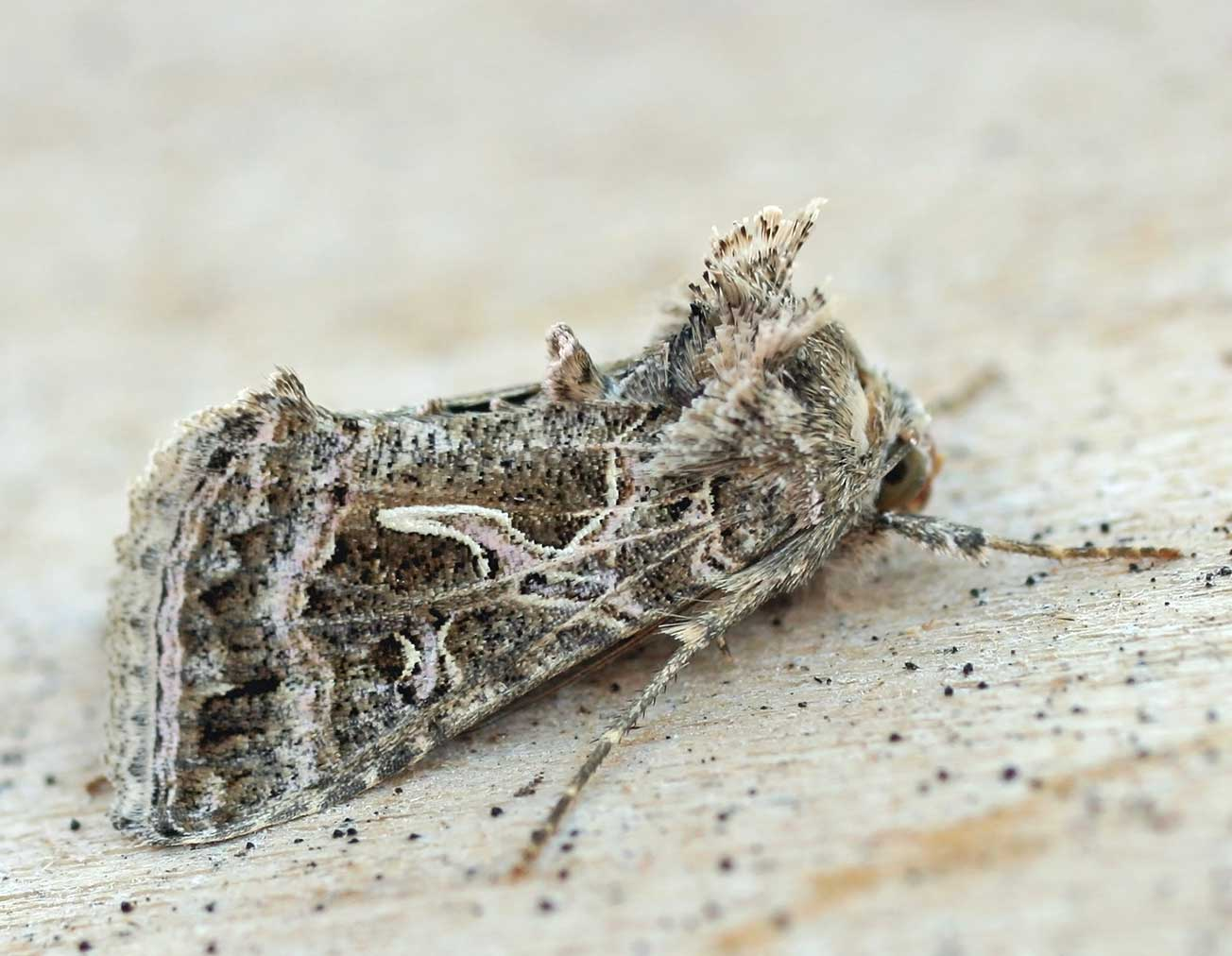
Thysanoplusia daubei (Boisduval, 1840)
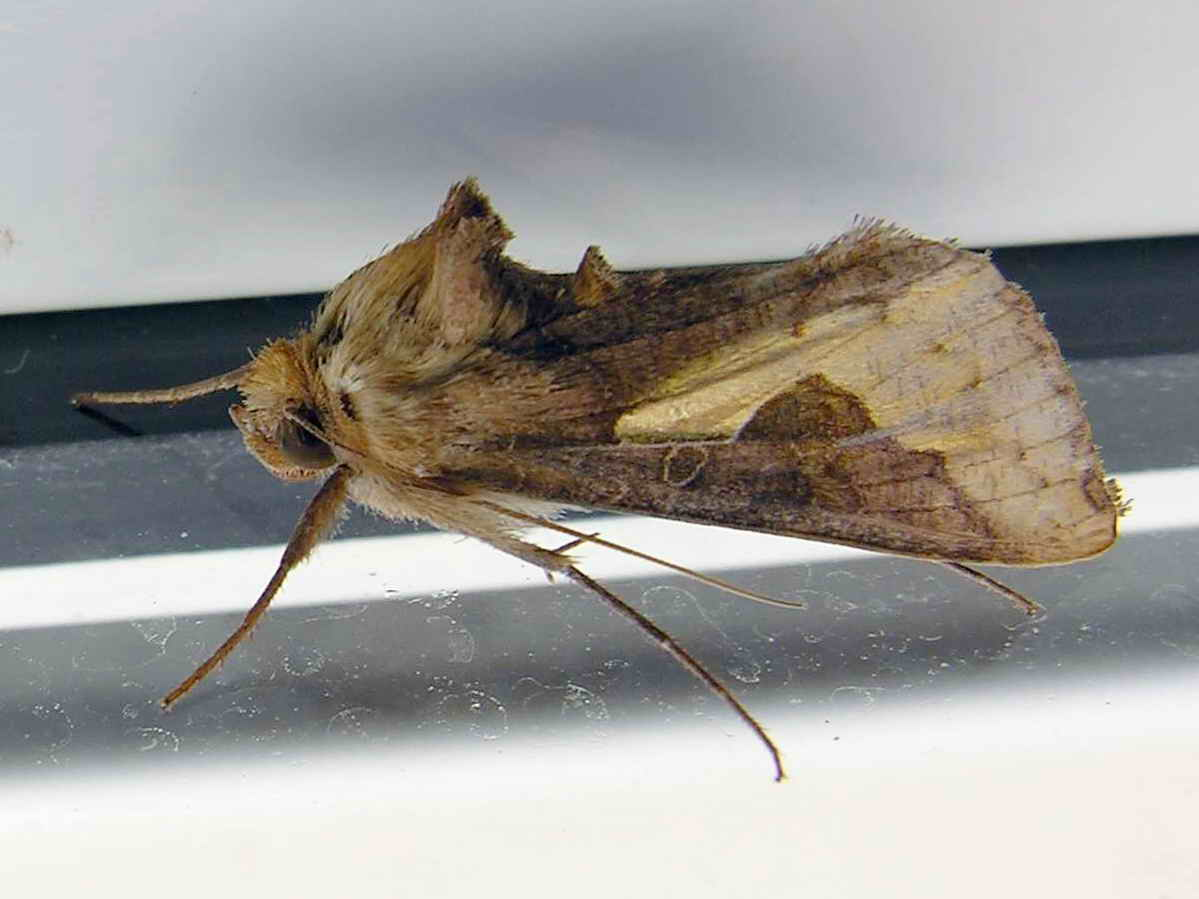
Thysanoplusia orichalcea (Fabricius, 1775)

## Tyta

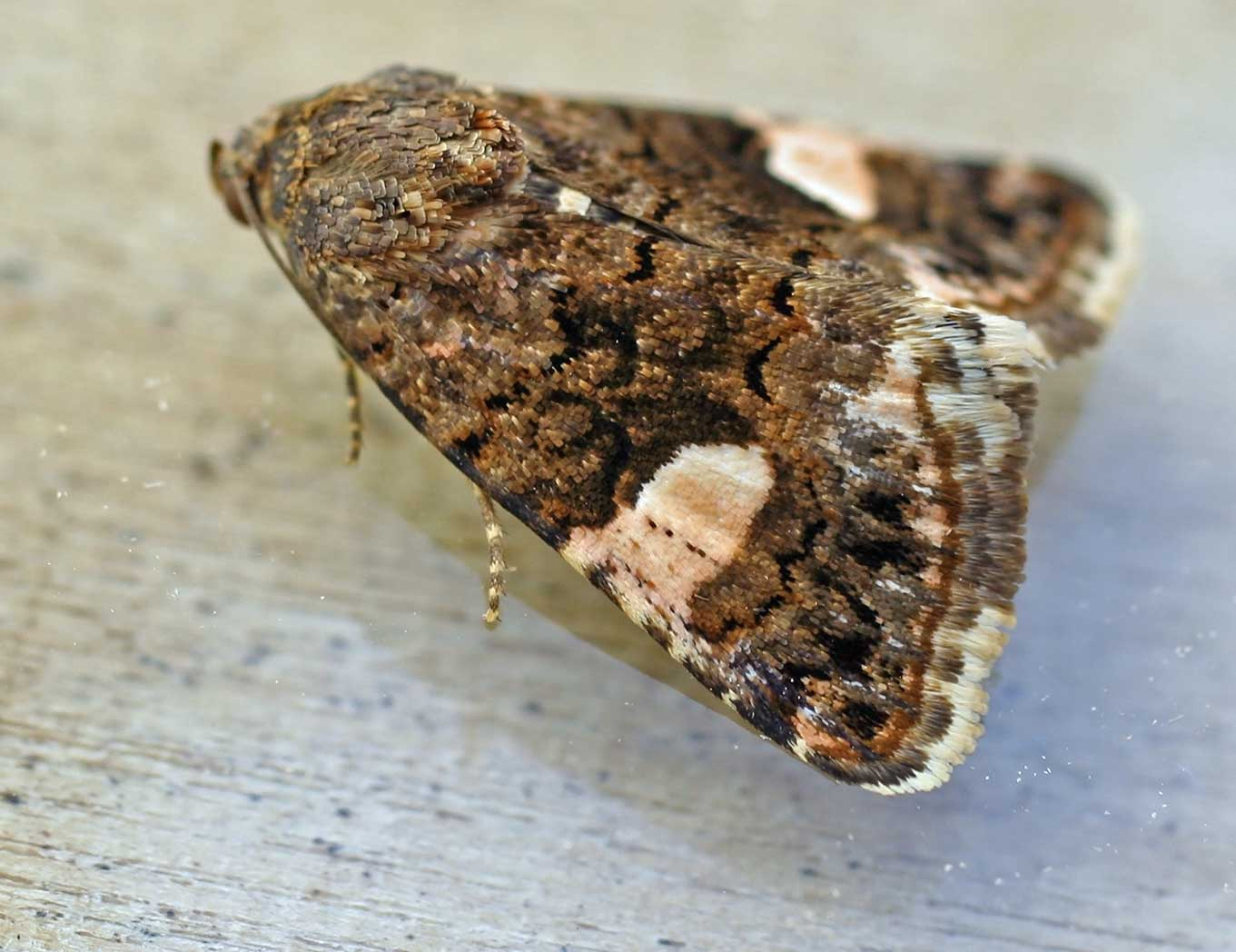
Tyta luctuosa (Denis & Schiffermüller, 1775)

## Xestia

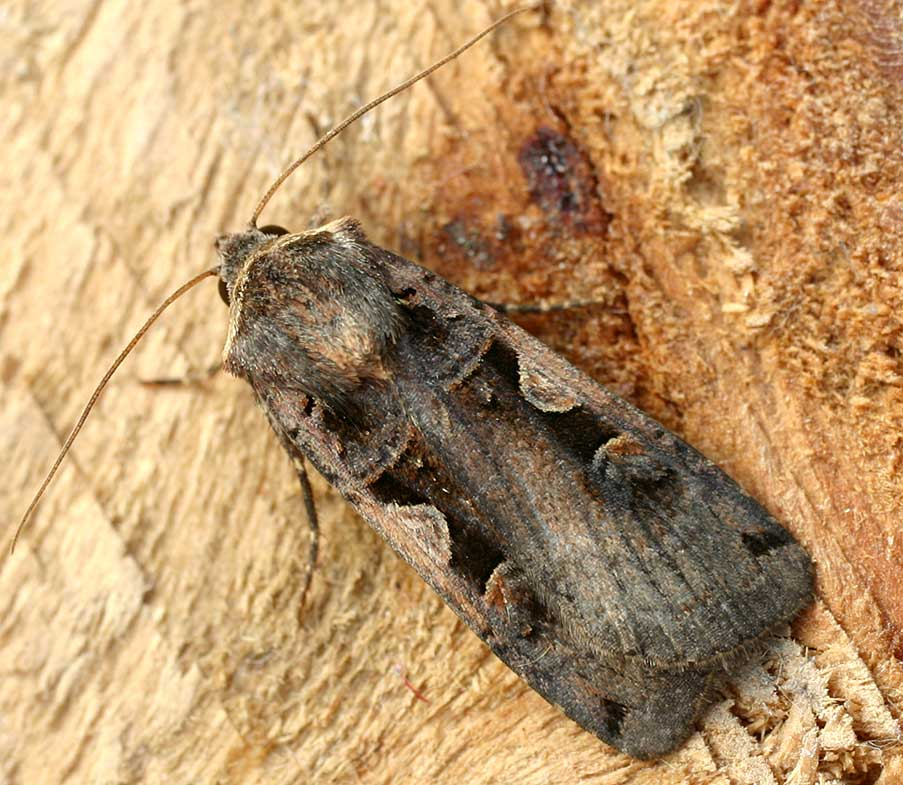
Xestia (Megasema) c-nigrum (Denis & Schiffermüller, 1775)
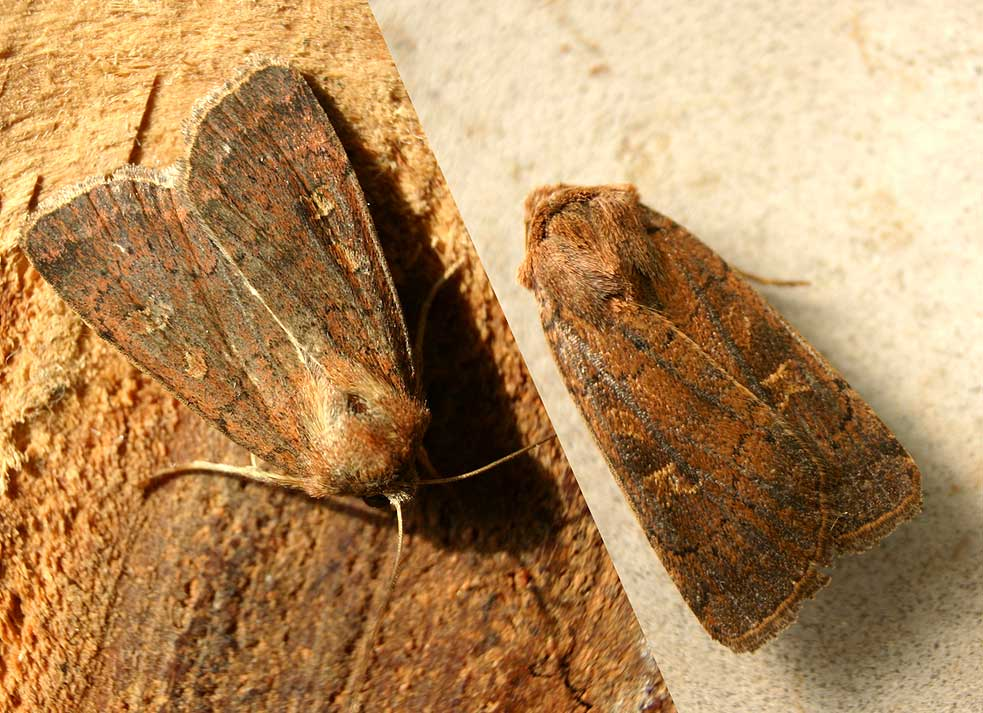
Xestia (Xestia) xanthographa (Denis & Schiffermüller, 1775)

## Xylena

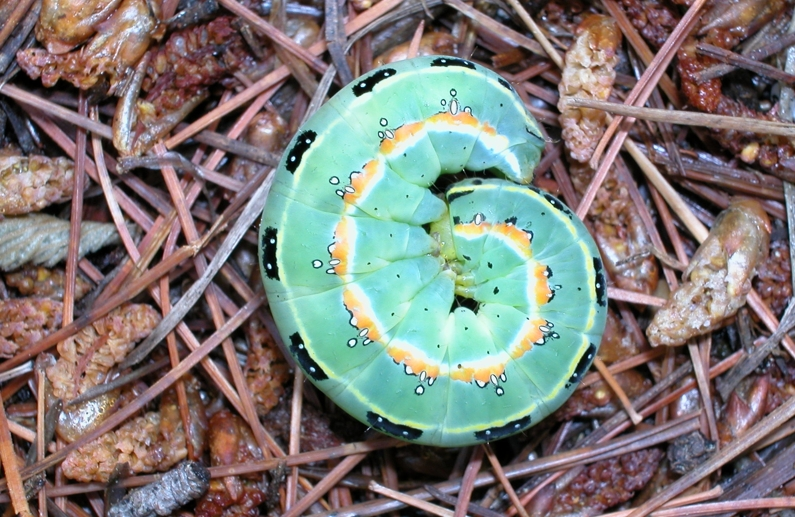
Xylena exsoleta (Linnaeus, 1758)

## Zanclognatha

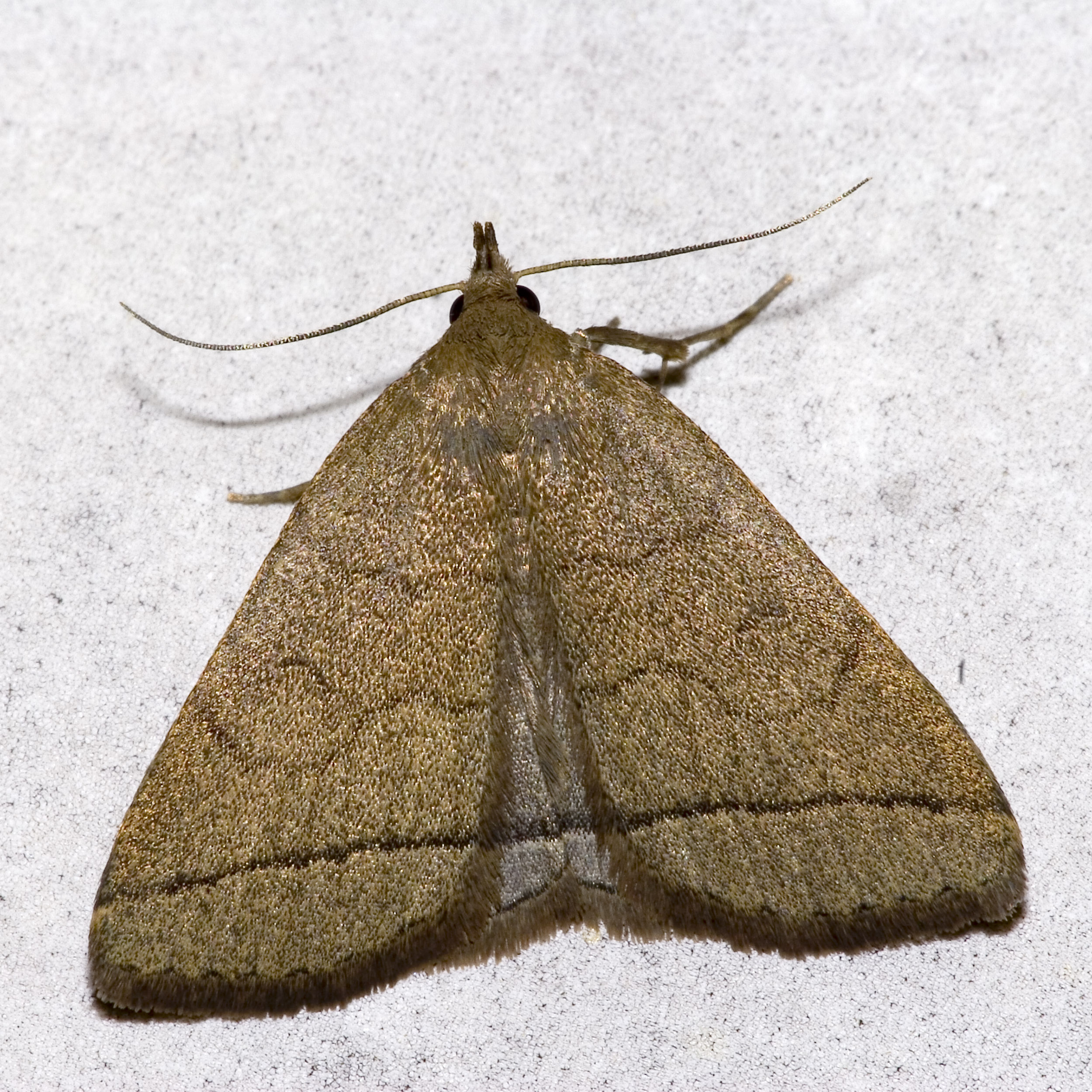
Zanclognatha tarsipennalis Treitschke, 1835
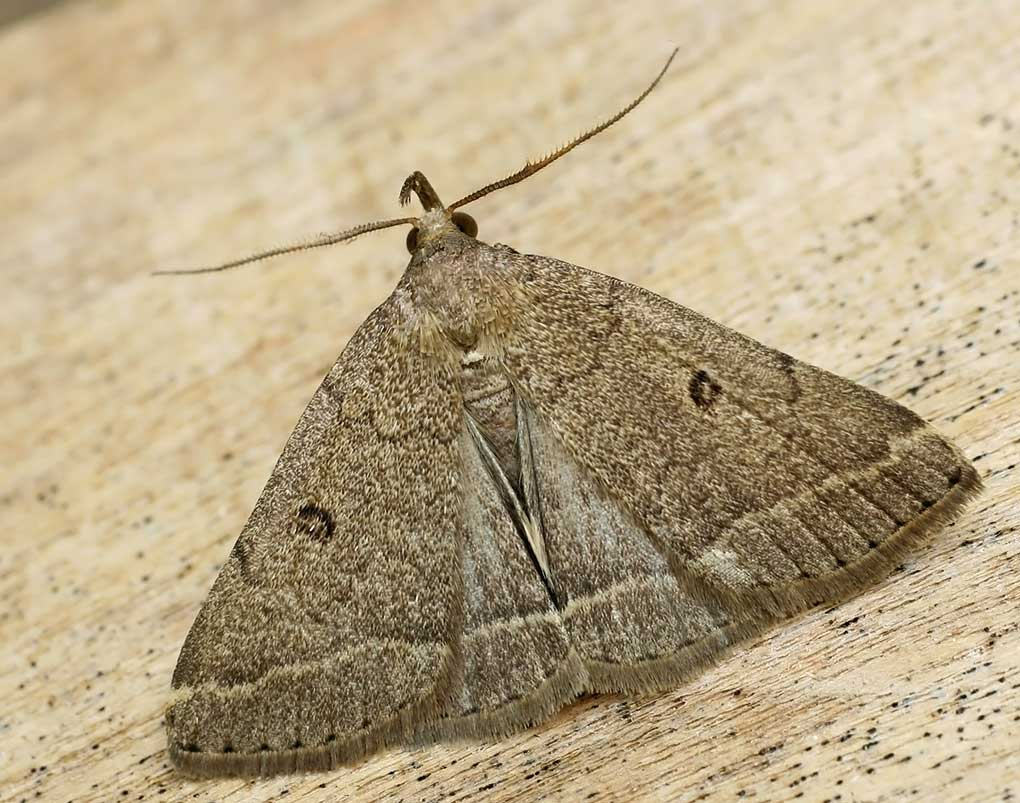
Zanclognatha zelleralis (Wocke, 1850)